# Polsko
Polsko (polsky Polska), plným názvem Polská republika (polsky  Rzeczpospolita Polska), je stát v severní části střední Evropy. Na severovýchodě sousedí s Litvou a Ruskem, na východě s Běloruskem a Ukrajinou, na jihu se Slovenskem a Českem a na západě s Německem. Sdílí také námořní hranice s Dánskem a Švédskem. Území Polska tvoří z velké části Středoevropská nížina a má mírné přechodné podnebí. Dělí se na 16 vojvodství a na ploše asi 312 000 km² žije 38 milionů obyvatel, je tak pátým nejlidnatějším členským státem Evropské unie. Hlavním a největším městem je Varšava. Mezi další velká města patří Krakov, Vratislav, Lodž, Poznaň, Gdaňsk a Štětín. Drtivá většina obyvatel jsou Poláci, úřední jazyk je polština a 71 % obyvatel se hlásí k římskokatolické církvi.
Prehistorická lidská činnost na polském území se datuje přibližně do doby 10 000 let př. n. l. Po celý pozdní starověk se zde vyskytovala kulturně rozmanitá společnost, v raném středověku byl region osídlen kmenovými Polany, kteří dali Polsku jeho jméno. Vznik státnosti v roce 966 souvisel s konverzí pohanského vládce Polanů na křesťanství pod patronací katolické církve. Polské království vzniklo v roce 1025 a v roce 1569 upevnilo své dlouholeté spojení s Litvou, čímž vznikla Polsko-litevská unie. Unie byla v té době jednou z evropských velmocí s jedinečným liberálním politickým systémem, který v květnu 1791 přijal první moderní ústavu v Evropě.
S koncem prosperujícího polského zlatého věku si zemi na konci 18. století rozdělily sousední státy. Polsko získalo svou nezávislost v roce 1918 jako druhá Polská republika a úspěšně ji uhájilo v polsko-sovětské válce v letech 1919-1921. Invaze nacistického Německa a Sovětského svazu do Polska v září 1939 znamenala začátek druhé světové války, která vedla k holocaustu a milionům polských obětí. Jako člen komunistického bloku ve světové studené válce byla Polská lidová republika zakládajícím signatářem Varšavské smlouvy. Díky vzniku a přínosu hnutí Solidarita byla komunistická vláda rozpuštěna a Polsko se v roce 1989 obnovilo jako demokratický stát.
Polsko je unitární poloprezidentskou republikou s prezidentem jako hlavou státu,  zákonodárnou moc má dvoukomorový parlament. Jedná se o rozvinutý trh a vysokopříjmovou ekonomiku. Polsko je považováno za střední velmoc, má šestou největší ekonomiku v Evropské unii podle hrubého domácího produktu (nominálního) a pátou největší podle HDP přepočteného na paritu kupní síly. V indexu lidského rozvoje se umístilo na 36. místě na světě, poskytuje velmi vysokou bezpečnost a ekonomickou svobodu, stejně jako bezplatné vysokoškolské vzdělání a všeobecný systém zdravotní péče. V zemi se nachází 17 památek světového dědictví UNESCO. Polsko je zakládajícím členským státem Organizace spojených národů a také členem Světové obchodní organizace, Organizace pro hospodářskou spolupráci a rozvoj, Severoatlantické aliance, Evropské unie, schengenského prostoru a Visegrádské skupiny. Není členem eurozóny.

## Název
Původ polského slova „Polska“ (česky Polsko) není v historických pramenech doložen. Pravděpodobně se jedná o název západoslovanského kmene Polanů. Název Polané zase pochází z indoevropského slova pole, které znamená obdělávané pole nebo otevřené prostranství. Název Polsko se začal používat pro označení celého státu v 11. století a původně fungoval jako forma výrazu „polská země“ (latinsky terra Poloniæ). Z tohoto zdroje pocházejí jak vlastní jména Polska a Poláci (endonyma), tak i většina názvů, které se pro ně používají v jiných jazycích (exonyma).
Gramaticky se název Polska skládá ze dvou částí: kořene pol (od „pole“), který znamená otevřený prostor nebo obdělávané pole, a sufixálního adjektivního afixu -ska. Název Polska je gramaticky přídavné jméno utvořené od podstatného jména pole sufixem -sk, což je adjektivní afix, odvozený od praslovanského *-ьskъ-jь, označujícího příslušnost k něčemu. Tento afix je charakteristickým prvkem slovanských a polských místních a pomístních jmen, s jejichž pomocí se tvoří zeměpisná jména. Tato koncovka se vyskytuje i v domácích jménech dalších slovanských zemí, například v českých a slovenských jménech Česko a Slovensko a v chorvatském jménu pro Chorvatsko – Hrvatska.

## Dějiny

### Od pravěku k rozdělení Polska

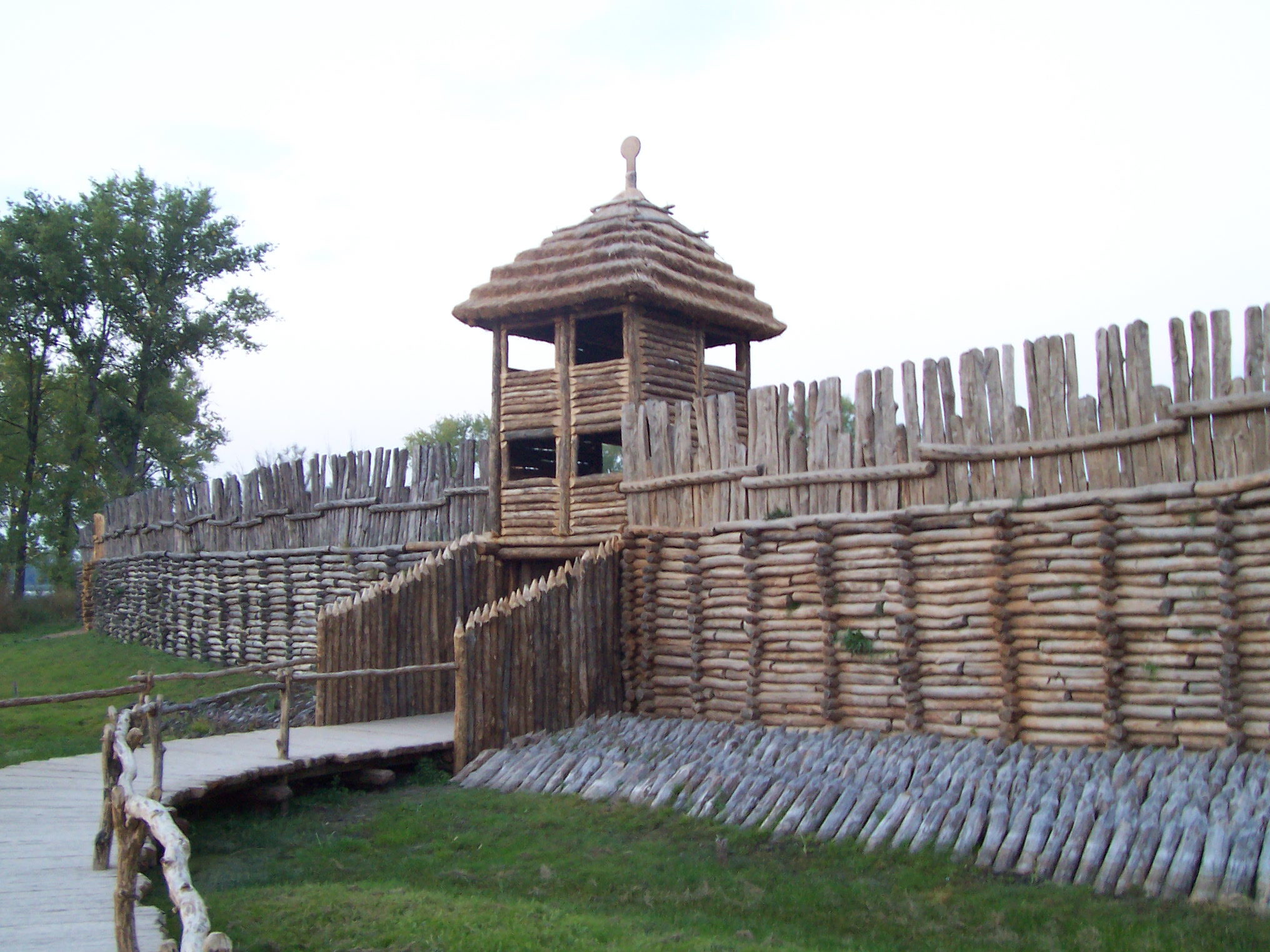
Rekonstrukce usedlosti lužické kultury z doby bronzové, Biskupin, cca 700 př. n. l.

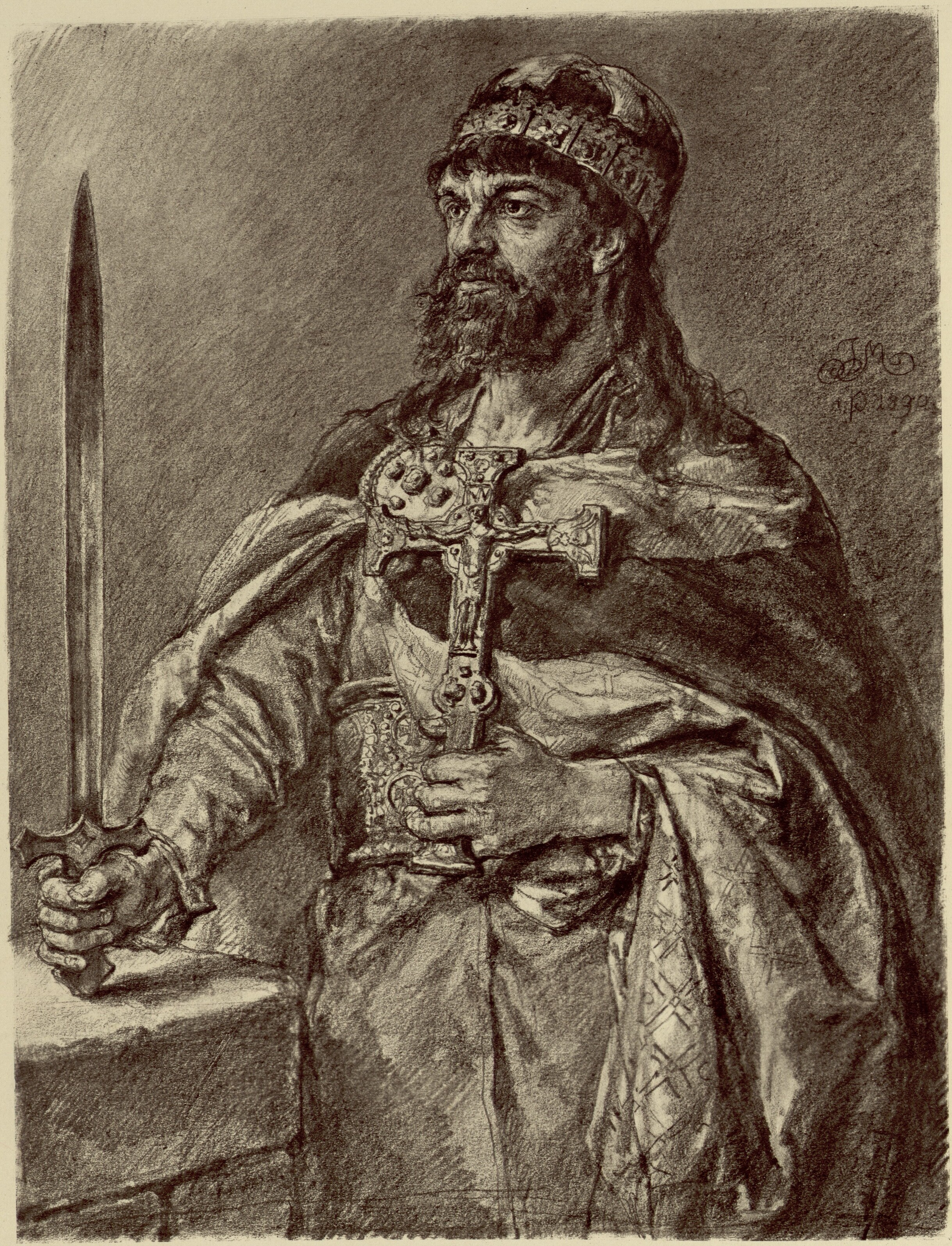
Měšek I. na obrazu Jana Matejka

Nejznámějším pravěkým archeologickým nálezem v Polsku je opevněné osídlení Biskupin (v němž se dnes nachází skanzen). Vzniklo kolem roku 748 př. n. l., v pozdní době bronzové, v rámci lužické kultury. Mezi 4. stoletím př. n. l. a 5. stoletím se na území současného Polska usadila řada etnických skupin – keltské, sarmatské, skytské, slovanské, baltické i germánské kmeny. Archeologické nálezy v Kujavsku rovněž potvrdily přítomnost římských legií. Jednalo se pravděpodobně o expediční sbor vyslaný k ochraně jantarové stezky. Od 5. století začalo slovanské osídlení převládat.
Polsko jako státní útvar existovalo od 10. století. První zprávy o něm pocházejí z let 962 až 963 a týkají se knížete Měška I., který je prvním historicky doloženým vládcem polského státu. V roce 965 si Měšek vzal za ženu českou princeznu Doubravku Přemyslovnu. Díky jejímu vlivu Měšek i celé Polsko v roce 966 přijali křesťanství. Přechod to však nebyl zcela pokojný, ještě roku 1038 vypuklo velké pohanské povstání, kvůli němuž musel královský dvůr opustit Hnězdno a uchýlit se do Krakova, který se pak stal hlavním městem na mnoho staletí. Měškův rod, Piastovci, vládl v Polsku až do roku 1370, často byl přitom ve sporech s českými Přemyslovci. Jako první se polským králem nechal korunovat Boleslav Chrabrý roku 1025. Titul však nebyl dědičný. V roce 1109 porazil Boleslav III. Křivoústý Jindřicha V. v bitvě na Psích polích a zastavil německý postup do Polska. Bitva byla prvním velkým polským vítězstvím nad agresivním nepřítelem a je proto pevnou součástí polského národního vědomí. Literárně byla zaznamenána v kronice Galla Anonyma. Boleslav byl velkým znovusjednotitelem Polska, avšak jeho vlastní nástupnický řád zemi znovu rozdrobil.

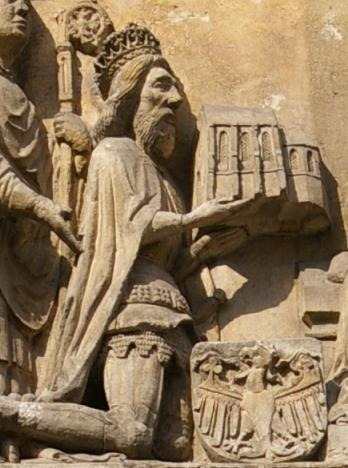
Kazimír III. Veliký

Jeden z lokálních piastovských vládců, Konrád I. Mazovský, pozval do země roku 1226 Řád německých rytířů, což vedlo později k mnoha válkám Poláků s tímto řádem. Když se zdálo, že země bude znovu sjednocena, došlo roku 1241 k mongolskému vpádu. Poláci byli poraženi v bitvě u Lehnice. V osudové bitvě zahynul nejen potenciální sjednotitel Jindřich II. Pobožný, ale bylo zdecimováno takřka celé polské rytířstvo. Rozsáhlé oblasti v jižním Polsku zůstaly zpustošené a mnoho let byly vylidněné. To otevřelo cestu pruské kolonizaci, ale i českému zájmu o území Slezska. Až roku 1320 se podařilo sjednotit rozdrobený polský stát Vladislavu I. Lokýtkovi. Jeho syn, Kazimír III. Veliký (vládl 1333–1370), si vydobyl pověst jednoho z největších polských králů. Rozšířil královskou ochranu Židů a povzbuzoval je k imigraci do Polska. Založil rovněž Krakovskou univerzitu. Posílil moc šlechty (Zlaté svobody) a kodifikoval polské právo. Učinil dohodu s českým králem Karlem IV. – Kazimír se zřekl Slezska na oplátku za to, že čeští králové nebudou usilovat o polskou korunu. Zabránil rozšíření černé smrti do Polska opatřeními na hranicích. S ním ovšem piastovská dynastie vymřela.

Jagellonská Evropa na konci 15. století

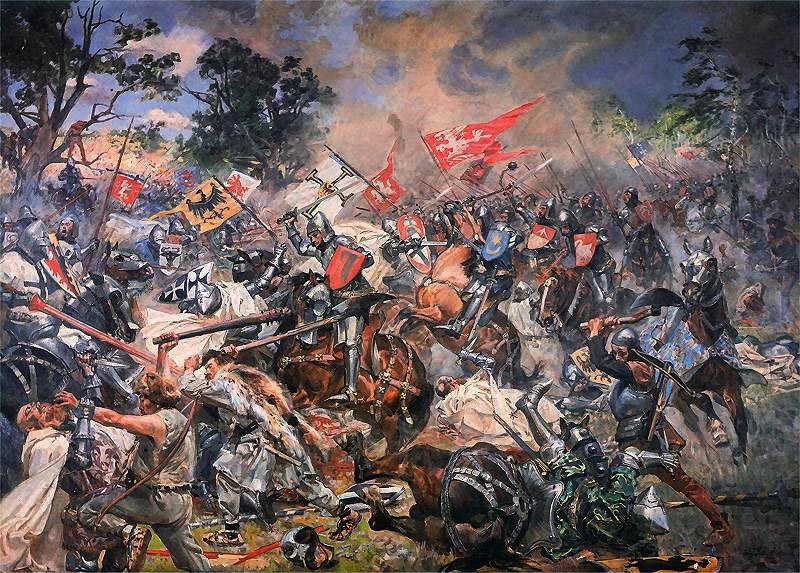
Bitva u Grunwaldu

Roku 1385 bylo smlouvou v Krevě dohodnuto spojení polského království s litevským velkoknížectvím (tzv. Krewská unie). Na polský trůn usedli litevští velkovévodové z rodu Jagellonců. Toto soustátí existovalo ve formě volné polsko-litevské personální unie až do roku 1569, kdy byla Litva s polským královstvím spojena těsněji (tzv. Lublinská unie). Stát spojením obou národů posílil. Roku 1410 polsko-litevské vojsko definitivně rozdrtilo německé rytíře v bitvě u Grunwaldu. Jagellonci navíc získali roku 1471 českou korunu a posléze i uherskou. K velkému rozkvětu polsko-litevského dvojstátí došlo v 16. století. Na jeho konci, roku 1596, bylo hlavní město přesunuto do Varšavy a tamní královský palác se stal první velkolepou renesanční stavbou v Polsku. Rozvoj byl provázen oslabováním moci panovníka a růstem vlivu početné šlechty. Již roku 1505 zákon zvaný Nihil novi přenesl většinu pravomocí z panovníka na Sejm. V důsledku toho začal být tento stát nazýván Rzecz Pospolita Obojga Narodów (věc veřejná obou národů, překlad latinského res publica). Sejm navíc vydal zákon o náboženské toleranci (Varšavská konfederace), takže se Polsku v 16. století vyhnuly boje mezi protestanty a katolíky. Blahobyt se projevil i rozvojem věd – jejich symbolem je zvláště Mikuláš Koperník, průkopník heliocentrismu z Toruně. Sílu polsko-litevské unie manifestovalo dobytí Moskvy roku 1610, při němž se vyznamenal polský vojevůdce Stanisław Żółkiewski. Nechybělo tehdy mnoho, aby polský král uzmul i carskou korunu. Po definitivním vítězství v rusko-polské válce roku 1618 dosáhl polský stát vrcholu své územní expanze (asi milion kilometrů čtverečních).

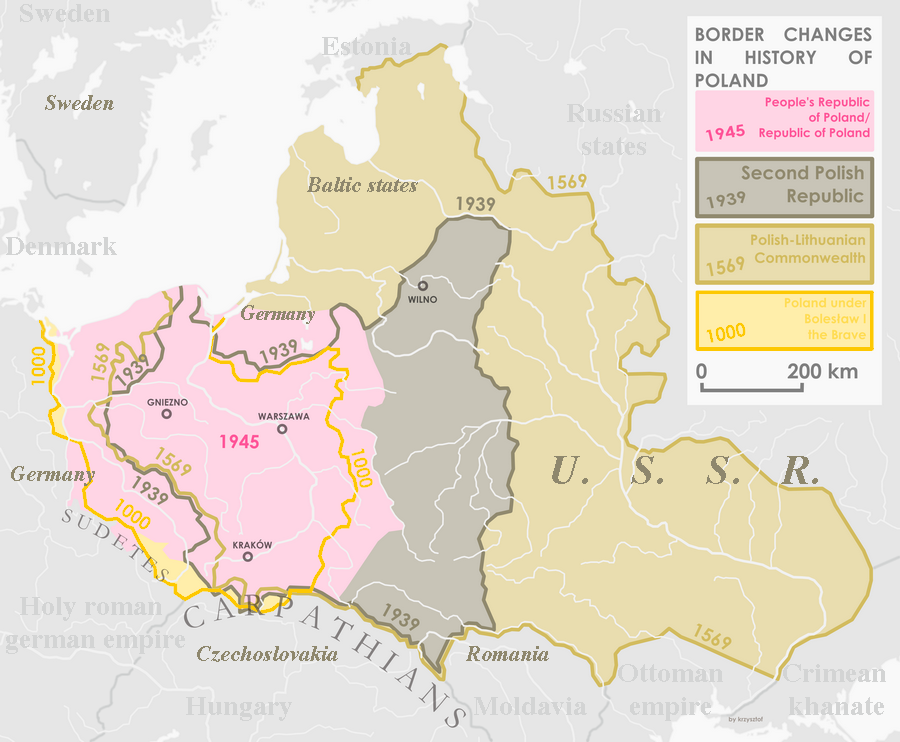
Hranice Polska po roce 1945
Hranice Polska 1918–1939
Polsko-litevská unie 1569
Polsko okolo roku 1000

V polovině 17. století však Polskem otřáslo Chmelnického povstání na Ukrajině a následné války s Osmanskou říší, Švédskem, Ruskem a nájezdy krymských Tatarů (historici odhadují, že krymskotatarské vpády stály v letech 1494 až 1694 život jednoho milionu obyvatel Polska a Litvy). Na konci 17. století zemi postavil na nohy – alespoň vojensky – Jan III. Sobieski. Ten se proslavil i svým vítězstvím v bitvě u Vídně, kde roku 1683 porazil vojska Kary Mustafy a definitivně zastavil turecký postup do středu Evropy. V ostatních oblastech společenského života se však králi už tolik nedařilo. Úpadek se prohloubil v 18. století, kdy se na polský trůn dostali Wettinové. První panovník tohoto rodu August II. Silný zatáhl Polsko do severní války a přivedl ho k porážce v ní, následované rozvratem celé země. Ten ještě prohloubil král August III. Polský, který se trůnu chopil s ruskou pomocí, a proto toleroval rostoucí zásahy Ruska do vnitřní polské politiky (zejm. ve prospěch vlivného rodu Poniatowských, soupeřícího s jiným rodem – czartoryšským). Když byl roku 1764 králem zvolen Stanislav II. August Poniatowski, vnímaný jako vyložený poskok ruské carevny Kateřiny II., polská šlechta to již nevydržela, založila tzv. Barskou konfederaci a zahájila proti králi povstání. Tím začala katastrofa, neboť porážka tohoto povstání a následné peripetie vedly v letech 1772, 1793 a 1795 k dělení Polska. Jeho území si rozdělily na základě velmocenských dohod Rusko, Prusko a Rakousko a polský stát tak zanikl. Posledním vzmachem odporu bylo Kościuszkovo povstání.

### Mezi Ruskem, Pruskem a Rakouskem

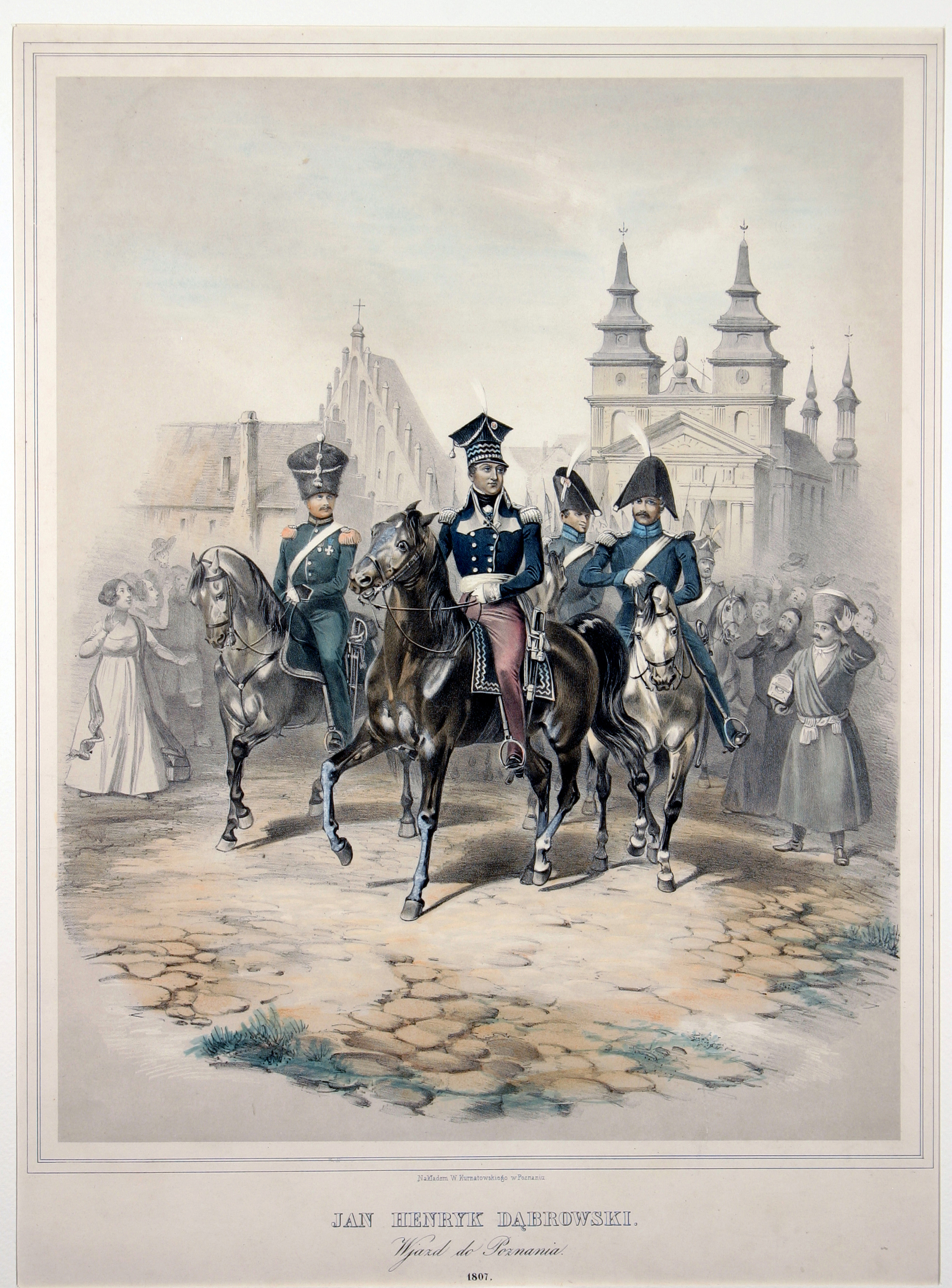
Jan Henryk Dąbrowski během Velkopolského povstání

V roce 1806 vypuklo v pruském záboru tzv. velkopolské povstání vedené Janem Henrykem Dąbrowskim. Protože se v zásadě snažilo pomoci Napoleonovi bojujícímu právě v tu dobu v Prusku, nechal Napoleon rok poté zřídit na části území předtím zabraném Pruskem a Rakouskem Varšavské knížectví, které se stalo jeho spojencem. Po Napoleonově porážce roku 1815 však bylo zrušeno a na jeho místě bylo, rozhodnutím Vídeňského kongresu, zřízeno autonomní Království polské (tzv. Kongresové Polsko či Kongresovka), podléhající ruskému carovi. Roku 1831 vypuklo ve Varšavě a dalších místech Listopadové povstání, jedno z největších národních povstání 19. století, které však bylo carskou armádou potlačeno. Následkem toho byla v roce 1832 autonomie knížectví omezena. V roce 1863 vypuklo Lednové povstání. Vzniklo spontánně z odporu mladých Poláků, kteří odmítali sloužit v Ruské armádě a utíkali do lesů. Za osmnáct měsíců bylo ale poraženo a roku 1866 byly zrušeny poslední zbytky polské autonomie v rámci Ruska.
Část obsazená Rakouskem nesla název Království haličsko-vladiměřské (s autonomní vládou od roku 1861). Město Krakov s okolím bylo v letech 1815–1846 nezávislou Krakovskou republikou (pod patronátem tří sousedních mocností). Po potlačení Krakovského povstání však bylo připojeno k Rakouské Haliči, jejíž východní část obývali převážně Malorusové (Ukrajinci) a Židé. Přes národnostní třenice a relativní zaostalost byla rakouská část s městy Krakov a Lvov v 2. polovině 19. století díky mírnějšímu pronásledování hlavní scénou polské kultury a vědy.
Území obsazené Pruskem se nazývalo v letech 1815–1848 Poznaňské velkovévodství (s omezenou autonomií), poté byla jeho autonomie – v reakci na polské protipruské povstání během revoluce roku 1848 – rovněž zrušena a vznikla tzv. Provincie Poznaň. Hospodářsky rozvinuté Slezsko náleželo Prusku již od sedmileté války, Pomořansko bylo připojeno ještě dříve. Pruský zábor měl oproti ruskému a rakouskému více průmyslu, zemědělství a železnic.

Rozložení polské populace v roce 1916

### Sjednocení Polska až druhá světová válka

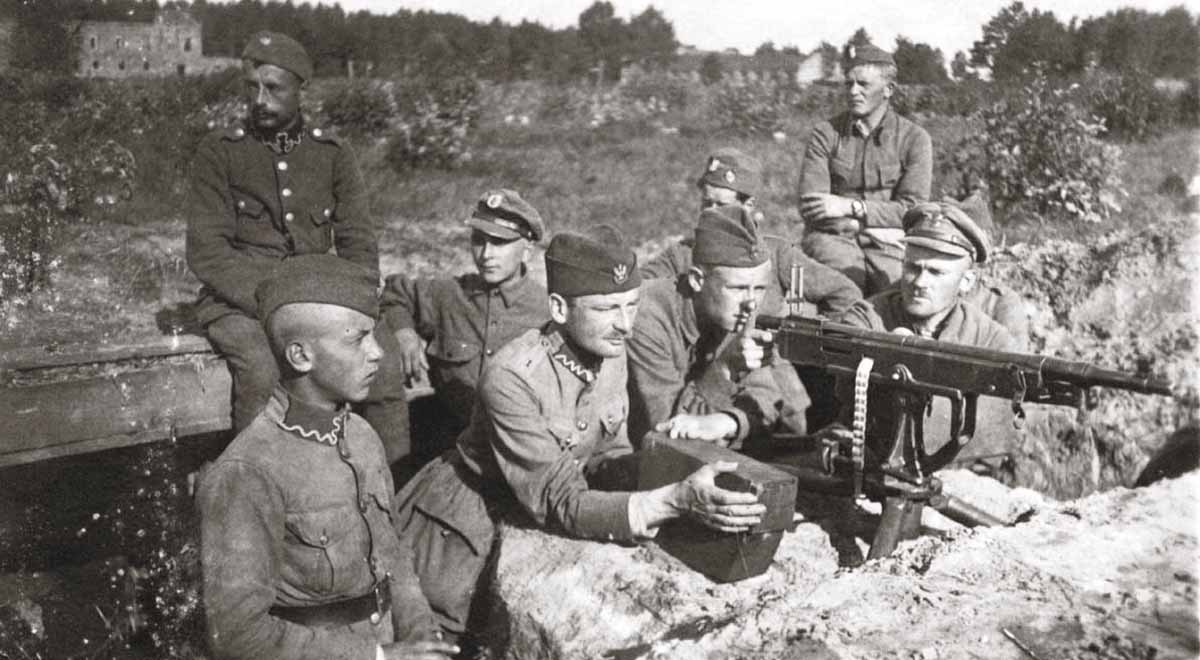
Poláci ve válce se Sověty

Během první světové války, po obsazení většiny polského území do té doby patřícího Rusku Německem a Rakouskem, bylo na tomto území zřízeno autonomní Polské království jako loutkový stát pod patronátem Ústředních mocností. Polsko opět získalo skutečnou suverenitu až po jejich porážce v roce 1918. Díky Velkopolskému povstání z roku 1918 a Hornoslezským povstáním mu versailleská smlouva přisoudila řadu území ve válce poraženého Německa. Nezávislost si Polsko udrželo i v následné válce se sovětským Ruskem. O své hranice bojovalo též s Ukrajinci, Němci, Litevci a Čechy (Sedmidenní válka). V roce 1922 byla Polskem anektována Střední Litva.

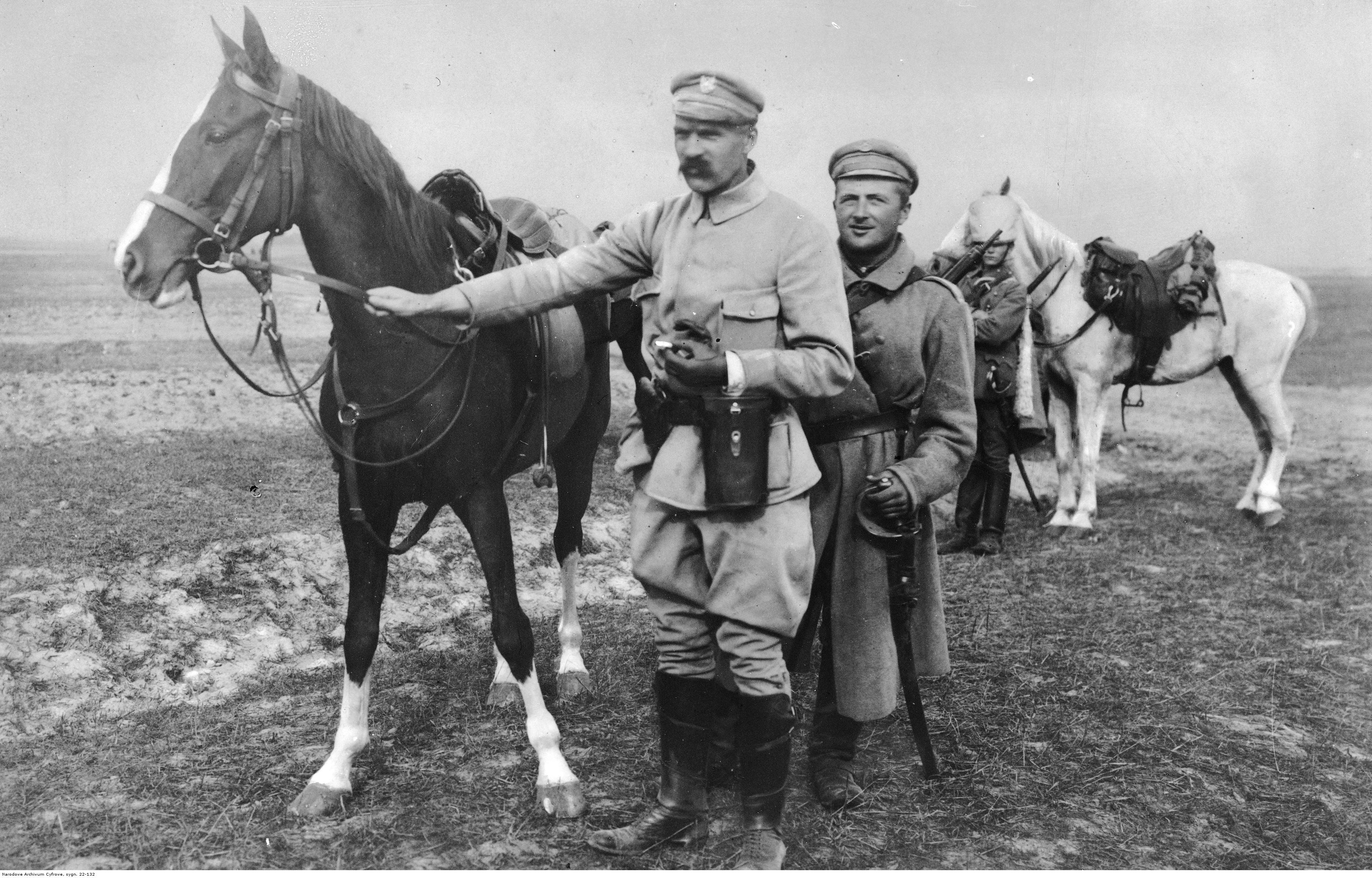
Józef Piłsudski se svým oblíbeným koněm Kaštankou

Druhá polská republika byla ustavena jako parlamentní republika, avšak kvůli neochotě polských politických stran se dohodnout, nacionálnímu napětí, růstu politického extremismu a hospodářským potížím byly polské vlády velmi nestabilní. Ozývalo se volání po vládě pevné ruky, které roku 1926 vyslyšel maršál Józef Piłsudski, který provedl Květnový převrat a zavedl vojenskou diktaturu (tzv. sanační režim), jež vedla k politické perzekuci a potlačování demokratických principů a práv. Před vypuknutím druhé světové války měl důležitou pozici v Polsku také maršál Edward Śmigły-Rydz a ministr zahraničí Józef Beck. Polsko díky Beckovi v roce 1934 podepsalo s Německem pakt o neútočení a v roce 1938 vojensky obsadilo a anektovalo českou část Těšínska.

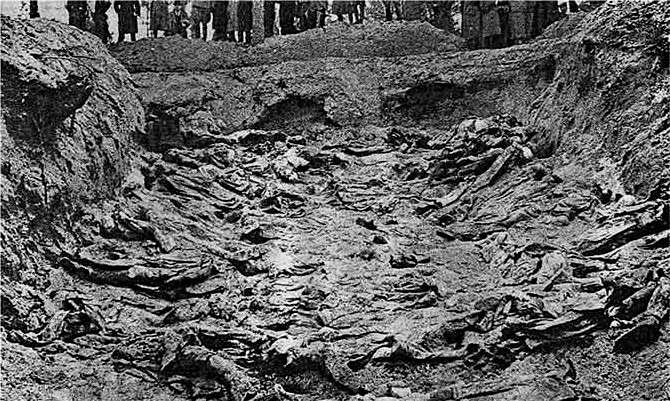
Oběti Katyňského masakru v hromadném hrobě

Na počátku druhé světové války v roce 1939 bylo Polsko okupováno Německem a Sovětským svazem. Během války bylo zničeno mnoho polských měst a polské území se stalo hlavním dějištěm holocaustu. Odhaduje se, že během německé okupace Polska zahynulo přes 2,8 milionu etnických Poláků a 3 miliony polských Židů (asi 90 procent polského židovstva). Polsko tak za války ztratilo největší podíl obyvatelstva mezi všemi národy. Přibližně 22 tisíc důstojníků a příslušníků polské inteligence bylo na Stalinův příkaz povražděno v roce 1939 při tzv. Katyňském masakru. Několik desítek tisíc předních Poláků bylo zavražděno ve stejný rok Němci během tzv. operace Tannenberg v rámci nacistického plánu genocidy Generalplan Ost. Ve východních oblastech bylo povražděno ukrajinskými nacionalisty z UPA (tzv. banderovci) až 100 000 polských civilistů (viz též Volyňský masakr). 

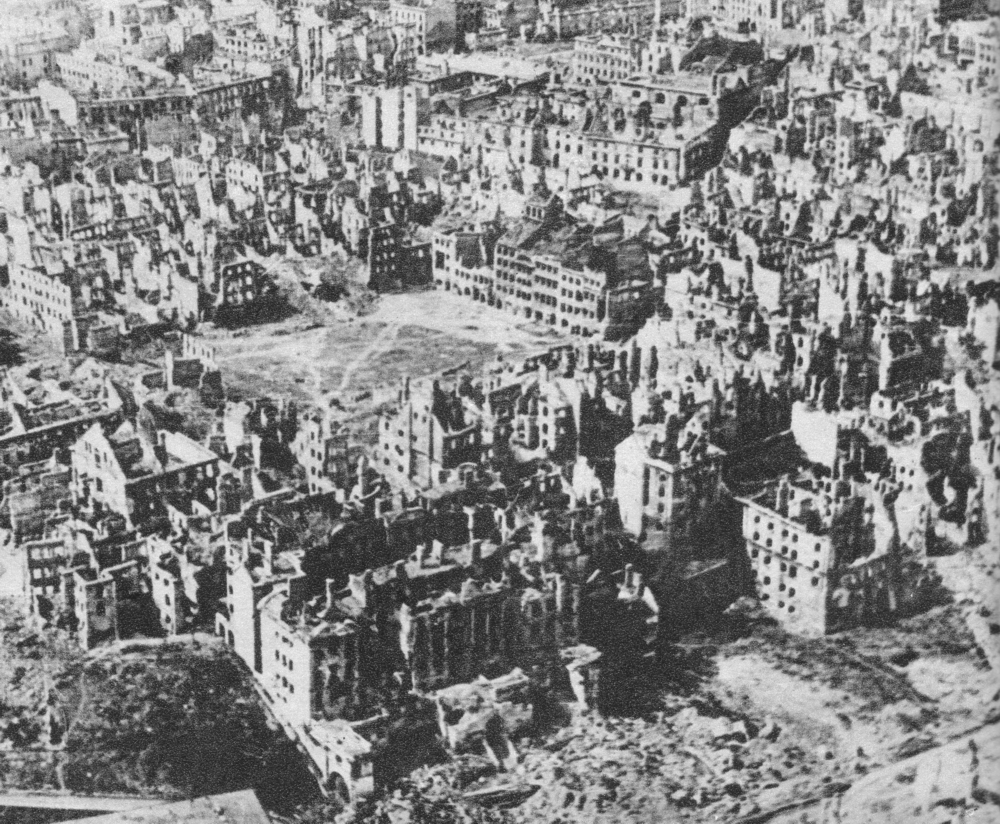
Centrum Varšavy zničené nacisty po Varšavském povstání

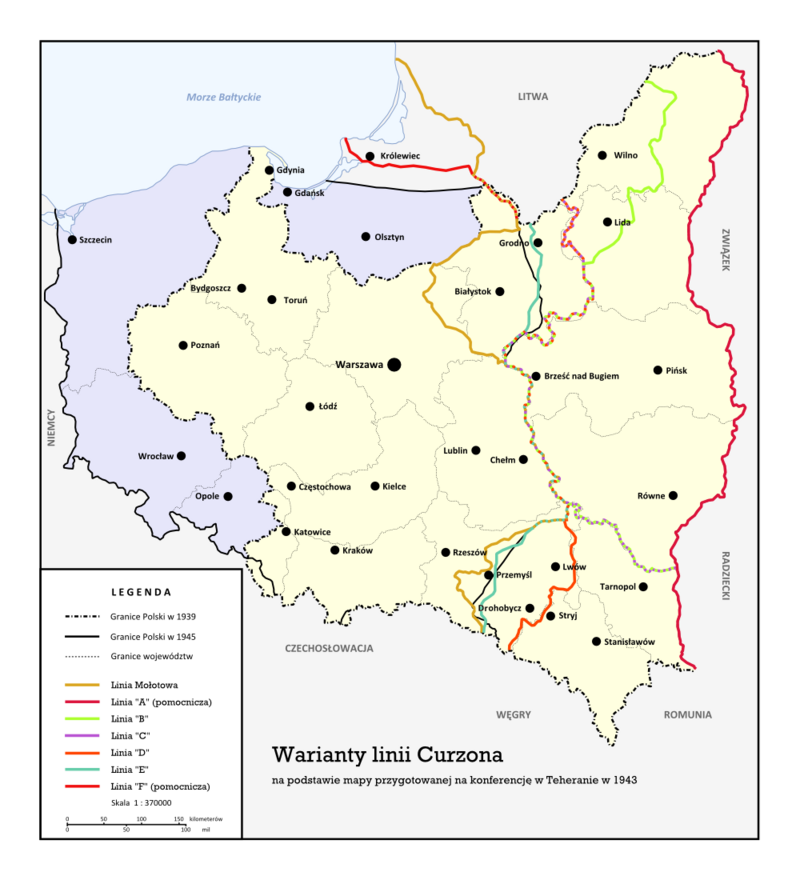
Varianty Curzonovy linie, tedy východní hranice Polska (v roce 1943)

Poláci ale též tvrdě bojovali, jejich exilové vojsko se proslavilo zejména v bitvě u Monte Casina, pod sovětským velením fungovala 1. polská armáda podílející se na dobytí Berlína, polští piloti se vyznamenali v 303. stíhací peruti během Bitvy o Británii. Na polském území se rovněž rozvinulo mohutné odbojové hnutí, největší jeho organizací byly Polský podzemní stát a Zemská armáda (Armia Krajowa). Proslulou odbojovou akcí se stalo neúspěšné Varšavské povstání v roce 1944, v němž zahynulo přes 200 000 lidí a Varšava byla po něm Němci srovnána se zemí. Jedním ze záměrů povstání bylo osvobodit Polsko ještě před příchodem Rudé armády a zabránit tak poválečnému nástupu komunistů. Přesně to se ale nepodařilo a sovětský vůdce Stalin také přesně kvůli tomu nechal povstání vykrvácet.
V roce 1945 jaltská konference přijala rozhodnutí, že východní hranice Polska povede po Curzonově linii a Sovětský svaz většinu svého původního záboru ve východních oblastech osídlených převážně Poláky, Bělorusy a Ukrajinci anektoval. Jako „odškodnění“ byla k Polsku naopak připojena západní „nová území“ až po dnešní hranici s Německem na Nise a Odře a dále část Východního Pruska. Posun hranic vyvolal obrovské nucené přesuny obyvatelstva, kdy Poláci přicházeli z území anektovaných Sovětským svazem a osidlovali zejména západní území, z nichž bylo vyhnáno německé (a tedy prakticky veškeré) obyvatelstvo. V roce 1947 během Operace Visla bylo ze svých domovů násilně vysídleno i ukrajinské obyvatelstvo. Jaltská konference rovněž ignorovala polskou exilovou vládu v Londýně a uznala provizorní prokomunistickou vládu zformovanou v Sovětském svazu, což řada Poláků dodnes vnímá jako zradu Západu. Faktem však také je, že Stalin nedodržel řadu slibů, které ohledně Polska západním spojencům dal, například že umožní demokratické volby.

### Po roce 1945

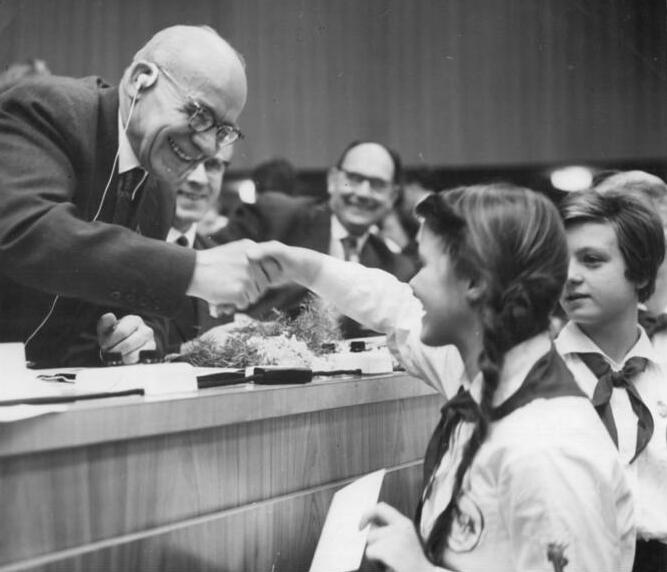
Władysław Gomułka

Po válce se Polsko pod sovětským vlivem stalo komunistickým státem. Tzv. Polská lidová republika byla oficiálně vyhlášena roku 1952. Proběhla násilná kolektivizace a znárodňování, oproti jiným komunistickým státům byl však režim tolerantnější k tradičně vlivné katolické církvi. Poznaňské povstání roku 1956 bylo násilně potlačeno. Následné uvolnění po roce 1956, symbolizované postavou nového vůdce Władysława Gomułky, bylo provázeno hospodářskou stagnací. Na studentské protesty žádající větší demokratizaci v březnu 1968 režim reagoval antisemitskou kampaní a oficiálně šířenou teorií o sionistickém spiknutí, do níž byli brzy zahrnuti i představitelé Pražského jara v sousedním Československu, což poté pomohlo ospravedlnit účast Polska na invazi Varšavské smlouvy, jež pokus o liberalizaci v Československu udusila. Další vlnu protestů v roce 1970, vyvolaných zejména špatnou hospodářskou situací, režim brutálně potlačil.

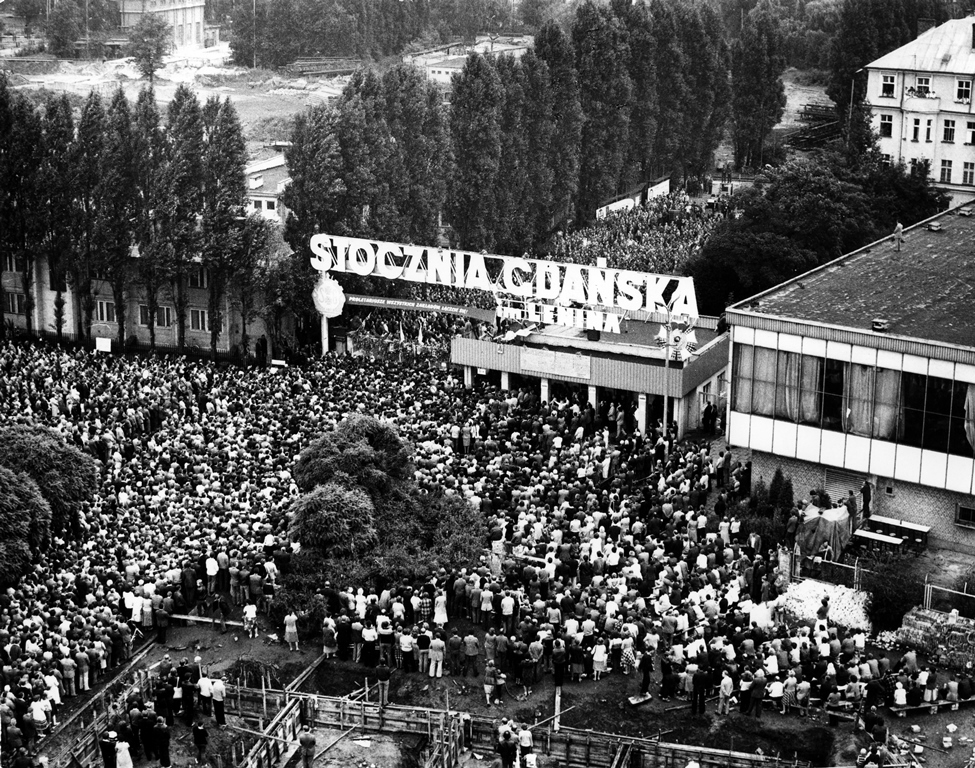
Protest Solidarity v Gdaňsku roku 1980

Velký vliv na polské vědomí mělo zvolení Poláka Karola Wojtyły katolickým papežem v roce 1978 (seděl na Petrově stolci pod jménem Jan Pavel II.). V roce 1979 papež rodné Polsko navštívil a mnozí dávají jeho návštěvu do souvislosti se vzedmutím opozičního hnutí v Polsku krátce poté. Klíčovým v tomto procesu bylo, když byly v roce 1980, po vlně stávek, vytvořeny nezávislé odbory Solidarita (Solidarność), které se postupně staly důležitou politickou silou. Po zesílení jejich protestů vyhlásil generál Wojciech Jaruzelski v roce 1981 válečný stav. Pád režimu tím oddálil, ale k němu nakonec stejně došlo, přičemž zásadním mezníkem byly tzv. kulaté stoly, tedy jednání mezi vládou a opozicí, jež začaly 6. února 1989 a vyústily v dohodu o volbách naplánovaných na léto 1989, jichž se bude moci zúčastnit i opozice. Nakonec Solidarita v těchto volbách zvítězila, čímž komunistický režim v Polsku definitivně padl.

### Po roce 1989

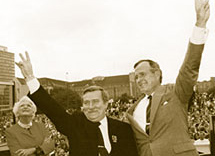
Lech Wałęsa a George Bush

Jako přesná data počátku tzv. „třetí republiky“ (III Rzeczpospolita) se uvádějí vítězství Solidarity v polských (polo)svobodných volbách 4. června 1989, jmenování Tadeusze Mazowieckého premiérem 24. srpna 1989, novelizace ústavy měnící oficiální název státu na Rzeczpospolita Polska 29. prosince 1989 nebo dokonce až 22. prosinec 1990, kdy exilový prezident předal odznaky moci během inaugurace polského prezidenta Lecha Wałęsy. Tehdy Wałęsa pronesl slova „touto chvílí slavnostně začíná III. polská republika“.
Po pádu komunistického režimu Polsko přijalo šokovou terapii s cílem transformovat svoji ekonomiku. Radikální transformační plán neoliberála Leszka Balcerowicze způsobil krátkodobé sociální otřesy, ale zkrotil inflaci a nastartoval nejrychlejší ekonomický růst v postkomunistickém bloku. V roce 1999 se země stala členem Severoatlantické aliance (NATO) a byla jednou z deseti zemí přistoupivších k Evropské unii v květnu 2004.

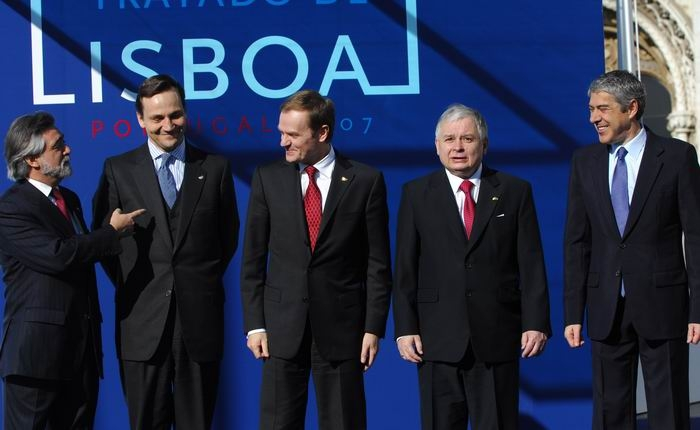
Polští politici Radosław Sikorski, Donald Tusk a Lech Kaczyński oslavují podpis Lisabonské smlouvy 13. prosince 2007

Konzervativní část veřejnosti však s těmito výsledky transformace nebyla zcela spokojena. V roce 2005 se stal premiérem Jarosław Kaczyński a prezidentem jeho dvojče Lech Kaczyński. Již během kampaně před parlamentními a prezidentskými volbami bratři Kaczyńští a jejich strana Právo a spravedlnost (PiS) operovali termínem „čtvrtá republika“ (IV Rzeczpospolita). Čtvrtá republika měla podle nich opravit všechno špatné ze třetí republiky, zejména skoncovat s korupcí, provést důslednou dekomunizaci, rozbít vazby na lidi z předešlého režimu apod. Strana nastolila silně konzervativní a nacionalistický politický kurz, který na evropské úrovni budil kontroverze. Vítězství Občanské platformy v parlamentních volbách v říjnu 2007 posunulo zemi znovu blíže k liberálnímu režimu.

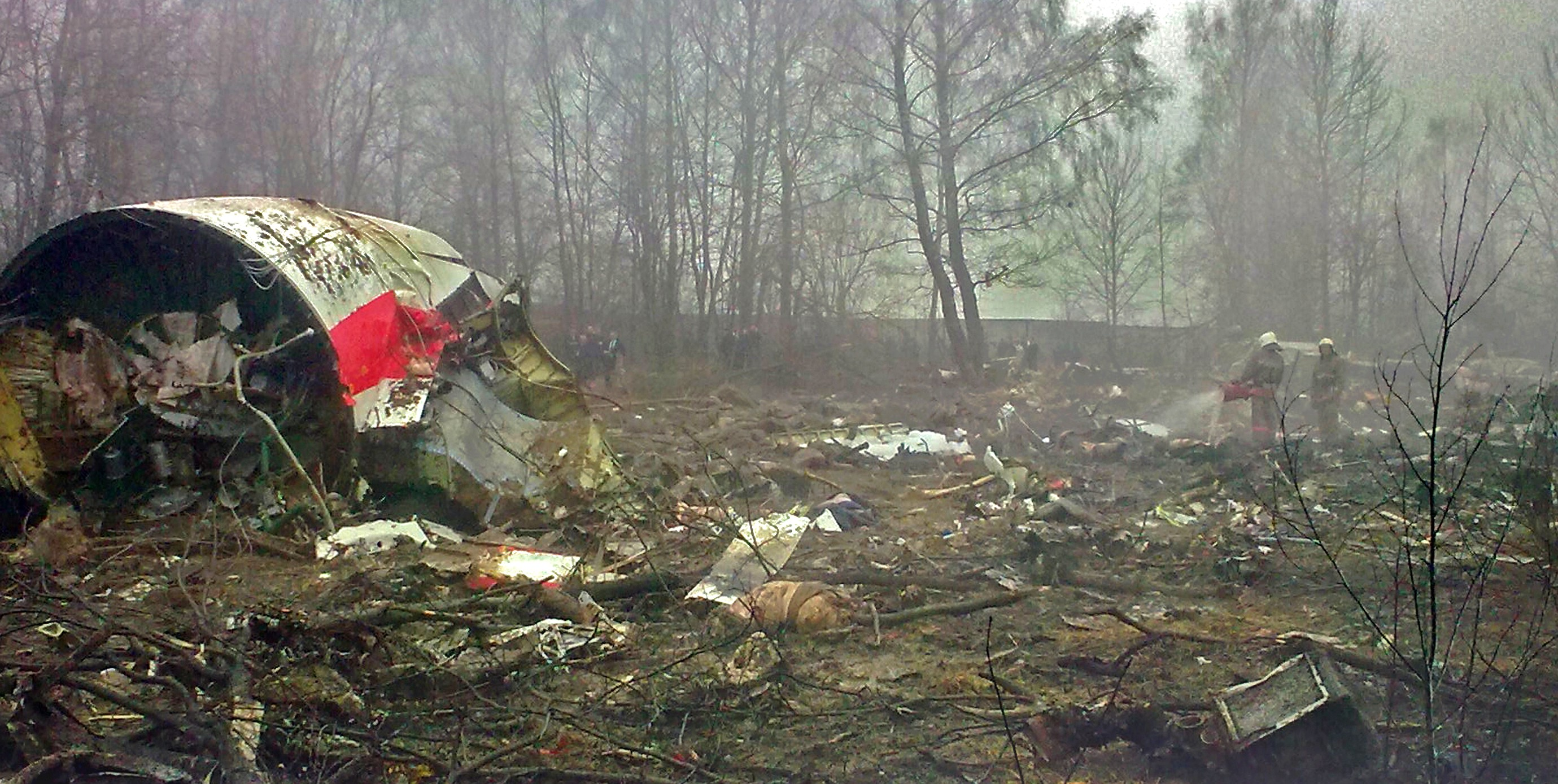
Havárie u Smolenska

Dne 10. dubna 2010 zahynul prezident Lech Kaczyński ve Smolensku v Rusku se svou manželkou a řadou dalších polských politiků a příslušníků nejvyššího velení polské armády (vrchní velitel pozemních, leteckých, námořních i speciálních sil) při letecké nehodě, když letěl do Ruska uctít památku Poláků zavražděných během Katyňského masakru.
Aféra s odposlechy otřásla v roce 2014 polskou politickou scénou a přiměla premiéra Donalda Tuska podat demisi. Po následných volbách v říjnu roku 2015, po 8 letech vlády Občanské platformy, se opět dostala k moci strana Právo a spravedlnost. Předsedkyní vlády se stala Beata Szydłová, rozhodující slovo měl však předseda strany Jarosław Kaczyński. Prezidentem se stal kandidát Práva a spravedlnosti Andrzej Duda. Dne 7. prosince 2017 ustála Beata Szydłová hlasování o nedůvěře polské vlády, avšak již následujícího dne podala jakožto předsedkyně vlády demisi do rukou polského prezidenta Dudy, který vzápětí jmenoval novým předsedou vlády jejího stranického kolegu, bývalého místopředsedu vlády a ministra financí Mateusze Morawieckého. Své postavení Kaczyńského strana uhájila i ve volbách roku 2019.

## Státní symboly

### Vlajka
Polská vlajka je tvořena listem o poměru stran 5:8 se dvěma vodorovnými pruhy, bílým a karmazínovým.
Státní vlajka má uprostřed bílého pruhu státní znak.

### Znak
Polský státní znak je tvořen bílou orlicí se zlatou korunou, zobákem a drápy na karmazínovém štítu.

### Hymna
Polská hymna je píseň Mazurek Dąbrowskiego (česky Dąbrowského mazurka), známá též jako Jeszcze Polska nie zginęła (česky Ještě Polsko nezhynulo). Autor hudby je neznámý a její text napsal Józef Wybicki.

## Geografie

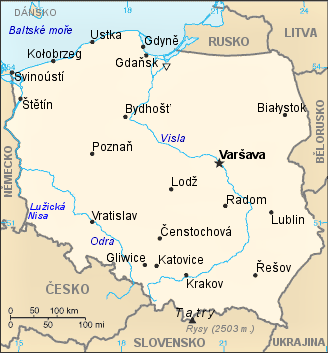
Polsko dnes

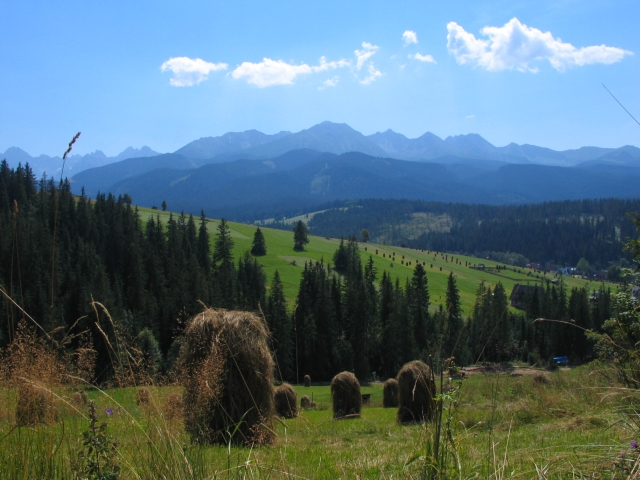
Vysoké Tatry na polské straně hranic

Se svou rozlohou 312 679 km² je Polsko 9. největší zemí v Evropě, 4× větší než Česká republika a z rozlohy Evropské unie zabírá 7,1 %. Délka hranic činí 3 511 km, z toho 440 km připadá na mořské hranice (délka pobřeží, jež ovšem není hranicí, tvoří 770 km). Polsko hraničí s následujícími státy:
- na západě s Německem (467 km),
- na jihu s Českem (796 km) a Slovenskem (541 km),
- na východě s Ukrajinou (535 km) a Běloruskem (418 km),
- na severu s Litvou (104 km) a Ruskem (Kaliningradská oblast, 210 km).

Zatímco poměrně členitá jižní hranice s Českem a se Slovenskem probíhá po horských pásmech a v dějinách se prakticky neměnila, východní a západní hranice jsou teprve z roku 1945 a často probíhají v přímém směru nebo po řekách (Bug, Nisa, Odra). Jižní hranice s českým Slezskem (s Jesenickem (kromě Rychlebských hor a Zlatohorska), s Krnovskem a s Opavskem z roku 1742, s Hlučínskem a s Českotěšínskem z roku 1920) také probíhá v přímém směru nebo po řekách (Opavice, Opava, Olše).

### Povrch a vodstvo

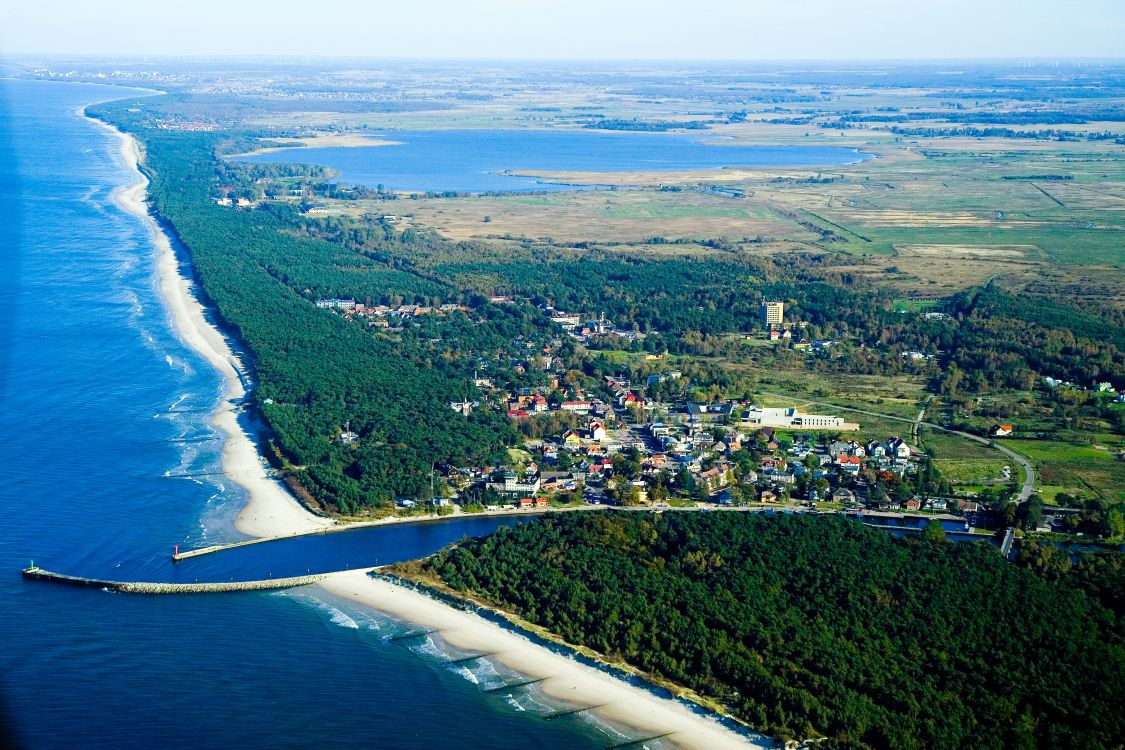
Pobřeží Baltského moře v Západopomořanském vojvodství

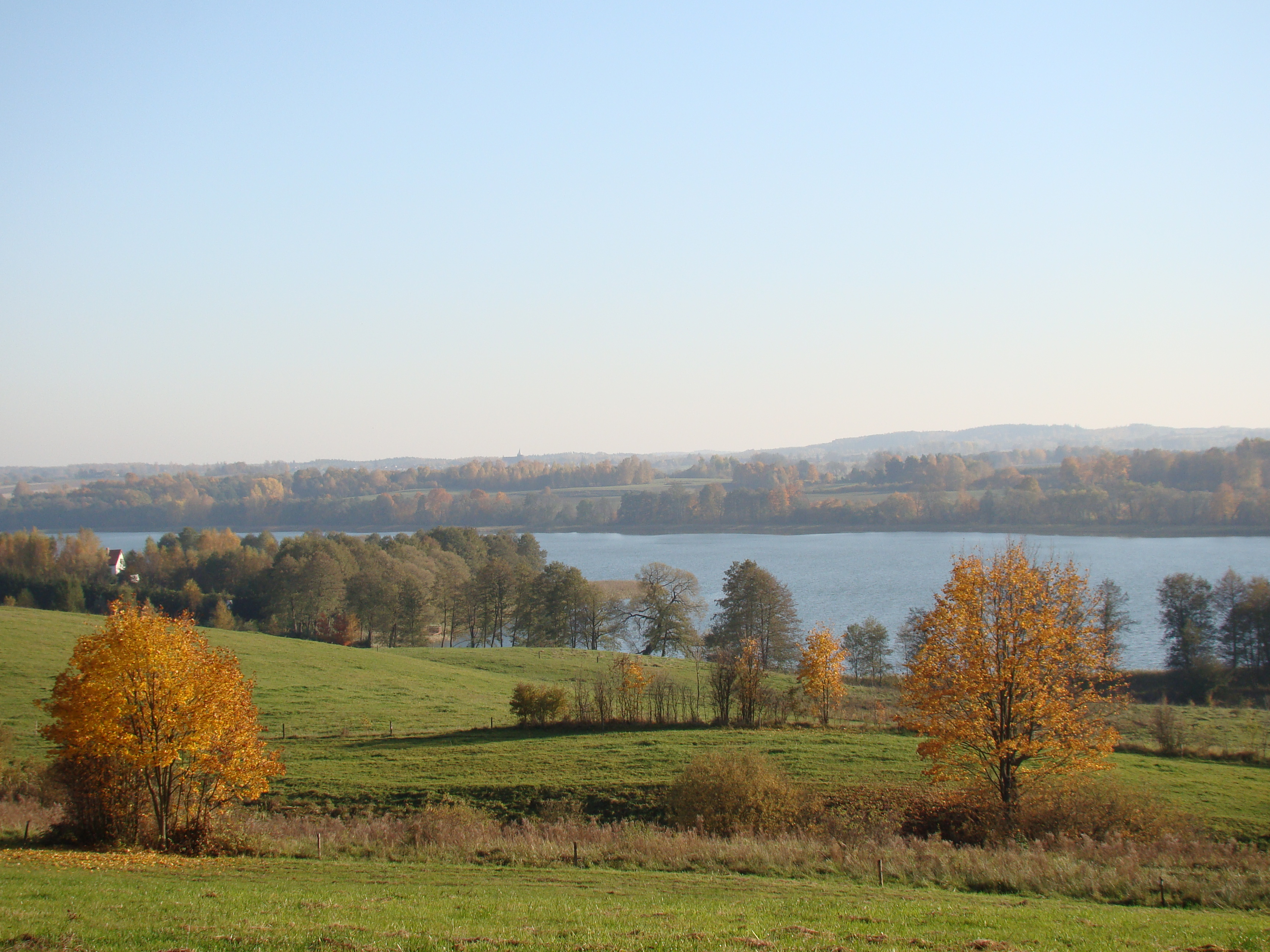
Mazury v severovýchodním Polsku byly obývany etnikem Mazurů

Kromě jižních oblastí je většina státu pokryta rozsáhlými nížinami a rovinami Polské nížiny. Téměř tři čtvrtiny území leží do 200 m n. m.
V Polsku se nachází více než 7 tisíc jezer. Severní Polsko vyplňují Pomořanská i Mazurská jezerní plošina jako pozůstatek pleistocenního zalednění; místy se na pobřeží vyskytují i písečné přesypy a kosy. V oblasti Mazurských jezer se nachází 3300 jezer, největší z nich jsou jezera Sniardwy, Mamry a Niegocin. Středovýchodní a Jihovýchodní část tvoří nízké vrchoviny Malopolská vrchovina a Lublinská vrchovina. Jih Polska prostupuje v příhraniční pás prvohorních horských masivů Sudety (Jizerské hory, Krkonoše, Soví hory, pískovcové Stolové hory, Bystřické hory, Králický Sněžník, Rychlebské hory a Zlatohorská vrchovina). Třetihorní Karpaty zahrnují pohoří Vysokých a Nízkých Beskyd, Tatry a Bukovské vrchy. Tatry dosahují v Polsku téměř 2 500 m n. m.
Polsko má velmi hustou říční síť. Největší splavné řeky Visla a Odra odvádějí vodu asi z 90 % území Polska do Baltského moře. Je zde velké množství jezer a přehradních nádrží. V Tatrách leží vysoko položená jezera (plesa) ledovcového původu.

### Podnebí
Charakter podnebí je na styku kontinentálního východoevropského a oceánského středoevropského typu. Jsou zde dlouhé chladné zimy s vydatnými sněhovými srážkami a horká vlhká léta. Průměrná teplota činí v lednu regionálně −8/3 °C a v červenci 20/28 °C. Průměrný roční úhrn srážek je 600 mm, klesá od severu k jihu a východu, naopak vzrůstá v horách, kde dosahuje až 1200 mm.

### Ochrana přírody

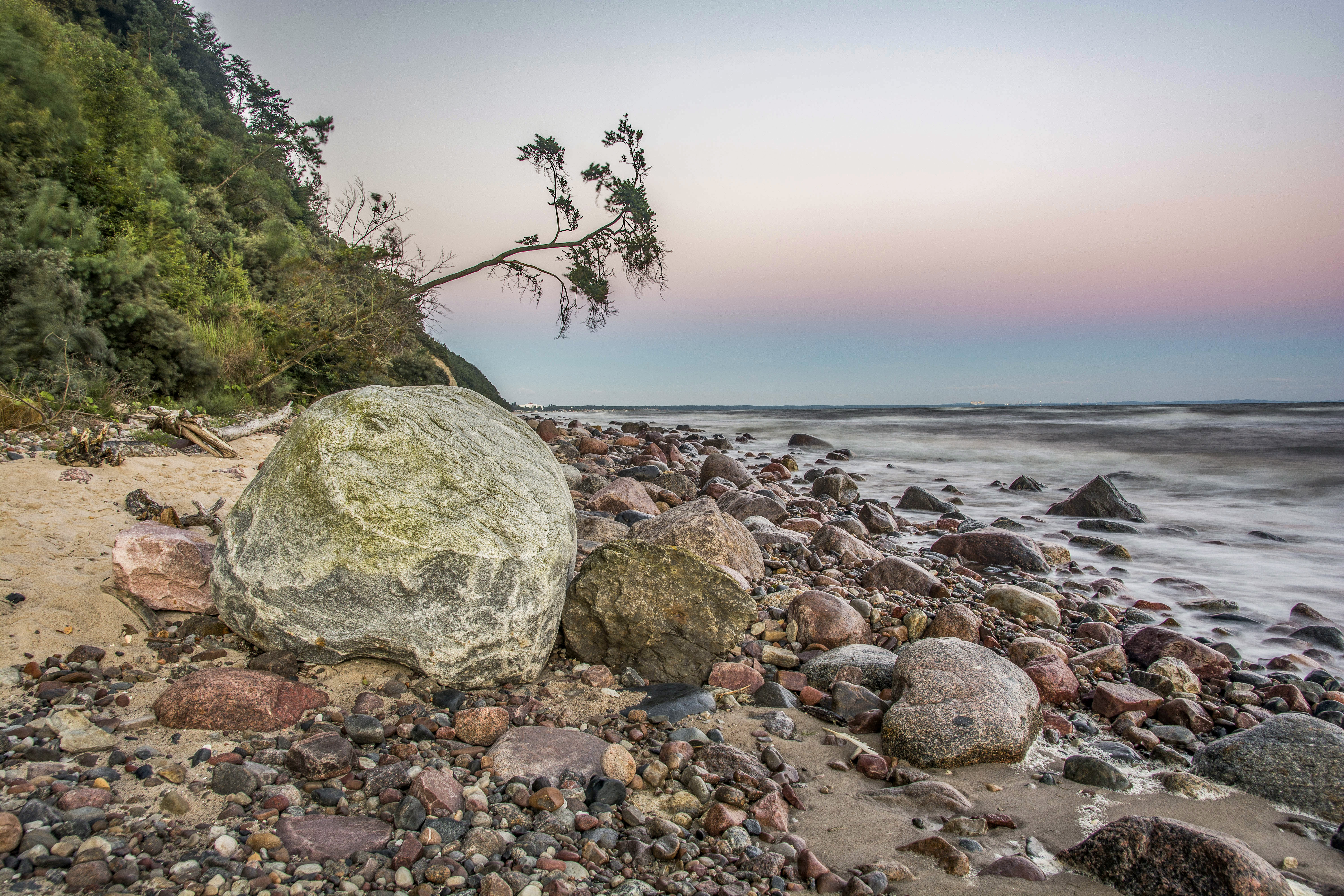
Wolinský národní park

Celkově je v Polsku chráněno 101 588 km² území, což představuje 32,1 % rozlohy země. Ochrana přírody se v Polsku soustřeďuje zejména do 23 národních parků:
Babia Góra, Bělověžský, Biebrzanský, Bieszczadský, Drawenský, Gorecký, Kampinoský, Krkonošský, Magurský, Narewský, Ojcowský, Pieninský, Poleský, Roztoczanský, Slovinský, Stolové hory, Svatokřížský, Tatranský, Tucholské bory, Ústí Warty, Velkopolský, Wigerský a Wolinský.
Nejstarší z nich je Bělověžský národní park na východě Polska, vyhlášený v roce 1947 a naopak zatím nejmladší je Národní park Ústí Warty na západě Polska, vyhlášený roku 2001. Největším polským národním parkem je Biebrzanský národní park na severovýchodě Polska, s rozlohou 592,23 km². Největší koncentrace národních parků je v nížině na severovýchodě při hranicích s Běloruskem a Ukrajinou a na jihovýchodě v Karpatech při hranicích se Slovenskem. Při hranicích s Českem leží Krkonošský národní park přiléhající ke stejnojmennému českému národnímu parku a Národní park Stolové hory, jež je pokračováním české chráněné krajinné oblasti Broumovska.

## Politika

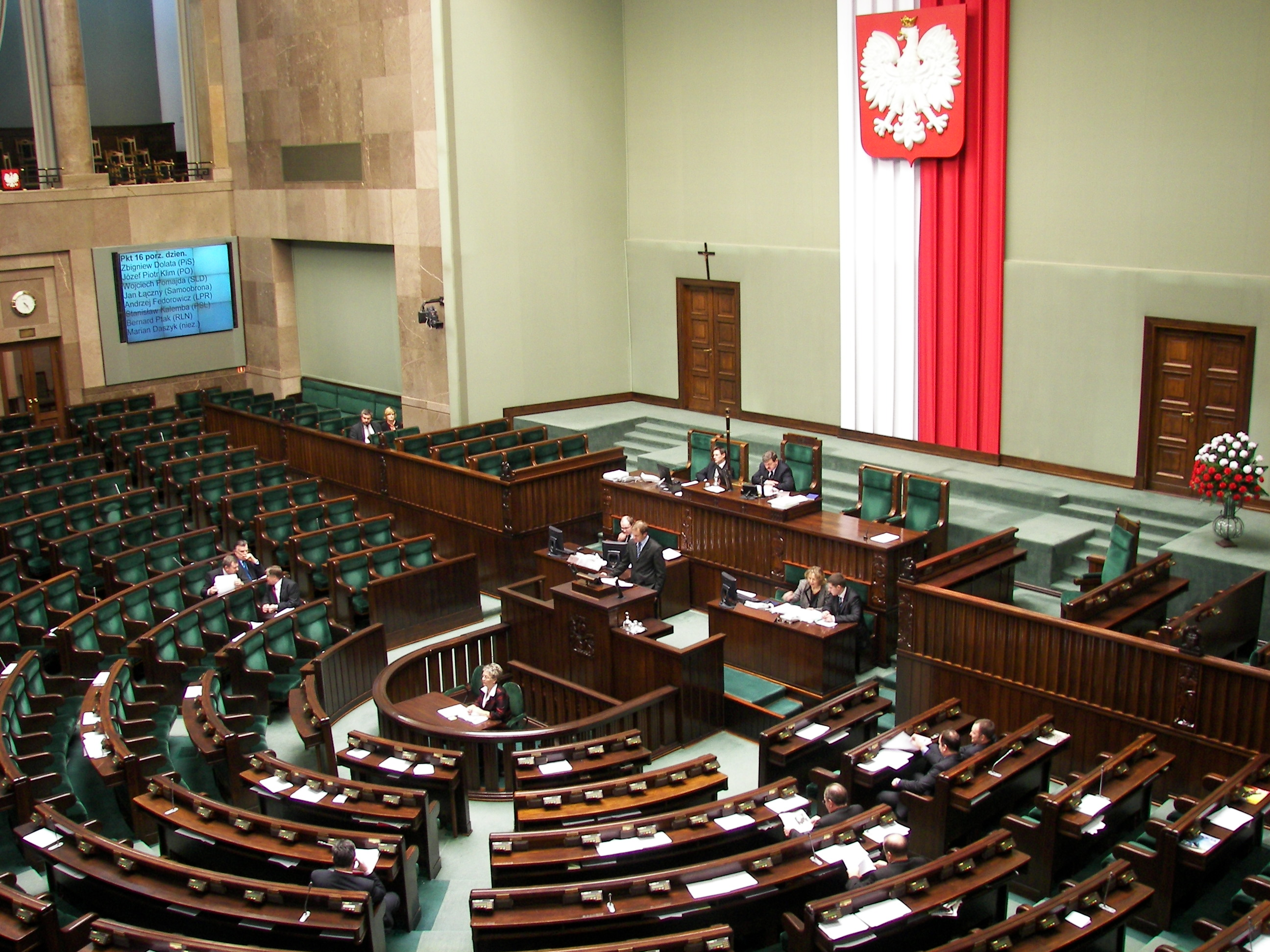
Jednací sál polského Sejmu

Polsko je parlamentní republikou. Parlament je od roku 1989 opět dvoukomorový: tvoří jej Sejm (460 poslanců) a Senát (100 senátorů). Poslanci Sejmu i senátoři jsou voleni na společné čtyřleté volební období. Do Sejmu platí poměrný volební systém ve 41 vícemandátových volebních obvodech s pětiprocentní volební klauzulí (8 % pro koalice), která se ale nevztahuje na zástupce národnostních menšin. Senátoři jsou voleni systémem relativní většiny, kdy v každém ze 100 jednomandátových volebních obvodů připadne mandát kandidátovi s největším počtem platných obdržených hlasů. Při společném zasedání tvoří členové Sejmu a Senátu Národní shromáždění (Zgromadzenie Narodowe). Národní shromáždění se může sejít u příležitosti tří událostí: když nový prezident skládá přísahu, při hlasování o žalobě proti prezidentovi republiky ke státnímu soudu (Trybunał Stanu) a je-li prohlášen prezident trvale neschopným vykonávat své povinnosti v důsledku zdravotního stavu. Druhé dva případy zatím nikdy nenastaly.

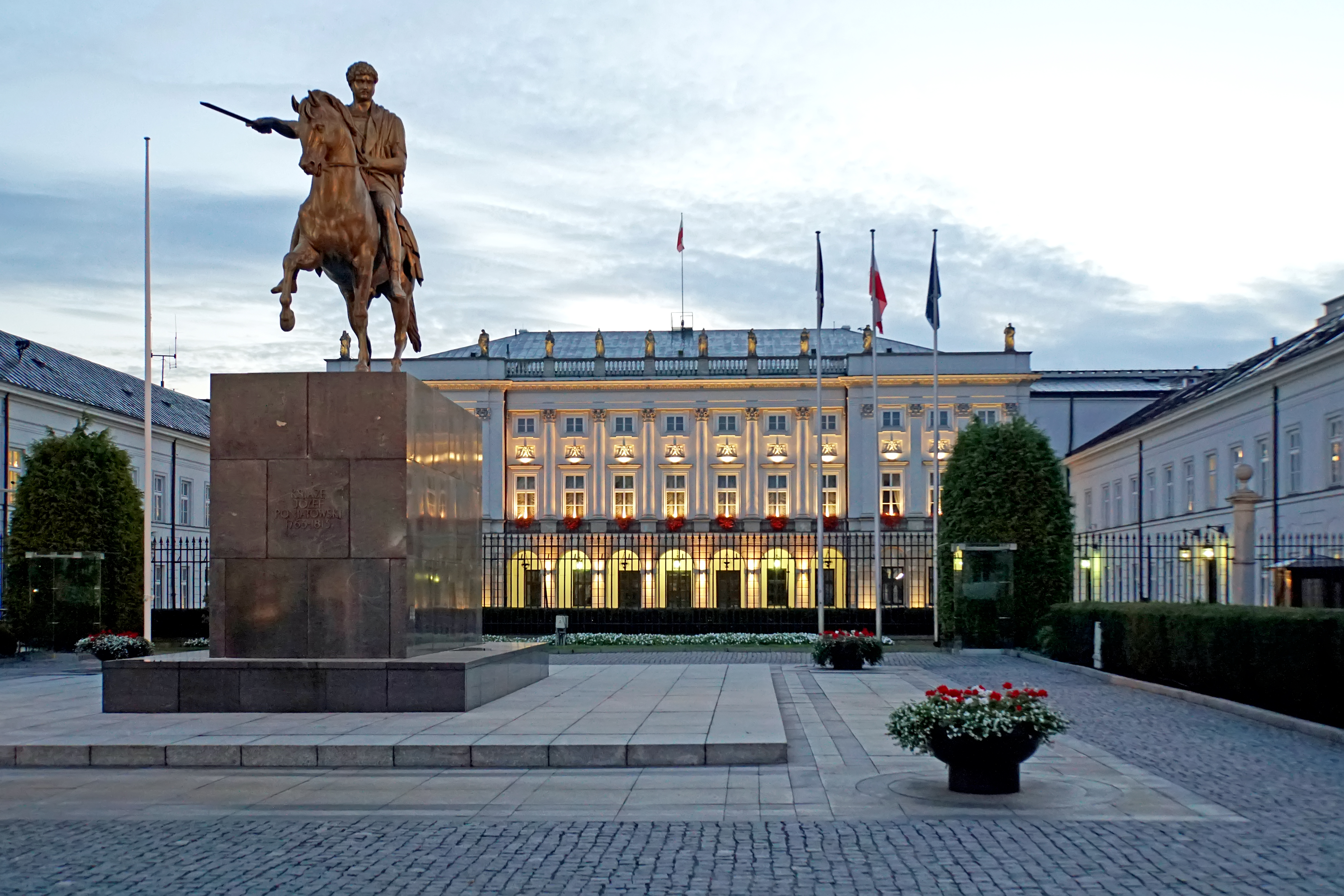
Prezidentský palác, od roku 1994 sídlo prezidenta

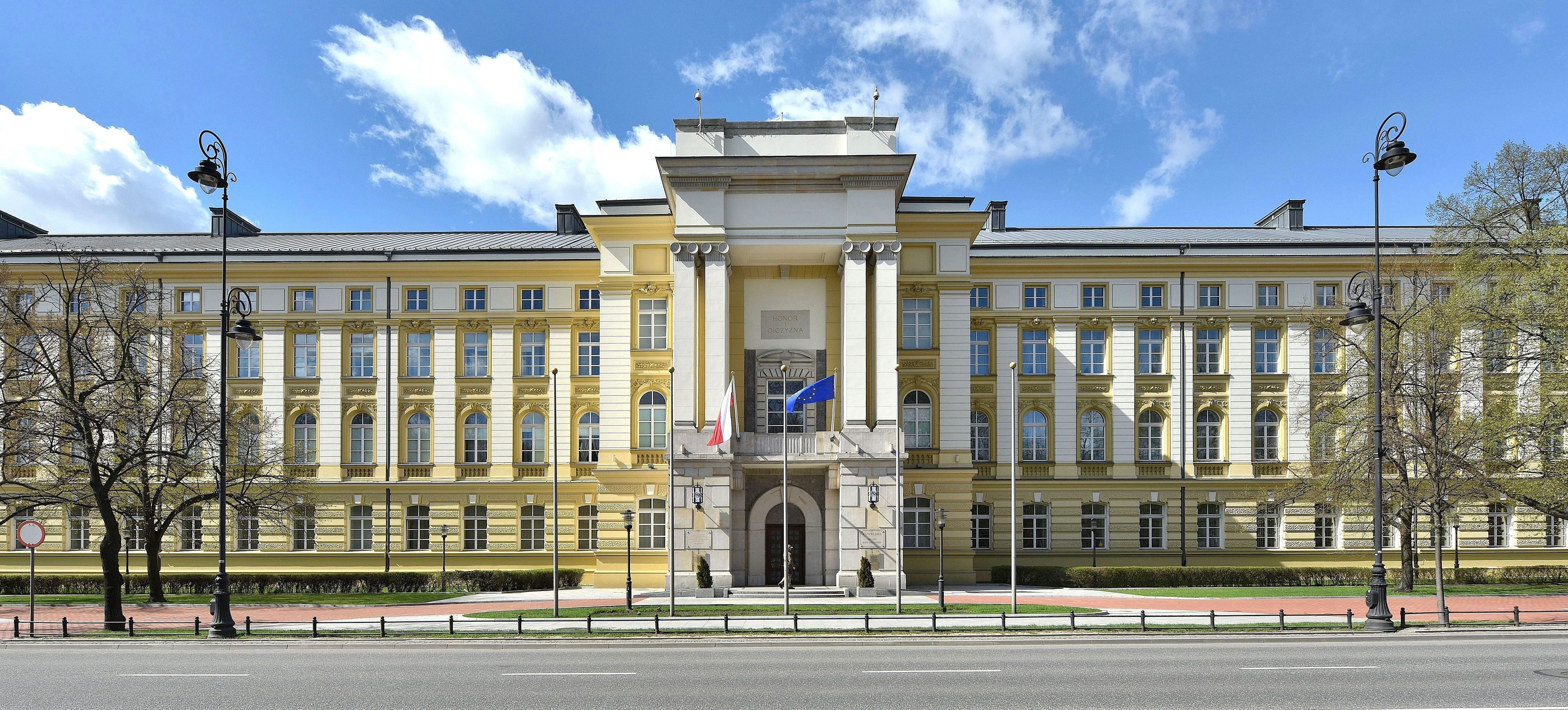
Sídlo premiéra na ulici Aleje Ujazdowskie

Hlavou státu je prezident. Je volen přímo podle dvoukolového absolutně většinového systému na 5 let, kandidát na prezidenta musí být polský občan starší 35 let a musí předložit 100 tisíc podpisů podporující jeho kandidaturu. Nejvyšší exekutivní funkcí je předseda vlády, v Polsku zvaný Prezident rady ministrů (polsky: Prezes Rady Ministrów). Mezi úřady prezidenta a předsedy vlády v minulosti docházelo k řadě kompetenčních konfliktů. Příčinou byla jednání u kulatých stolů, kde byl v roce 1989 dohodnut přechod od komunistického režimu k demokracii. Z jednání vzešel kompromis, v němž poměr mezi prezidentem a premiérem nebyl zcela vyjasněn. Poté co byl v přímé volbě zvolen první postkomunistický prezident Lech Wałęsa, pokusil se vymoci prezidentský či poloprezidentský systém francouzského typu. Nakonec ale tyto snahy nebyly úspěšné. V období 1996-1997 byla parlamentem schválena řada reformních zákonů, které posílily moc předsedy vlády. To stvrdila ústava z roku 1997, načež nastala v Polsku éra silných premiérů. O pouhé ceremoniální funkci prezidenta však nejde hovořit, neboť prezidentovi zůstala v ruce silná zbraň: právo vetovat vládní zákon, přičemž toto veto může být přehlasováno jen velkou – třípětinovou – většinou hlasů v Sejmu.

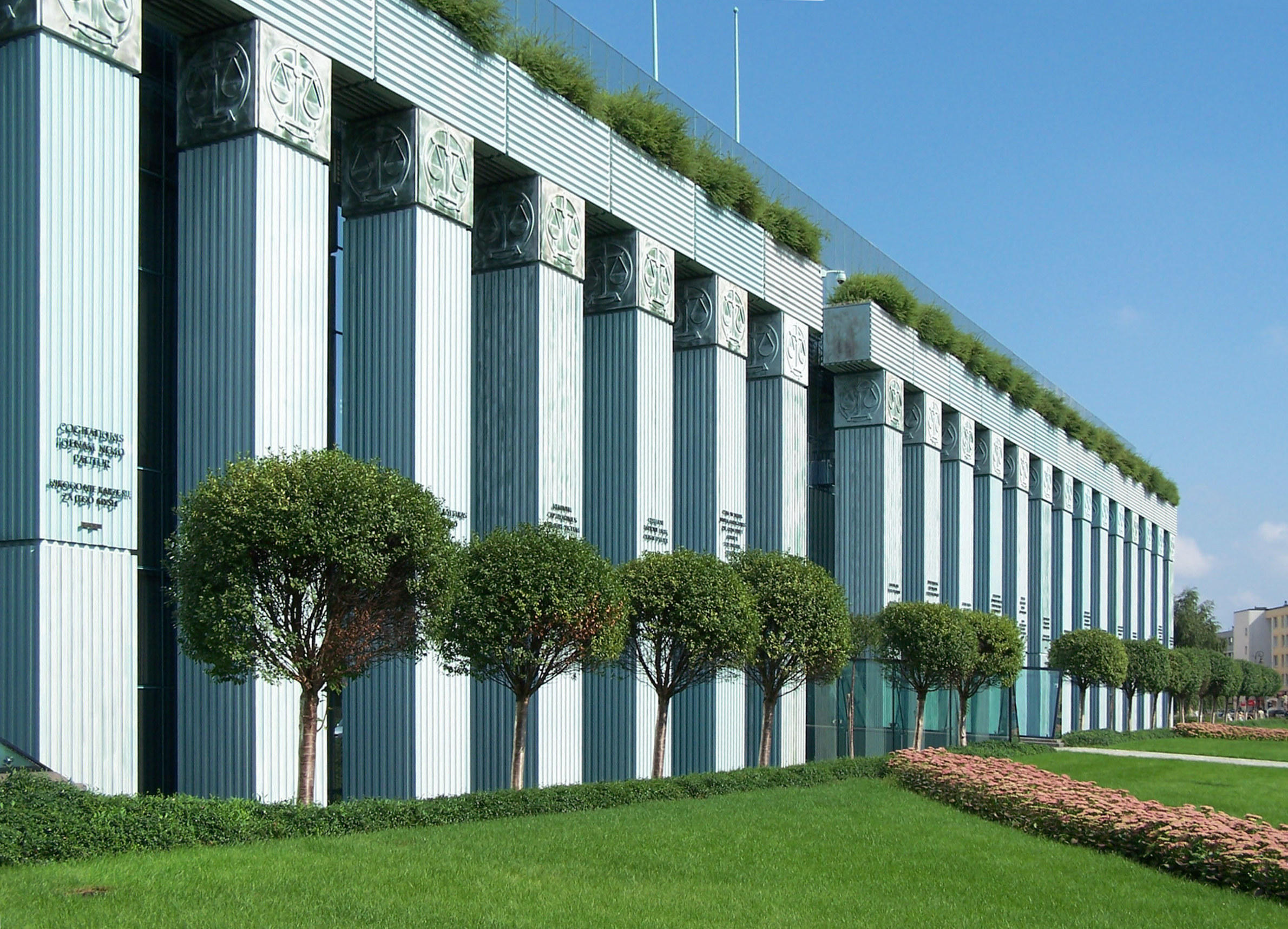
Sídlo Nejvyššího soudu

Nejvyššími soudními orgány jsou Nejvyšší soud (Sąd Najwyższy), Nejvyšší správní soud (Naczelny Sąd Administracyjny), Ústavní soud (Trybunał Konstytucyjny) a Státní soud (Trybunał Stanu). Poláci mají ve velké úctě ústavu, neboť mají velkou tradici ústavnosti: ústava z 3. května 1791 je často označována za první svého druhu v Evropě. Zavedla politickou rovnost mezi měšťany a šlechtou, rolníky postavila pod ochranu vlády. Zrušila také možnost paralyzovat parlament vetem kteréhokoli z poslanců (liberum veto). Přijetí této průkopnicky demokratické ústavy bylo jednou z hlavních příčin, proč se konzervativní monarchie v sousedství – zejména Prusko a Rusko – rozhodly polský stát zničit. Současná ústava byla přijata 2. dubna 1997, schválena národním referendem 25. května 1997 a nabyla účinnosti 17. října 1997.

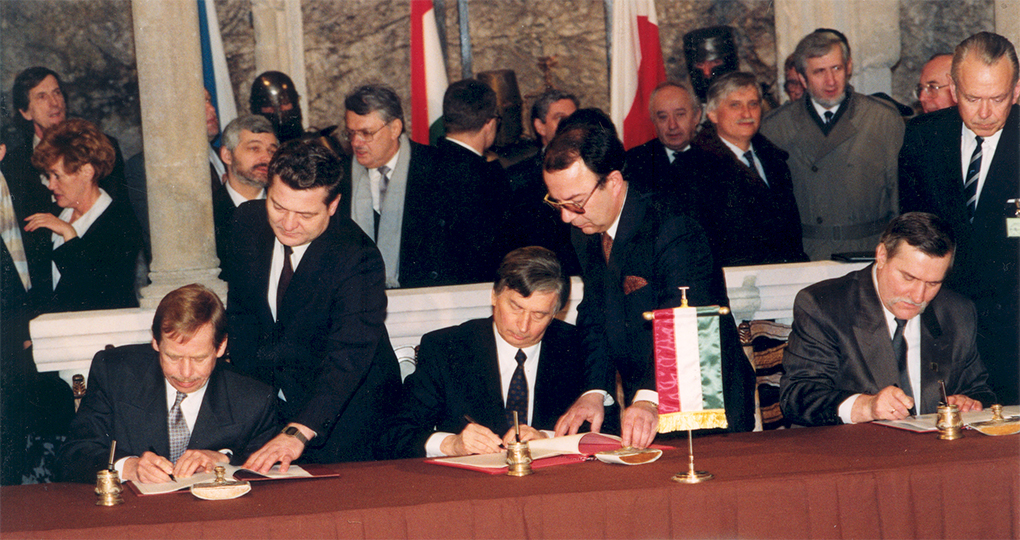
Vznik Visegrádské skupiny roku 1991. Smlouvu podepisují Václav Havel (Československo), József Antall (Maďarsko) a Lech Wałęsa (Polsko).

Polsko se v květnu 2004 stalo členem Evropské unie, spolu s deseti dalšími státy, zejména střední a východní Evropy. Polsko je šestým nejlidnatějším členským státem Evropské unie a má v Evropském parlamentu 51 zástupců. V roce 2007 vstoupilo do schengenského prostoru, nepřijalo ale zatím euro. V březnu 1999 se stalo členem NATO, ve stejný moment jako Maďarsko a Česko. Klíčovými geopolitickými uskupeními pro Polsko jsou Visegrádská skupina (vytvářená spolu s Maďarskem, Českem a Slovenskem), Výmarský trojúhelník (v němž je po boku Německa a Francie) a Rada států Baltského moře, v níž zasedá Polsko spolu s Ruskem, pobaltskými a skandinávskými státy. Zejména od roku 2015, od evropské migrační krize, je aktivním Visegrád. Zvláště ideová blízkost Kaczinského vládní strany a maďarského vládnoucího hnutí Fidesz Viktora Orbána je dlouhodobě zřejmá. Na velmi staré geopolitické polské koncepce navazuje Iniciativa Trojmoří, která spojuje visegrádské státy s Balkánem a Rakouskem. Polsko se rovněž snaží – díky společné historii a navzdory jejím temnějším stránkám – budovat vztahy s Ukrajinou. S Ukrajinou se to daří, čehož důkazem je například uspořádání společného mistrovství Evropy ve fotbale roku 2012. Vztahy se pak velmi utužily po ruské invazi na Ukrajinu v roce 2022. Naopak s Běloruskem má Polsko dlouhodobě vyhrocené vztahy – zvlášť od doby, co běloruský diktátor Alexandr Lukašenko zahájil v roce 2005 kampaň proti polské etnické menšině a organizoval migraci z Blízkého východu přes polské hranice, aby Polsko destabilizoval. V roce 2021 pak Lukašenko nechal posílat na polsko-běloruskou hranici migranty převážně ze zemí Blízkého východu, které nejprve přivezl do Běloruska, a následně s příslibem lepších vyhlídek budoucnosti hromadně posílal na hranici s Polskem, kterou měli překročit. To způsobilo další vyhrocení vztahů obou států a Polsko po celé délce hranice postavilo plot, který se ale Bělorusko opakovaně pokusilo narušit. V roce 2024 uvedl polský premiér Donald Tusk, že na celé hranici s Běloruskem země postaví opevnění.
Polsko je též členem OSN, Světové obchodní organizace, Rady Evropy, Organizace pro hospodářskou spolupráci a rozvoj (OECD) a dalších mezinárodních organizací. V Česku má Polsko velvyslanectví v Praze, generální konzulát v Ostravě a konzulát v Brně. V Praze sídlí také Polský institut.

### Administrativní dělení

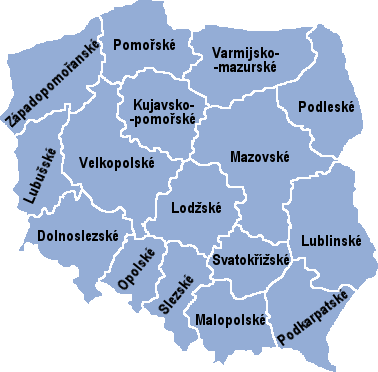
Polská vojvodství

Od 1. ledna 1999 má Polsko trojstupňové členění na 16 vojvodství (województwo), okresy (powiat) a obce (gmina). Vzhledem k rozdílnosti chápání českého výrazu „obec“ oproti polskému – gmina je spíše ekvivalentní působnosti pověřeného obecního úřadu – se v článcích používá výraz gmina.
Polsko se dělí na následujících 16 vojvodství:
| - Dolnoslezské (Dolnośląskie) - Kujavsko-pomořské (Kujawsko-pomorskie) - Lodžské (Łódzkie) - Lublinské (Lubelskie) - Lubušské (Lubuskie) - Malopolské (Małopolskie) - Mazovské (Mazowieckie) - Opolské (Opolskie) | - Podkarpatské (Podkarpackie) - Podleské (Podlaskie) - Pomořské (Pomorskie) - Slezské (Śląskie) - Svatokřížské (Świętokrzyskie) - Varmijsko-mazurské (Warmińsko-mazurskie) - Velkopolské (Wielkopolskie) - Západopomořanské (Zachodniopomorskie) |

## Ekonomika

### Národní hospodářství

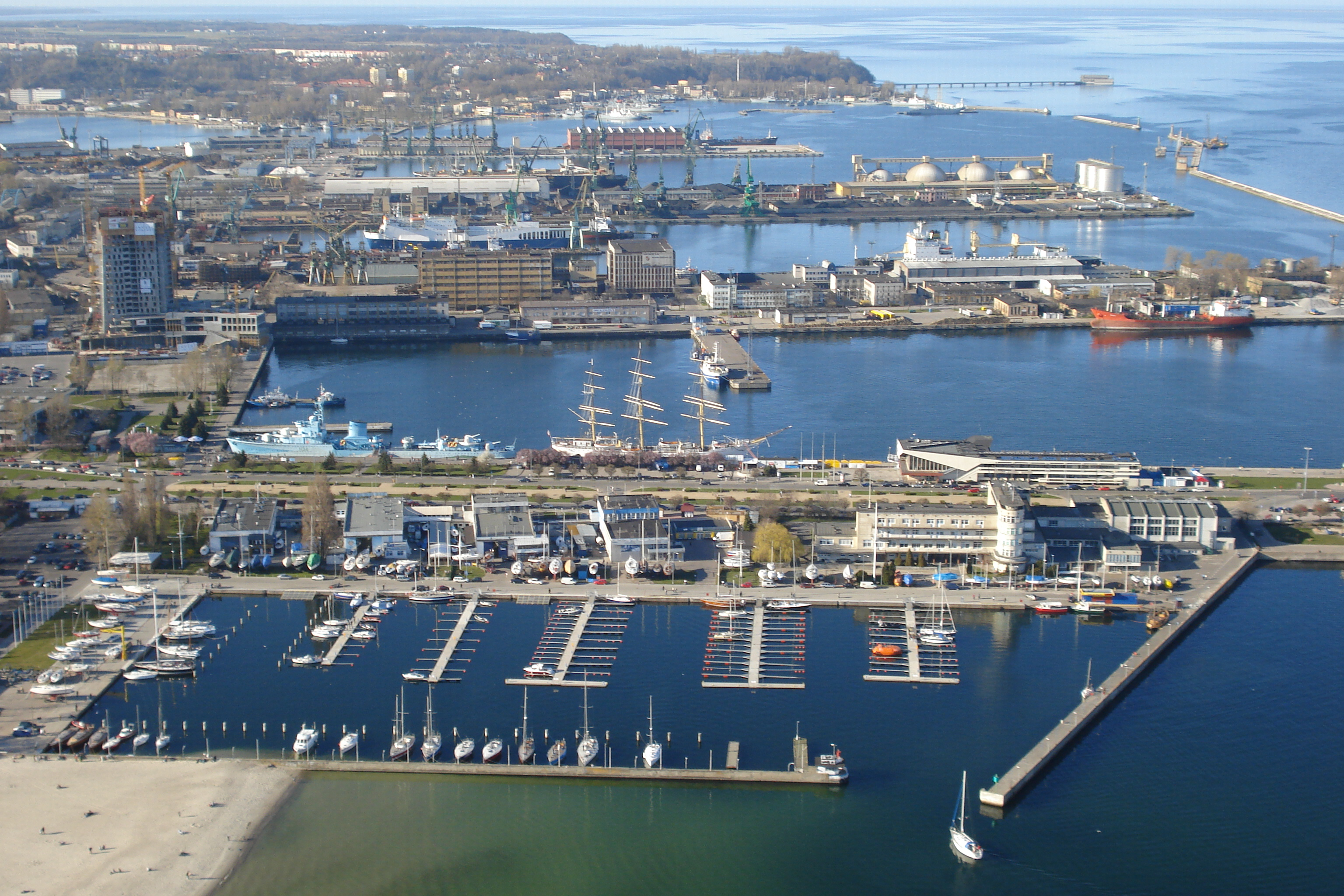
Přístav ve městě Gdyně

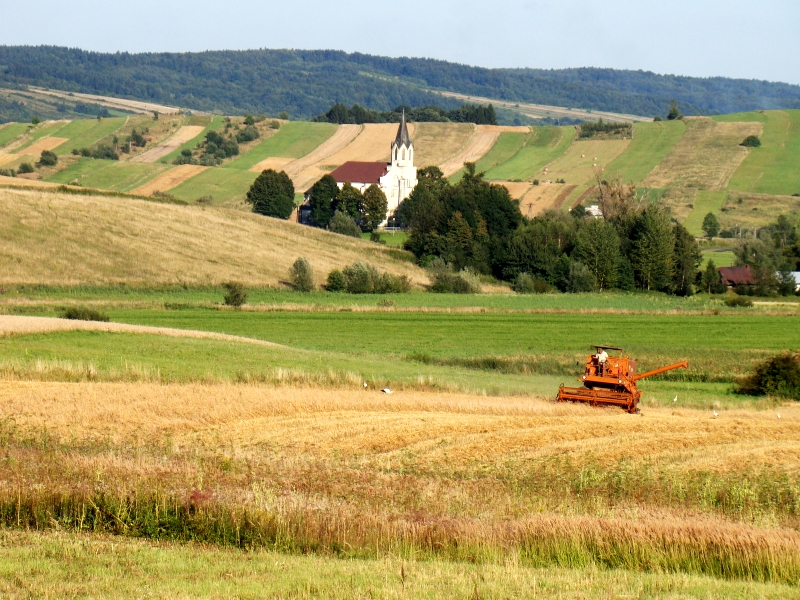
Polský zemědělec v Podkarpatském vojvodství

- Nominální HDP (2015): US$ 474.783 mld. (2008 – 567,4 mld.);
- HDP podle parity kupní síly (2015): US$ 1.005.449 mld.;
- struktura HDP (2011): služby – 63 %, průmysl – 33,6 %, zemědělství – 3,4 %;
- struktura zaměstnanosti (2011): služby – 61,4 %, průmysl – 26,2 %, zemědělství – 12,4 %.

Polsko patří k vyspělým státům bývalého sovětského bloku s vysokým indexem lidského rozvoje – což je snaha o vyjádření kvality lidského života na území určitého státu, s ohledem na gramotnost, vzdělání, průměrnou délku života, HDP, porodnost a další faktory vypracované OSN. Roční HDP se v Polsku pohybuje kolem US$ 678,6 mld. (2008). Export se týká hlavně Německa a to z 30%, Itálie – 6,1%, Francie – 6%, Česka – 4%. V importu znovu převládá hlavně Německo z 24%, Itálie – 7%, Rusko – 7%, Francie – 6%, Čína – 4%.

### Vývoj od 80. let 20. století
V 80. letech se ekonomika Polska nacházela v důsledku neefektivity plánované ekonomiky v těžké krizi. Komunistický režim si půjčoval mnoho peněz od západních zemí, které nedokázal splatit, v roce 1980 vzniklo hnutí Solidarita a v roce 1981 bylo vyhlášeno stanné právo. Stály se fronty dokonce i na základní potraviny jako mléko a cukr. V roce 1990 byl HDP Polska na hlavu (v dolarech z roku 1990) 1700 $, zatímco HDP Československa bylo 3100 $ a HDP Rakouska 19 200 $.
Od pádu komunismu zažívá Polsko silný a nepřetržitý hospodářský růst. Mezi lety 1989 a 2007 polská ekonomika narostla o 177% – nejvíce ze všech zemí střední a východní Evropy. Jako jediná země EU si zachovalo růst ekonomiky i během světové finanční krize v letech 2008–2009.
Životní úroveň se nicméně stále nevyrovnala západním zemím, v roce 2015 činil HDP (PPP) na hlavu přibližně 26 000 dolarů, zatímco např. v Rakousku to bylo 47 000. Velké množství Poláků proto pracuje v zahraničí, především v zemích EU, kde se mnohdy i natrvalo usadí.
Po zavedení tržního hospodářství se zároveň rychle prohlubuje ekonomická nerovnost mezi jednotlivými regiony Polska. Největší vzrůst HDP vykazovala Varšava (s okolním Mazovským vojvodstvím), nejnižší pak venkovské regiony převážně na východě země. V roce 1997 činil HDP na hlavu v Mazovském vojvodství 128 % celopolského průměru, zatímco v nejchudším Podkarpatském vojvodství 76%; v roce 2007 už byl tento poměr 160% vs. 68%.

### Průmyslová odvětví
Polsko je průmyslově-zemědělský stát s významnou těžbou nerostných surovin. Poměrně úspěšně provedený přechod od centrálně plánované ekonomiky k tržnímu způsobu hospodaření.
Hlavní průmyslová odvětví jsou těžební průmysl, strojírenství (osobní auta, autobusy, lodě), hutnictví, chemický, elektrotechnický, textilní a potravinářský průmysl. Těží se černé a hnědé uhlí, měď, olovo, zinek, sůl, síra, magnezit, kaolin a menší množství ropy a zemního plynu.

### Zemědělství
Podrobnější informace najdete v článku Zemědělství, lesnictví a rybářství v Polsku
V zemědělství převažuje rostlinná produkce nad živočišnou. Orná půda představuje skoro 1/2 plochy státu, louky a pastviny 13 % a lesy 30 %. Pěstuje se pšenice, žito, ječmen, len, oves, brambory, cukrová řepa, řepka, chmel, ovoce a zelenina. Polsko je v produkci žita, lnu, brambor a cukrové řepy na 2. místě v Evropě (po Rusku). Chovají se prasata, skot, ovce, koně a drůbeže. Význam má i rybolov. Produkuje se vlna, med a rybí výrobky. Významná je i těžba dřeva.

### Energetika
Vývoj ekonomiky je závislý na dostatku elektrického proudu. Většina elektřiny v Polsku je vyrobená v tepelných elektrárnách, kde dochází ke spalování uhlí. Polsko doposud nemá žádnou jadernou elektrárnu. V letech 1982–1990 stavělo v Žarnovci poblíž Gdyně na severu Polska svou první atomovou elektrárnu s výkonem 1600 megawattů, ale po černobylské havárii byla výstavba zastavena a dnes jsou z ní pouze ruiny.

### Doprava

#### Silniční doprava

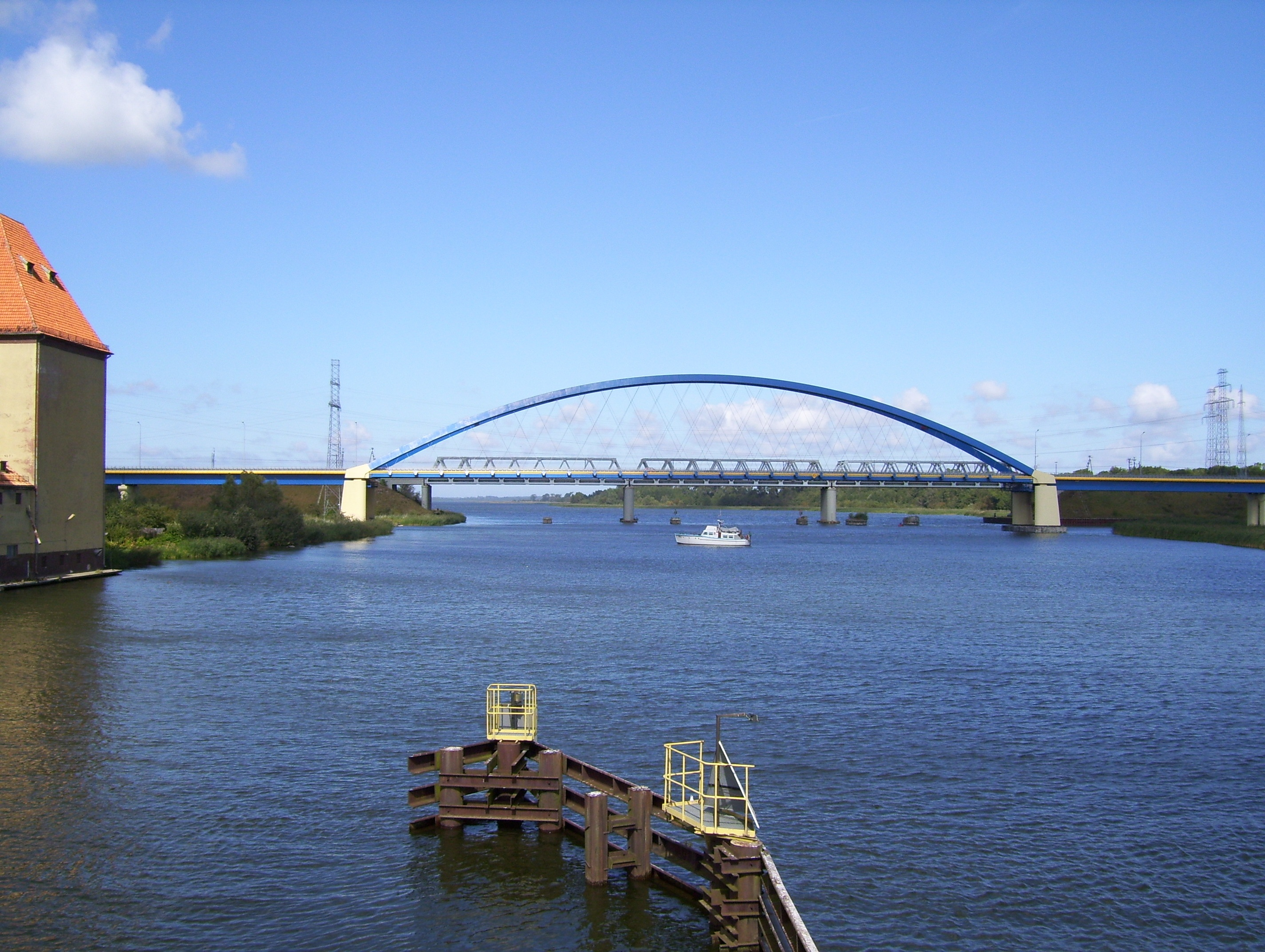
Most na rychlostní silnice S3 ve Wolini, nedaleko Štětína

Dálniční síť je tvořena třemi hlavními tahy v různých fázích rozestavěnosti (A1, A2, A4, A6, A8, A18). Hotová je jihopolská dálnice A4 (670 km), část evropské silnice E40. Navazuje na německou dálnici od Drážďan, v Polsku pokračuje přes města Legnica, Vratislav, Katovice, Krakov a Řešov až k hranicím Ukrajiny. Druhou východozápadní dálnicí je A2 (E30, 620 km), která vede od Berlína přes Poznaň, Lodž, Varšavu a Siedlce k hranicím s Běloruskem. V severojižním směru je budována trasa A1 (E75, 568 km), ve směru Gdaňsk – Toruň – Lodž – Katovice – Bohumín. Celkově v roce 2016 je v provozu 1660 km dálnic z plánovaných asi 2027 km.
Polsko mělo oproti většině sousedů méně rozvinutou silniční a dálniční síť a stereotyp „špatných polských silnic“ byl starý několik století, ale tento stav se v poslední době rychle mění. Silniční doprava má v Polsku dominantní podíl stejně jako jinde v Evropě, registrováno je zhruba 19 milionů automobilů (2007), tedy dvojnásobek oproti počátku 90. let.
V Polsku dálniční síť je doplňována sítí rychlostních silnic, např. rychlostní silnice S3 (E65) z bývalého hraničního přechodu Lubawka-Královec do Svinoústí. Celkově je v Polsku plánováno 5650 km rychlostních silnic, co společně s dálnicemi bude tvořit 7650 km mezinárodních silnic.

Mapa dálnic a rychlostních silnic v Polsku
v provozu
ve výstavbě
probíhající výběrové řízení
plánované

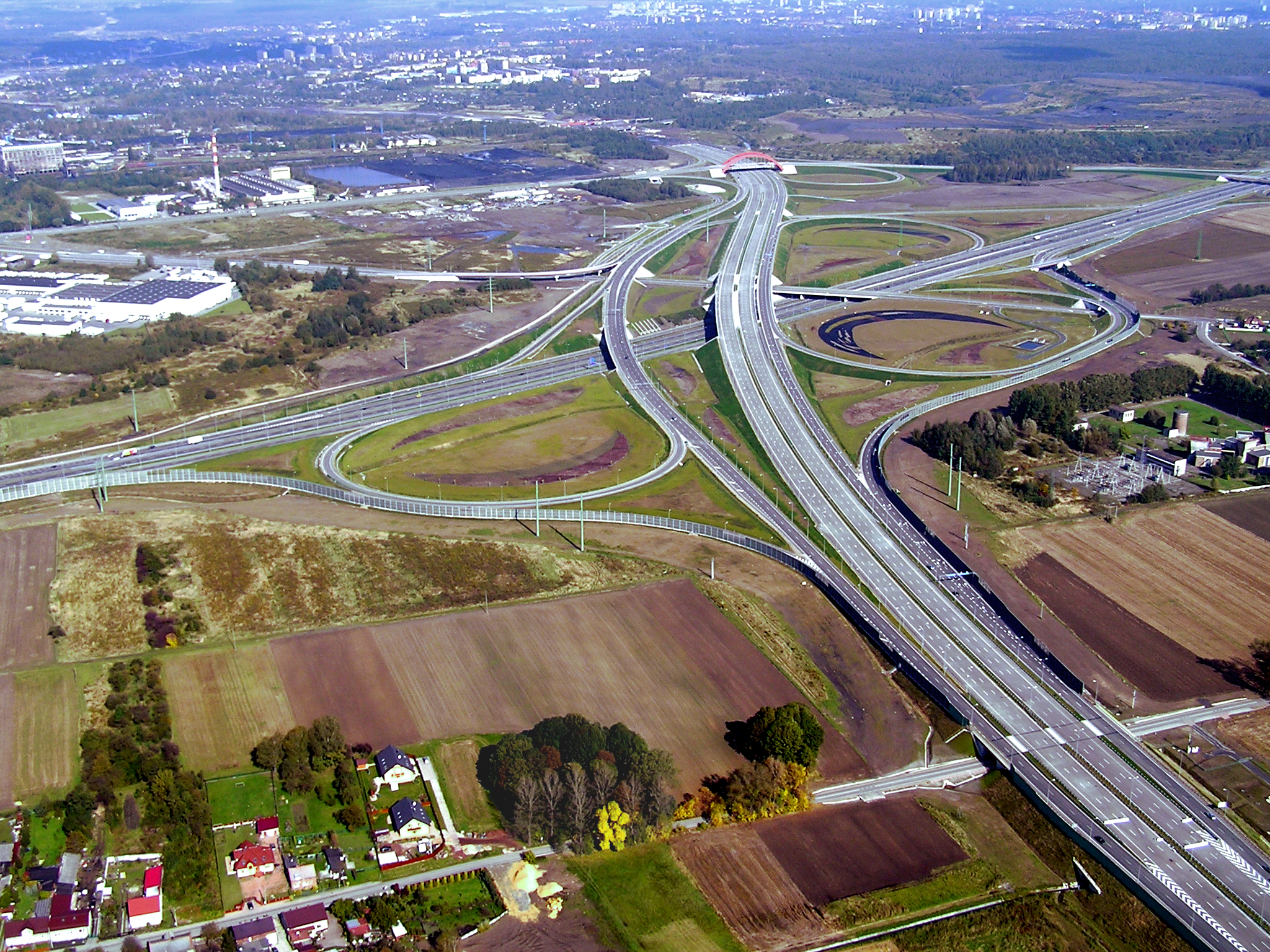
Dálniční uzel Gliwice-Sosnica

#### Železniční doprava

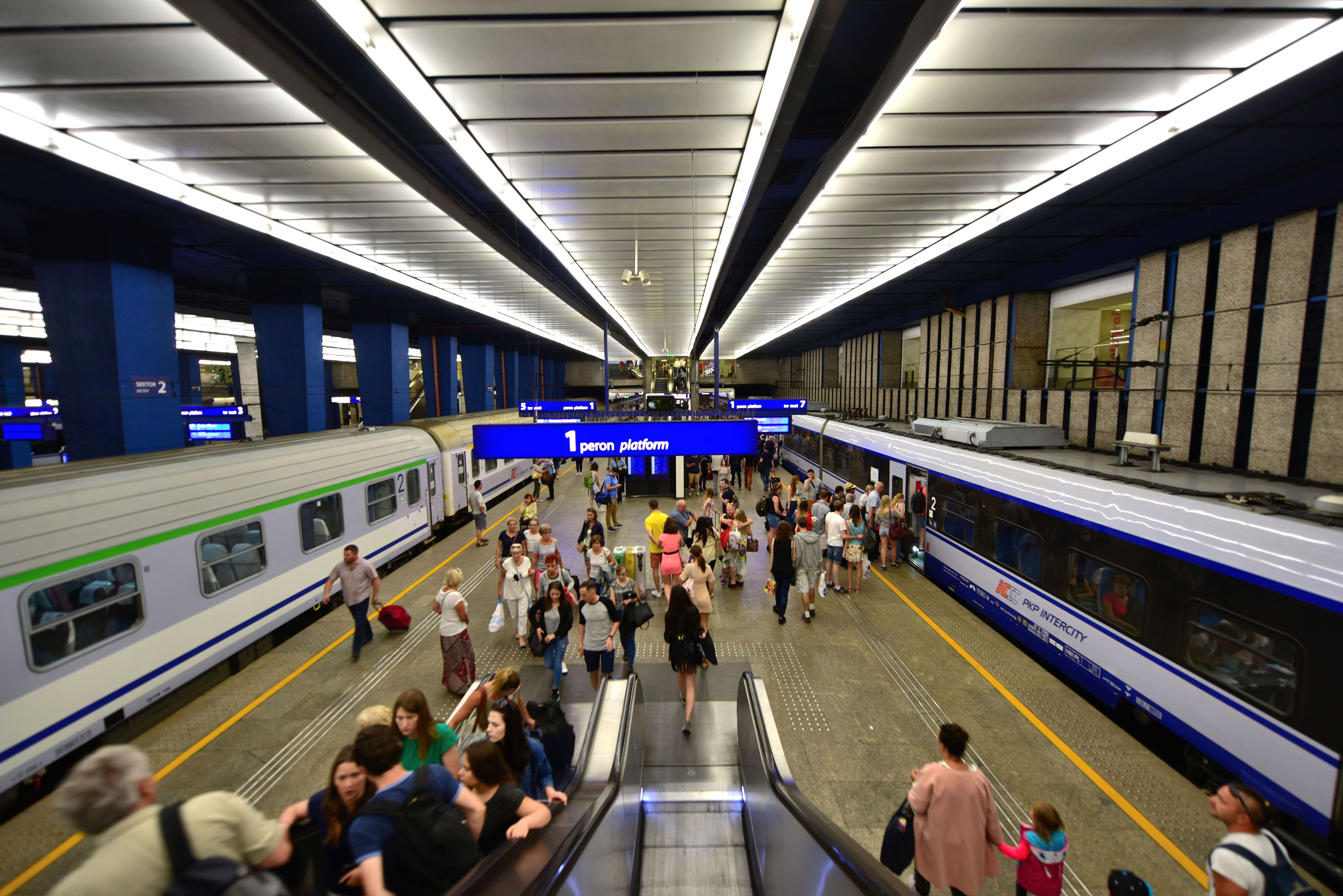
Warszawa Centralna, hlavní nádraží v Polsku, otevřené v roce 1975. Nástupiště jsou kompletně v podzemí

Polsko, obnovené po 1. světové válce, zdědilo nerovnoměrnou železniční síť, jíž od (pruského) západu k (ruskému) východu ubývalo. V 90. letech a na počátku 21. století byla železniční doprava v úpadku, bylo zrušeno mnoho převážně lokálních tratí (přibližně 30 % sítě), výkony se významně snižovaly. V posledních letech[kdy?] se rozvíjí hlavně dálková doprava (vlaky Pendolino) a příměstská železnice; na železnici byla napojena např. některá letiště.
Hlavní polský provozovatel dráhy PKP Polskie Linie Kolejowe v současnosti (2019) provozuje 18 680 km tratí, další provozovatelé spravují lokální sítě v délce několika desítek až stovek kilometrů. Hlavní tratě jsou zpravidla elektrifikované a dvoukolejné.
Obecně vedou hlavní železniční tahy v podobných směrech jako dálniční (viz výše). Nejmodernější trasou je Centralna Magistrala Kolejowa, jež spojuje Slezsko a Krakov s Varšavou. V provozu je také několik úzkorozchodných tratí a vedle několika krátkých širokorozchodných tratí je v provozu také téměř 400 km dlouhá širokorozchodná trať Linia Hutnicza Szerokotorowa.
Největšími osobními dopravci jsou PKP Intercity (v majetku státního holdingu Polskie Koleje Państwowe) a Polregio vlastněné vojvodstvími. Provoz je obecně o něco řidší než v ČR či Německu. Zejména ve Varšavě a Trojměstí zajišťuje železnice podstatnou část příměstské dopravy. Ve většině vojvodství neprovozuje regionální dopravu dopravce Polregio, ale dopravci vytvoření daným vojvodstvím, například v Dolnoslezském vojvodství provozuje regionální dopravu společnost Koleje Dolnośląskie, v Malopolském firma Koleje Malopolskie apod..
V nákladní dopravě je velkým dopravcem PKP Cargo z holdingu PKP s tržním podílem cca 40 % (dle přepravního výkonu), stále větší význam však nabývají jiní dopravci.

#### Letecká doprava

Letiště v Polsku

Jediným celosvětově významným letištěm je Chopinovo letiště, které odbavuje polovinu všech leteckých pasažérů v Polsku (10,6 milionu v roce 2013); nad milion pasažérů ročně odbaví ještě letiště Krakov-Balice, Katovice-Pyrzowice, Gdaňsk-Rębiechowo, Vratislav-Strachowice a Poznaň-Ławica. Největším dopravcem jsou Polskie Linie Lotnicze LOT.
10. dubna 2010 postihlo polskou leteckou dopravu největší neštěstí v její historii. Při letu polského vojenského leteckého speciálu do Ruska se letoun TU 154 při přistávání ve špatných podmínkách střetl se stromy, a poté začal okamžitě hořet. Na palubě byl i prezident Lech Kaczyński, jeho žena a další vrcholní představitelé Polské politiky. Havárii poblíž ruského letiště ve městě Smolensk nikdo nepřežil. Cestující mířili do Ruska uctít památku zesnulých při katyňském masakru.

#### Městská doprava
Městská hromadná doprava v Polsku je v evropském kontextu rozvinuta průměrně. Tvoří ji především autobusy a tramvaje, dále dvě linky Varšavského metra a trolejbusové sítě měst Gdyně, Lublin a Tychy. Největší, avšak velmi zastaralý je tramvajový systém v konurbaci okolo Katovic. V okolí Lodži je zase v provozu meziměstská tramvaj, jedna z nejdelších linek na světě. V Poznani, Krakově, ve Štětíně a dalších městech jsou budovány tramvajové rychlodráhy. Ve Vratislavi funguje lanová dráha. V některých městech fungují také přívozy – například pro ostrovní část Svinoústí jde o hlavní dopravní prostředek.
V posledních letech jsou zejména ve velkých městech budovány cyklostezky, pro něž má rovinaté Polsko příznivý terén (např. Varšava, Štětín, Police, Gdyně).

#### Vodní doprava
Největšími námořními přístavy jsou Gdaňsk, Gdyně, Štětín, Svinoústí, Police a Kolobřeh. V provozu jsou trajektové linky z Polska do Švédska a Dánska. Specifickou úlohu hrají vnitrozemské vodní cesty, které se zde vyvíjely. Mimořádný význam zde hraje město Bydhošť, kde se nachází kanál spojující povodí Visly a Odry, na které je v současnosti především vodní doprava provozována. Výstavba tohoto kanálu začala koncem 18. století a v 19. století došlo k jeho postupnému rozšíření. Tato vnitrozemská vodní doprava také ovlivňovala i obchod, který se dynamicky rozvíjel.

### Cestovní ruch
Po vstupu do Evropské unie v roce 2004 zaznamenalo Polsko nárůst počtu turistů. Cestovní ruch významně přispívá k hospodářským výsledkům země a tvoří poměrně velký podíl[jaký?] na trhu služeb. Polsko je podle údajů Světová organizace cestovního ruchu (UNWTO) 16. nejnavštěvovanější zemí zahraničními turisty na světě.

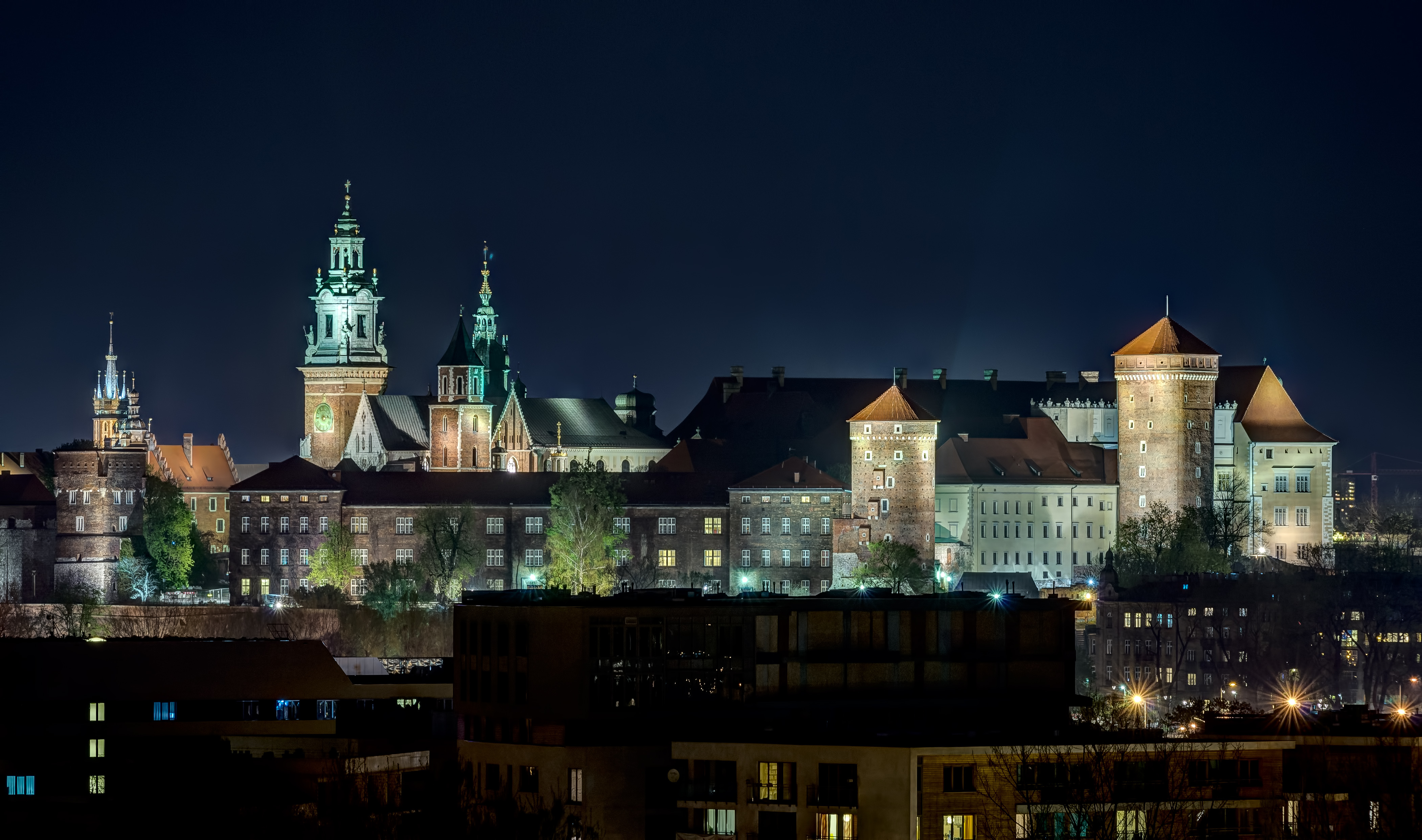
Hrad na Wawelu v Krakově

Turistické zajímavosti v Polsku se liší, od hor na jihu (viz též Koruna hor Polska) až po písečné pláže na severu (zejm. „letní hlavní město Polska“ Sopoty se slavným molem, nejdelším v Evropě). Historická města nabízejí památky téměř každého architektonického stylu. Nejnavštěvovanějším městem je Krakov (polsky Kraków). Je bývalým hlavním městem Polska a upomíná na polský zlatý věk, zejména svou renesanční architekturou. Většina polských králů byla korunována právě zde, a to i poté, co se hlavním městem stala Varšava. Dokud byl ještě hlavním městem Krakov, sídlili králové na Wawelském hradě, jež je dnes nejnavštěvovanější polskou historickou památkou. Korunovace probíhaly v proslulé místní katedrále. Tisíce turistů míří rovněž na krakovský Rynek Glowny, s proslulou tržnicí Sukiennice uprostřed a gotickým Kostelem Nanebevzetí Panny Marie ve východním rohu.

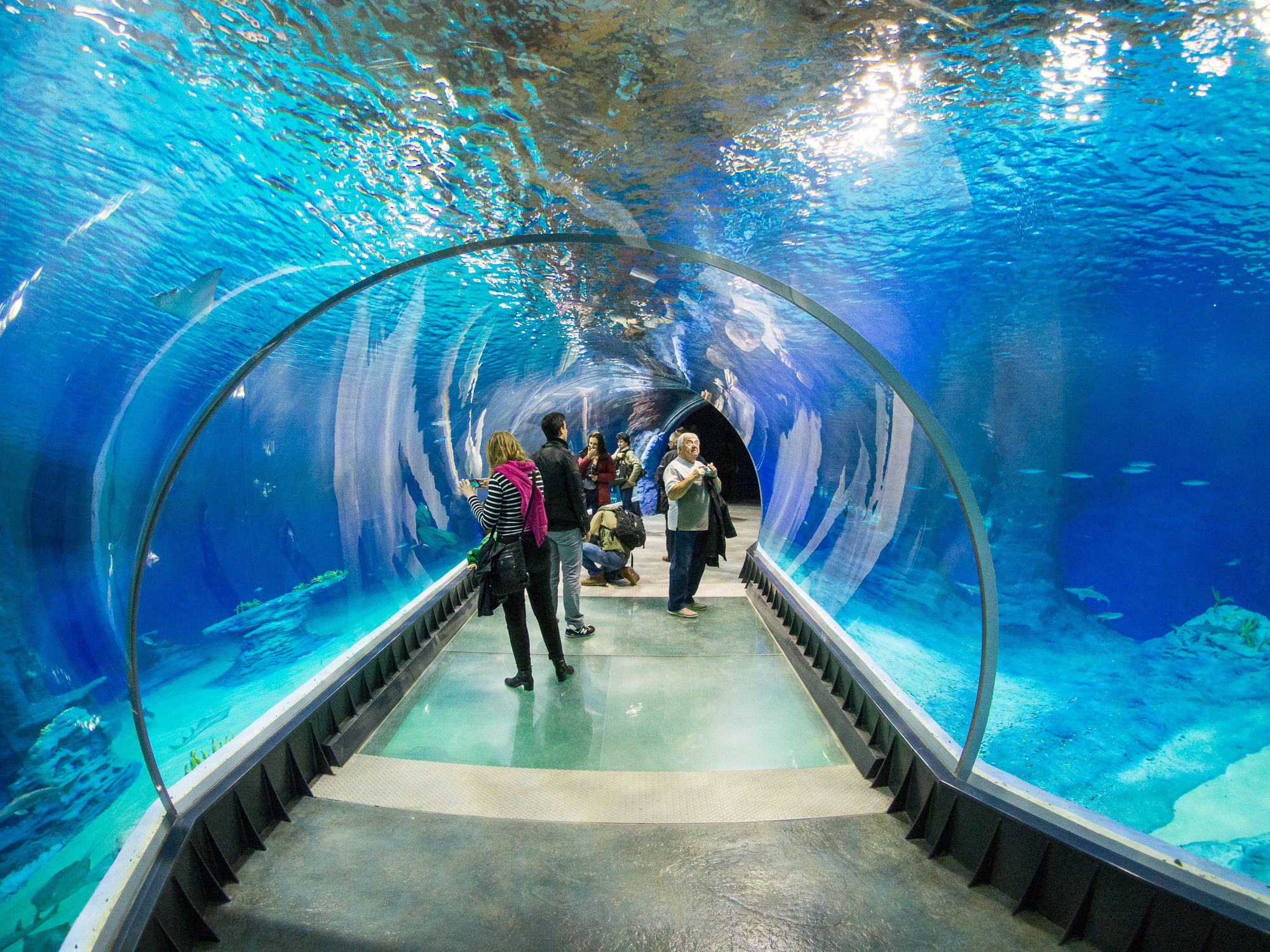
Afrikarium-Oceanárium ve vratislavském ZOO

Mezi další významné turistické lokality v zemi patří Vratislav (polsky Wrocław), jedno z nejstarších měst v Polsku, jehož rozvoj byl kdysi podmíněn tím, že leželo na křižovatce dvou klíčových cest, Via Regia a Jantarové stezky. Je přezdívané také „Benátky střední Evropy“, neboť se v něm nachází přes 130 mostů a lávek. V dějinách města je výrazná česká stopa, bylo dlouho součástí Českého království a jeho zakladatelem by měl být český kníže Vratislav I., po němž se také jmenuje. Je zde také nejstarší restaurace v Evropě Piwnica świdnicki, která je v provozu od roku 1275. Vratislav má velké tržní náměstí se dvěma městskými sály, stejně jako nejstarší zoologickou zahradu v zemi (založena 1865). Počtem chovaných druhů zvířat je třetí největší na světě. Láká především na své Afrikarium. Populární atrakcí jsou také stovky bronzových sošek trpaslíků, které jsou rozeseté po celé Vratislavi. Vratislavská Katedrála svatého Jana Křtitele je proslulá svými vitrážemi, Hala století v centru vratislavského výstaviště se dostala i na seznam Světového dědictví UNESCO.
Polské hlavní město Varšava a historické Staré Město byly zcela zničeny za druhé světové války, ale z velké části byly zrekonstruovány. Z popela povstal i varšavský královský zámek (a sloup krále Zikmunda III. stojící před ním) nebo Katedrála svatého Jana Křtitele, kde je pohřben i Henryk Sienkiewicz. Wilanowský palác nabízí krom vrcholného baroka i rozsáhlé zahrady. Esenci stalinské architektury lze studovat na Paláci kultury a vědy, stále nejvyšší varšavské budově (231 metrů). Z muzeí jsou nejdůležitější Národní muzeum ve Varšavě, Národní galerie umění Zachęta, Muzeum varšavského povstání a Muzeum dějin polských Židů, které disponuje unikátní budovou navrženou finským ateliérem Rainera Mahlamäkiho. Velké divadlo je hlavní baletní a operní scénou v zemi.
Mimo velká města patří k nejvýznamnějším památkám křižácký hrad Malbork nebo klášter Jasná Hora ve městě Čenstochová, jenž je nejvýznamnějším poutním místem Polska. V klášterní bazilice Nalezení svatého Kříže a Nanebevzetí Panny Marie se nachází slavná ikona Panny Marie Čenstochovské, které řada věřících připisuje zázračné vlastnosti. Svými rozměry ohromuje katedrála v Gdańsku, postavená ve 14. století, stejně jako zámek Książ nedaleko Valbřichu. Dalšími městy, které přitahují turisty, jsou Poznaň, Štětín, Lublin nebo Toruň. K nejnavštěvovanějším památkám patří rovněž koncentrační tábor Osvětim, jakož i jiné koncentrační tábory z doby nacistické okupace, zhusta Němci budované právě na území Polska (Majdanek, Treblinka ad.). Také památník na Westerplatte připomíná děje druhé světové války, konkrétně její zahájení. Diskuse budí nově postavená Bazilika Matky Boží Bolestné Královny Polska v Licheni Starém napodobující styly minulosti, nicméně turisté si místo rychle oblíbili. K průmyslovým památkám patří například Depo Pilská Kruhovka.
Cykloturistika a pěší turistika patří v Polsku k oblíbeným činnostem. Značení těchto cest je obdobné jako v České republice. K oblíbeným stezkám patří např. Stezka orlích hnízd, která se nachází v Krakovsko-čenstochovské juře, což je vápencová vysočina vysoká 300 až 515 m. Na jejím území se nachází velké množství skalních útvarů, jeskyní, hradů a zřícenin středověkých hradů, od jejichž polohy na skalách se odvozuje jejich název – orlí hnízda. Turistická stezka se nachází mezi Krakovem a Čenstochovou a je dlouhá 163,9 km. Mezi nejvýznačnější hrady a zříceniny hradů patří: Korzkiew, Ojców, královský hrad Bobolice, hrad na Pieskowej Skale, ruiny hradů Rabsztyn, Bydlin, Smoleń, Pilica, Ogrodzieniec, Bąkowiec, Mirów, Olsztyn, Udórz, Tenczyn. Celkový počet registrovaných jeskyní v této oblasti je asi 1800, jeskyní delších než 40 metrů je jen asi 130, z toho čtyři jeskyně jsou veřejnosti přístupné: Ciemna, Łokietka, Nietoperzowa a Wierzchowska Górna.

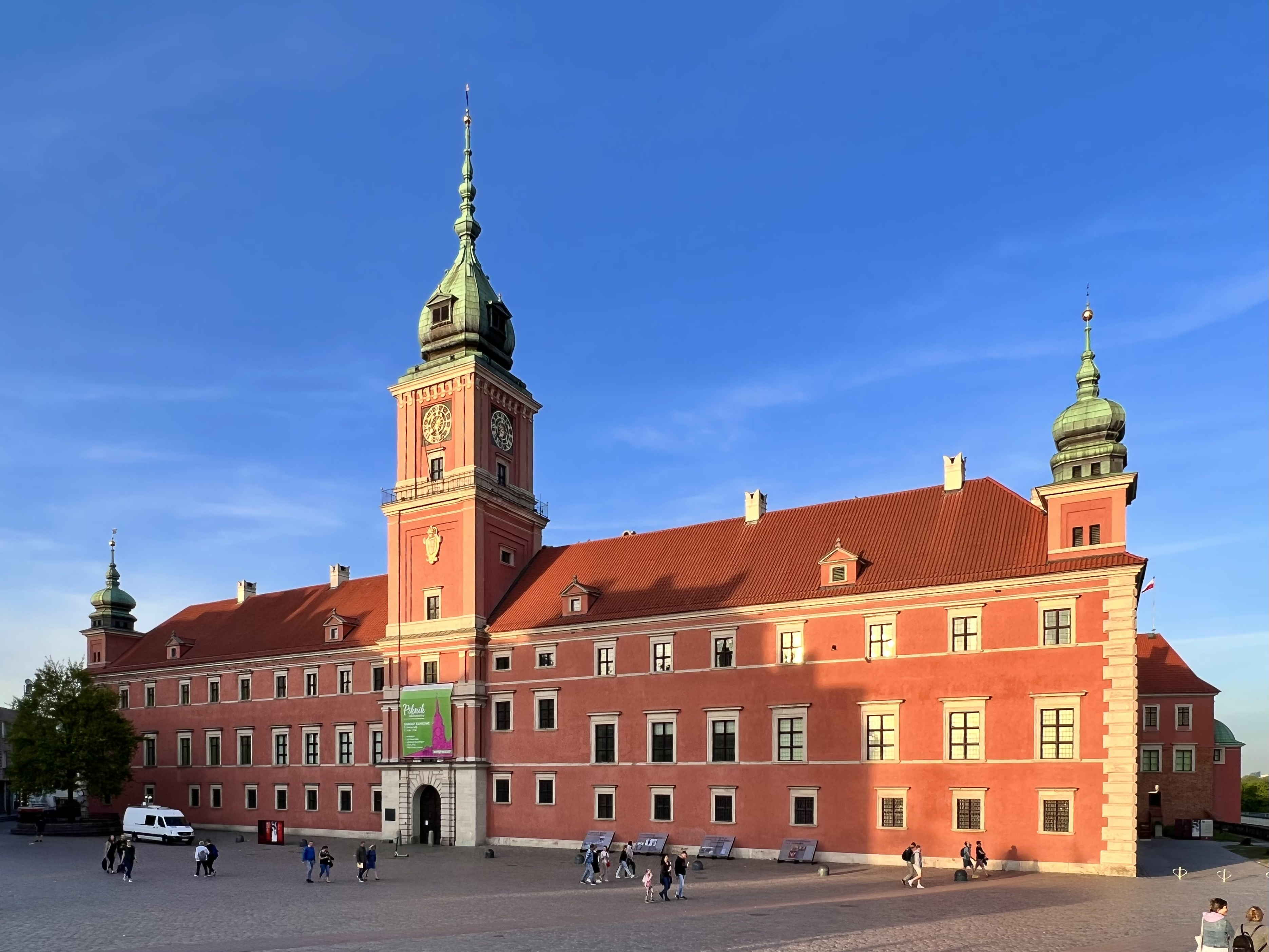
Královský zámek ve Varšavě
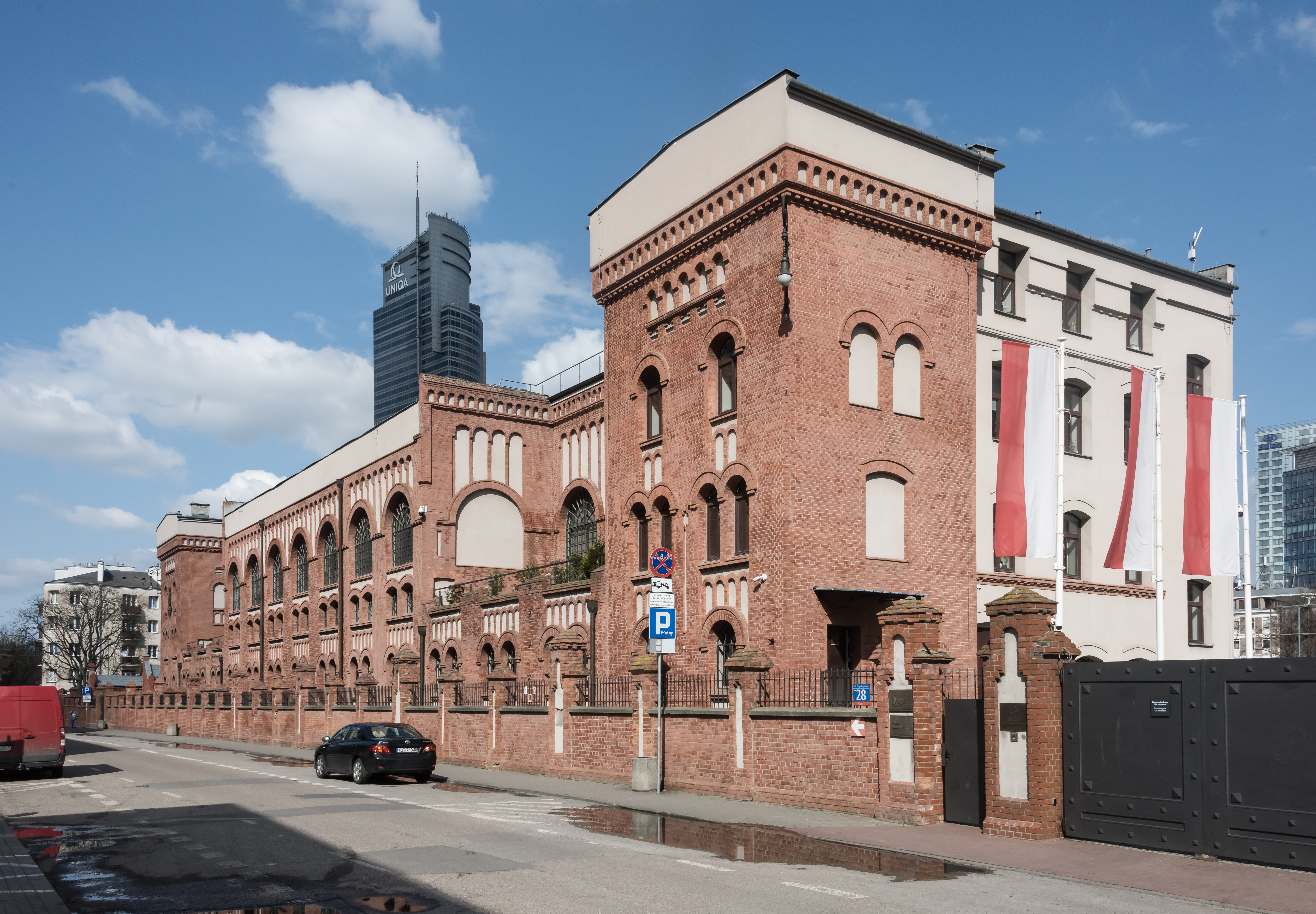
Muzeum varšavského povstání
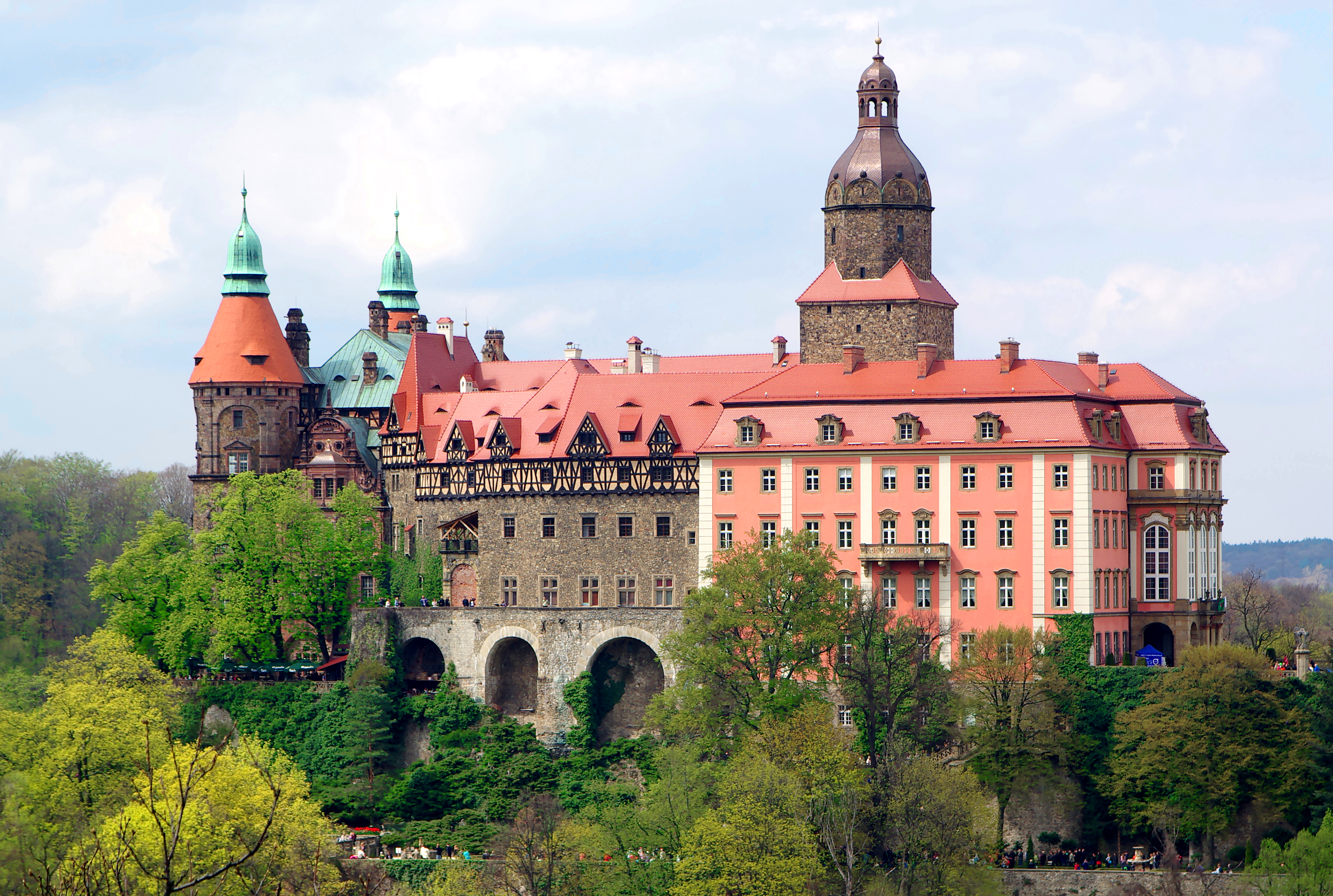
Zámek Książ
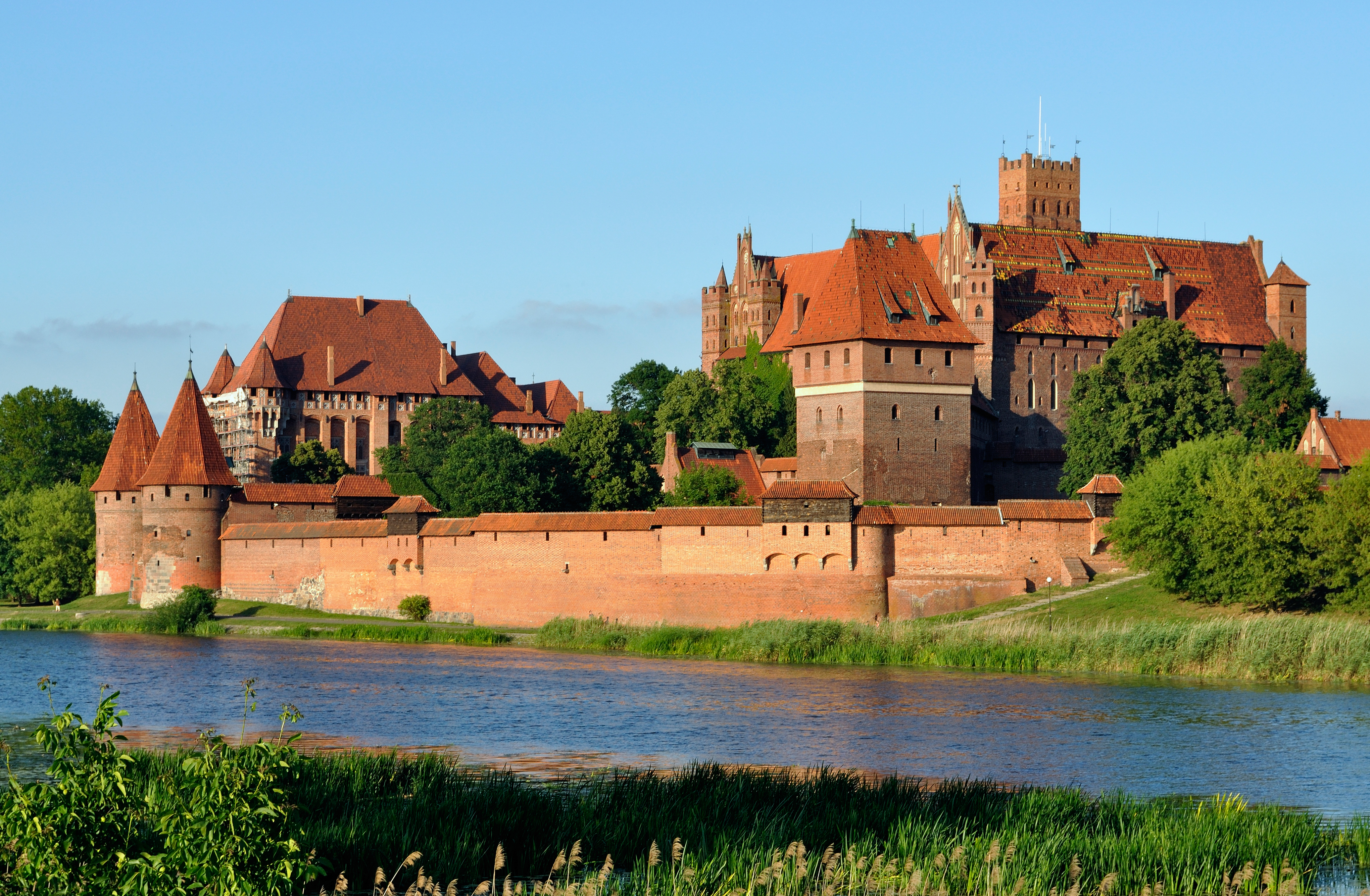
Hrad Malbork
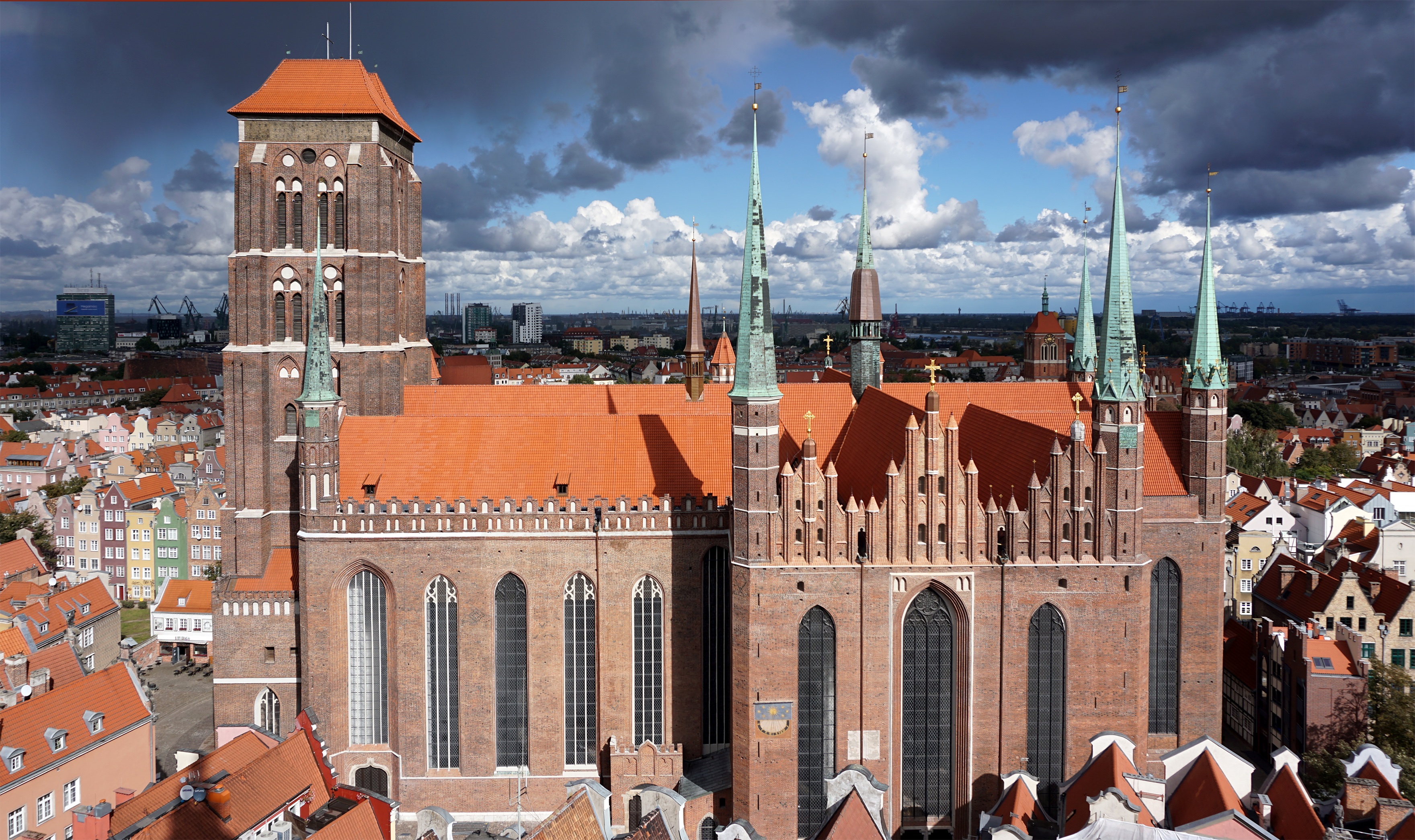
Katedrála v Gdańsku
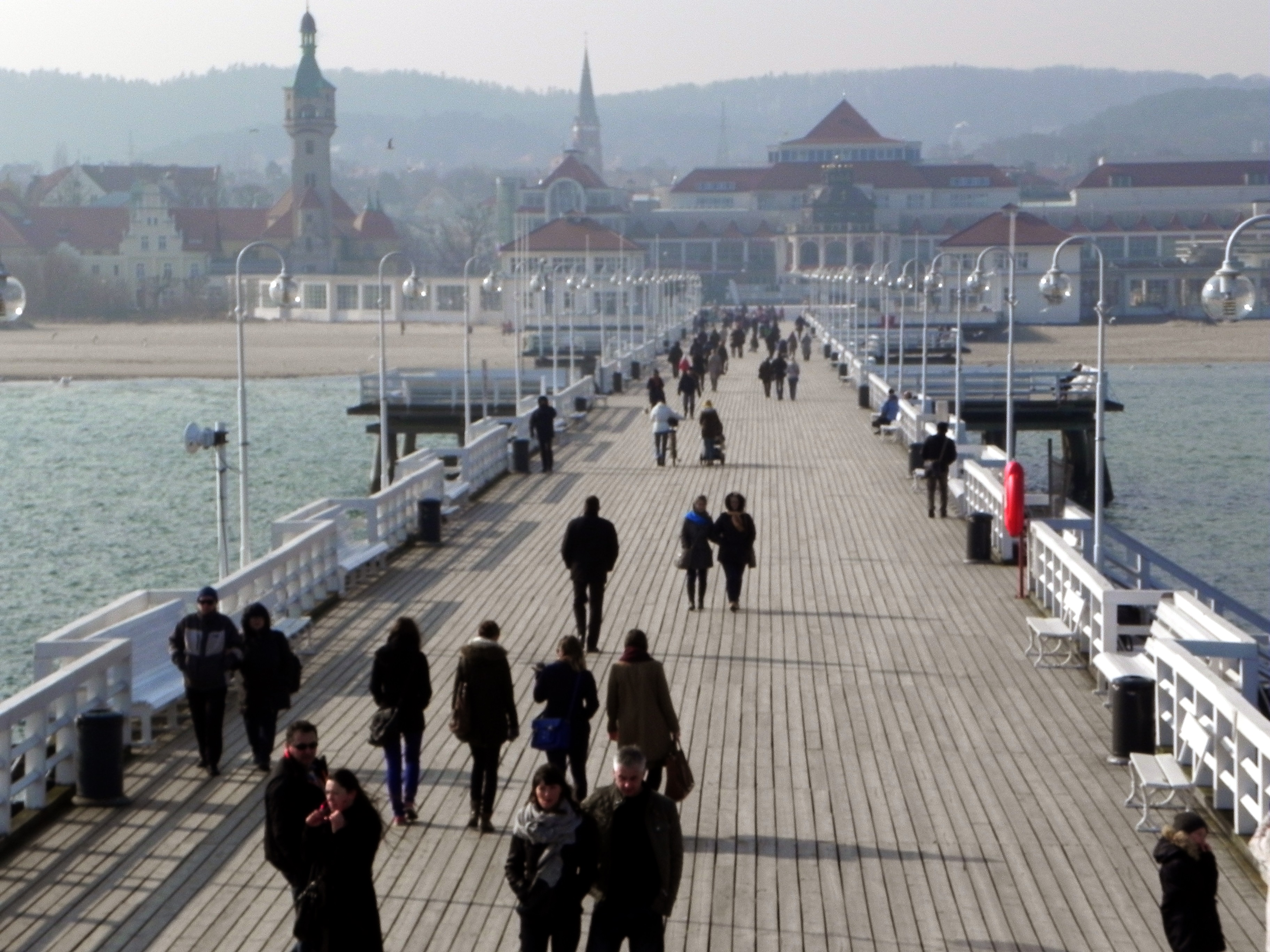
Molo v Sopotech
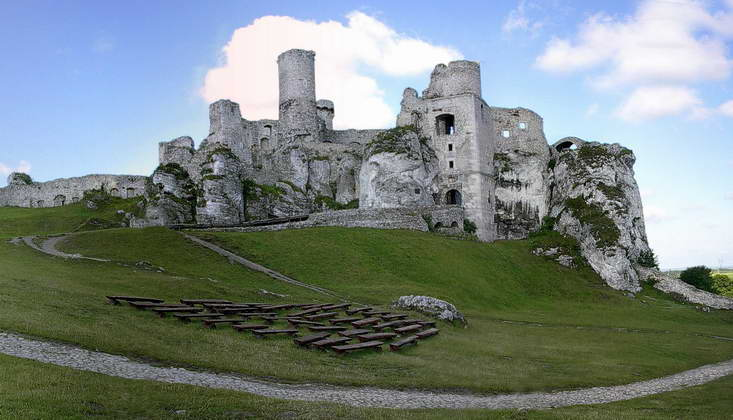
Ogrodzieniec
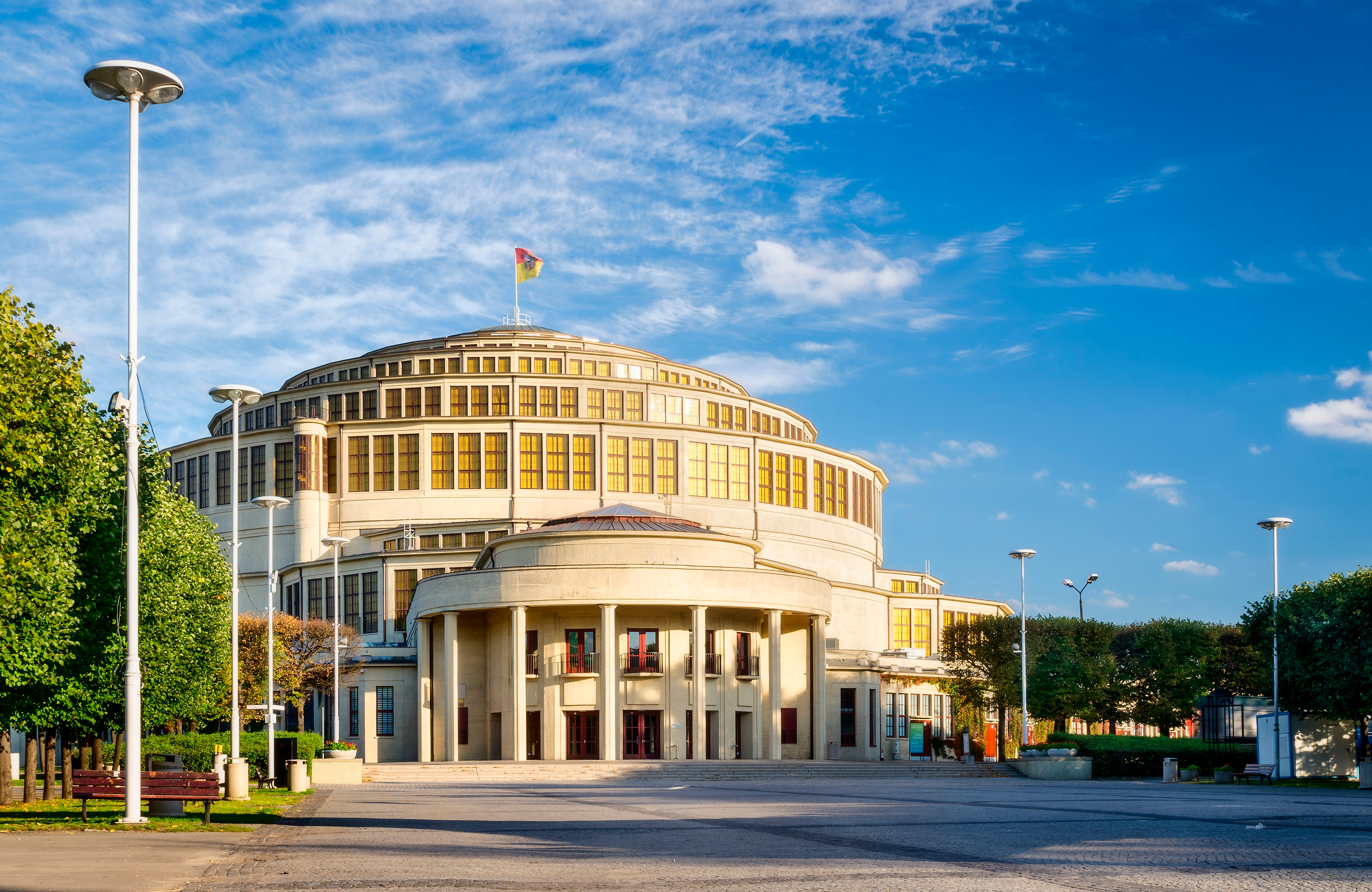
Hala století ve Vratislavi

## Obyvatelstvo
Polsko má zhruba 38 386 000 obyvatel (k roku 2019). To je osmá největší populace v Evropě a pátá největší v Evropské unii. Průměrný věk je 41,1 roku. Od druhé světové války zažívalo Polsko setrvalý růst počtu obyvatelstva (zhruba z 24 milionů), který se však zastavil na počátku 21. století. Velkou roli v tom hraje rostoucí emigrace Poláků, zejména po vstupu Polska do EU. Ta míří zejména do Británie, Irska a Německa. Chybějící lidi Polsko nahrazuje masivní imigrací zvláště z Ukrajiny. Nejen odchody do ciziny však hrají ve stagnaci populační křivky roli, také pokles porodnosti je demografickým faktem, jemuž nezabraňuje ani to, že je Polsko jedním z nejvíce katolických států Evropy a byl zde obnoven zákaz potratů s výjimkou ohrožení života nebo zdraví matky a početí ze znásilnění či incestu. Roku 2020 rozhodl ústavní soud o protiústavnosti potratů handicapovaných plodů.

### Etnické složení
Dle sčítání obyvatel z roku 2021:

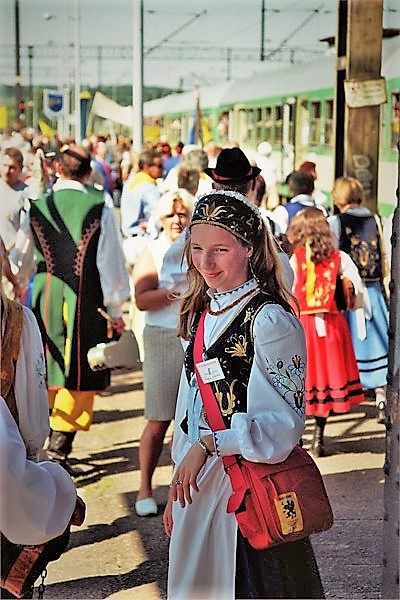
Kašubská dívka v národním kroji

- Poláci – 98,58 % (98,84 % osob spolu s druhou deklarací),
- Slezané – 0,62 % (1,56 % osob spolu s druhou deklarací),
- Ukrajinci – 0,17 % (0,21 % osob spolu s druhou deklarací),
- Bělorusové – 0,11 % (0,14 % osob spolu s druhou deklarací),
- Němci – 0,11 % (0,37 % osob spolu s druhou deklarací),
- Kašubové – 0,03 % (0,47 % osob spolu s druhou deklarací),
- ostatní a nezjištěno – 0,35 % (0,7 % osob spolu s druhou deklarací).[113]

Druhá světová válka drasticky omezila etnickou pestrost předválečného Polska. Po 1. světové válce tvořili Poláci 68,5% populace, nyní je to zhruba 98,7%. Byl to výsledek deportací a dalších genocid za 2. světové války. Změnu složení obyvatelstva přineslo i poválečné měnění hranic, kdy Polsko přišlo o ukrajinský a běloruský východ a naopak získalo další německá území, odkud byli Němci vysídleni. Kašubové na pobřeží Baltského moře, Goralé v Karpatech a Slezané jsou považováni za etnické podskupiny polského národa. Část Slezanů v Horním Slezsku hovoří slezštinou, která má několik nářečí. V Horním Slezsku žije také velmi početná německá menšina a stále se zde používá slezská němčina.
Židé v Polsku představovali před 2. světovou válkou největší židovskou komunitu na světě čítající 3–3,3 miliony osob. Židé tvořili kolem třetiny obyvatel ve městech jako Varšava, Krakov, Lodž či Lublin. Během války bylo německými nacisty povražděno asi 90 % židovské populace v Polsku.
Česká menšina v Polsku žije především v okolí Zelova a jedná se o potomky českobratrských exulantů. Před druhou světovou válkou žilo v Zelově kolem 6 000 Čechů. Česká menšina žila také na území tzv. Českého koutku v Kladsku. V roce 2002 se k menšině hlásilo 386 obyvatel.
Lehká tatarská jízda byla v minulosti součástí polsko-litevských vojsk a v Polsku stále žije starousedlá menšina Tatarů – takzvaní Lipkové.
V rámci Operace Visla, která byla původně namířena proti banderovcům, bylo z jihovýchodního Polska v roce 1947 deportováno asi 140 000 Ukrajinců na území, která Polsko po válce nově získalo od Německa. Na počátku 21. století do Polska přijelo za prací více než milion Ukrajinců.

### Náboženství
| Náboženství v Polsku | Náboženství v Polsku | Náboženství v Polsku | Náboženství v Polsku | Náboženství v Polsku |
| -------------------- | -------------------- | -------------------- | -------------------- | -------------------- |
|                      |                      |                      |                      |                      |
| Římskokatolické      | Římskokatolické      |                      | 87,6 %               | 87,6 %               |
| Nedeklarované        | Nedeklarované        |                      | 7,1 %                | 7,1 %                |
| Nevěřící             | Nevěřící             |                      | 2,4 %                | 2,4 %                |
| Jiné náboženství     | Jiné náboženství     |                      | 1,3 %                | 1,3 %                |

Polsko má jednu z nejvíce náboženských populací v Evropě. Současně polská společnost se ale sekularizuje nejrychleji v historii.
V roce 2013 se odhadovalo, že 87 % populace se hlásilo ke katolické církvi. Po staletí Slované žijící na území dnešního Polska praktikovali různé formy pohanství známé jako rodnověří. V roce 966 Měšek I. konvertoval ke křesťanství. Pohanské víry však přetrvávaly v zemi do 11. století, od té doby je Polsko převážně katolickým národem. Jan Pavel II. byl prvním Polákem a Slovanem, který se stal římskokatolickým papežem. Papežství zastával v letech 1978 až 2005. Socha Krista Krále ve Świebodzinu je nejvyšší socha Ježíše Krista na světě. Socha je vysoká 52 m a váží 440 tun. Slavnostně byla odhalena 21. listopadu 2010.
V minulosti bylo Polsko proslulé náboženskou tolerancí. Roku 1264 byl přijat tzv. kališský zákon, zvaný též kališské privilegium nebo velká listina židovských svobod, který udělil vyznavačům židovského náboženství značná práva, v té době v Evropě zcela bezprecedentní. Proto v Polsku židé dlouho hledali ochranu a vytvořila se tam tak velká komunita. Podobně Polsko reagovalo na vznik protestantismu, zákonem zvaným Varšavská konfederace. Také mnozí jinde pronásledovaní protestanti v Polsku hledali azyl – včetně Jednoty bratrské a Jana Amose Komenského po roce 1621. Zajímavou výjimkou z této tradice byl Edikt wieluńský, jehož vydání si katolická církev vynutila na králi roku 1424, a který zakazoval v Polsku praktikovat české husitství. Polské protestantství nebylo nikdy masové, ale protestanty byla řada významných osobností: básník Mikołaj Rej, spisovatel Stefan Żeromski, ministr zahraničí Józef Beck, premiér Jerzy Buzek, skokan Adam Małysz, zpěvačka Ewa Farna a dokonce i diktátor Józef Piłsudski, který ovšem nakonec z taktických důvodů konvertoval ke katolictví. Zázemí měl protestantismus vždy zejména na jihu Polska, ve Slezsku.

Před druhou světovou válkou mělo Polsko po USA druhou největší židovskou populaci na světě, jedna pětina všech Židů (přibližně 3 miliony) bydlela na jeho území. Polská židovská populace však byla téměř kompletně zničena k roku 1945, kdy židé umírali hladem v ghettech a nacistických vyhlazovacích táborech. Po válce se v Polsku odhadoval počet okolo 200 000 židů. Stará synagoga v Krakově je nejstarší synagogou v Polsku.

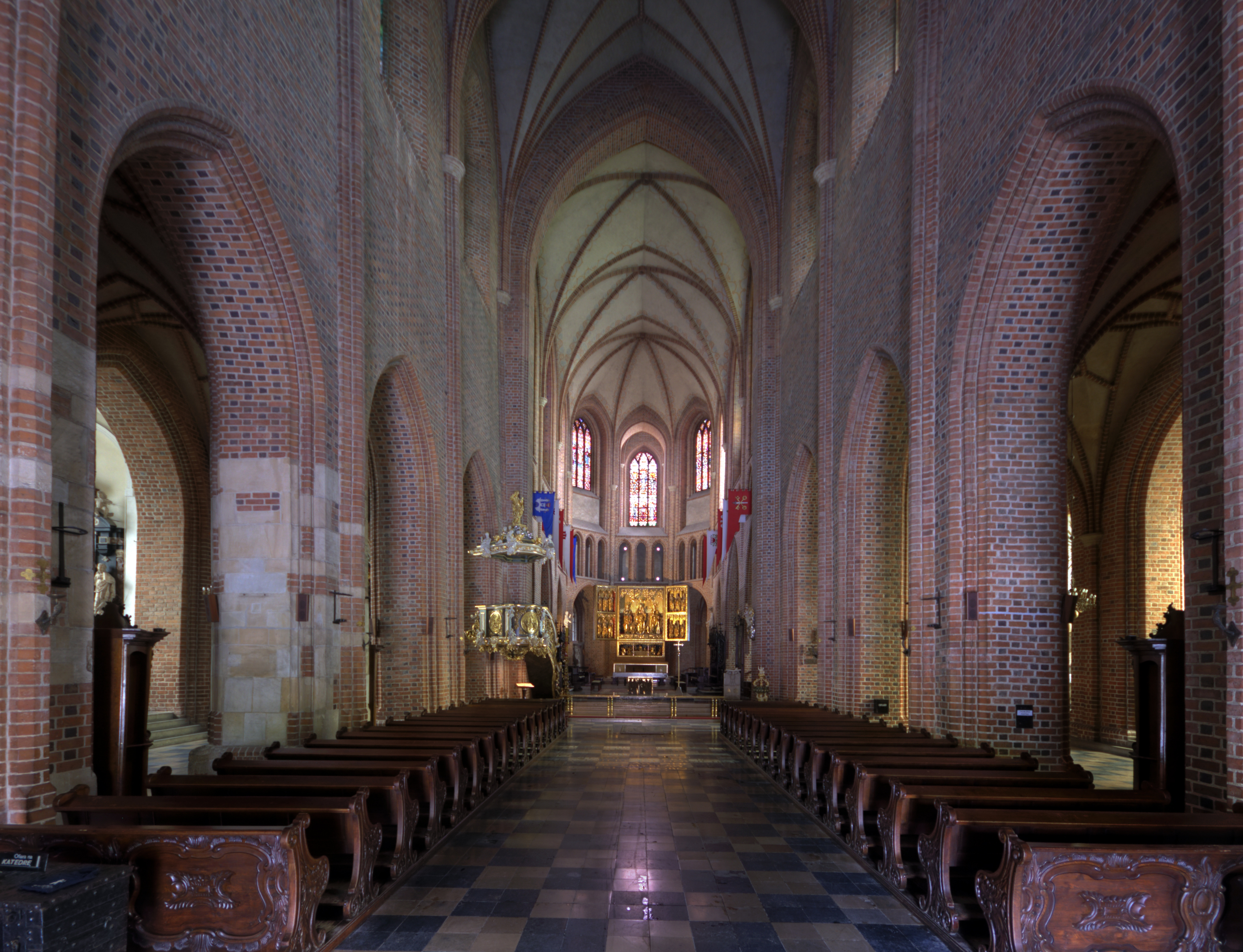
Katedrála svatých apoštolů Petra a Pavla v Poznani z roku 968 je nejstarší katedrálou v Polsku.
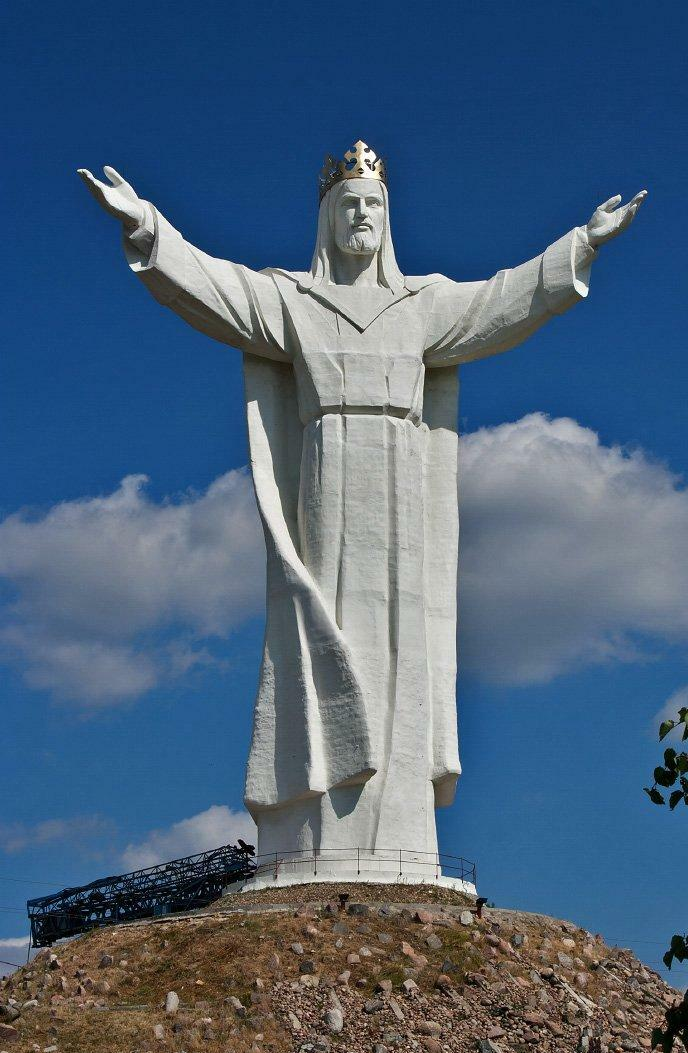
Socha Krista Krále ve Świebodzinu je nejvyšší Kristovou sochou na světě
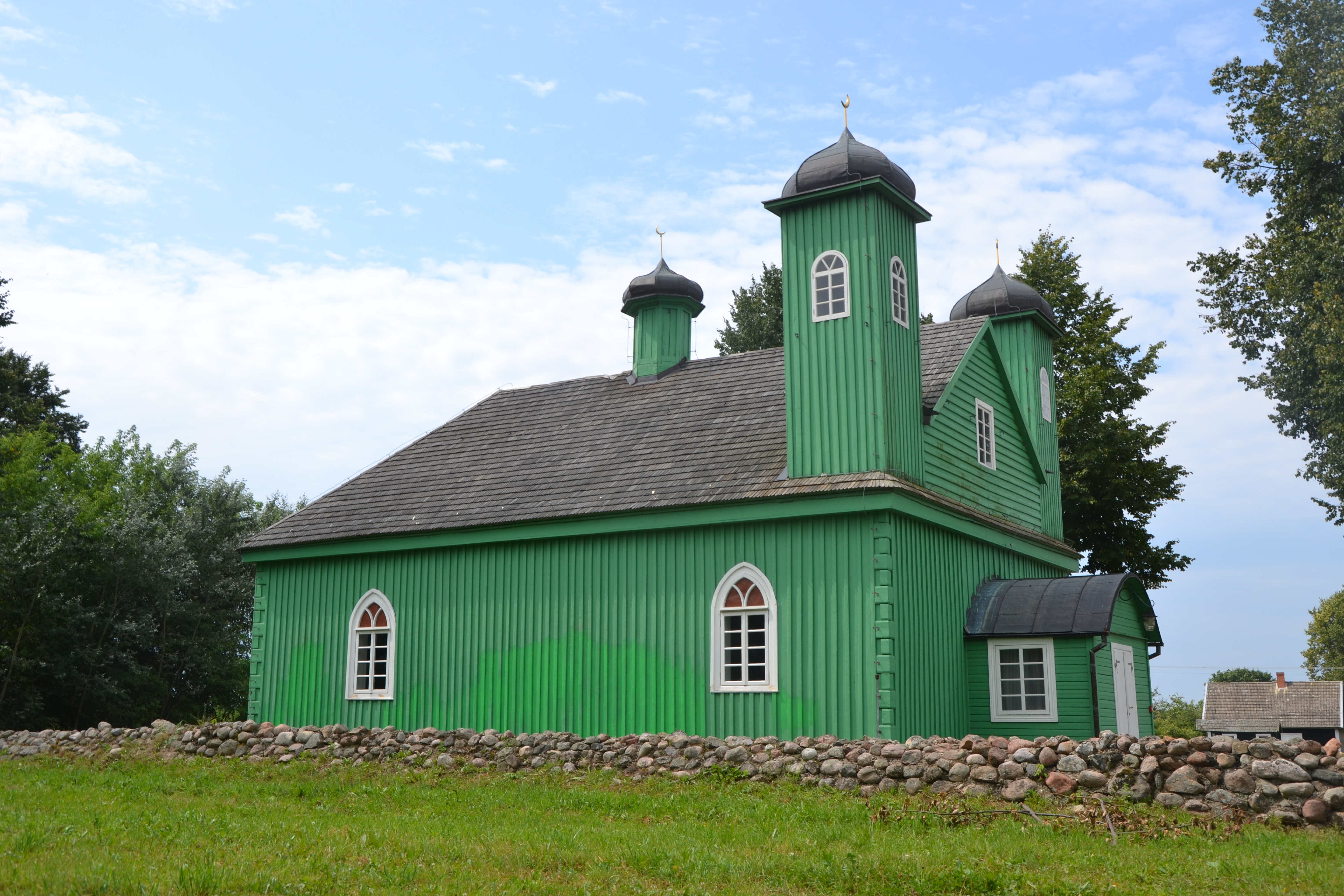
Mešita polských Tatarů v polské obci Kruszyniany

### Literatura

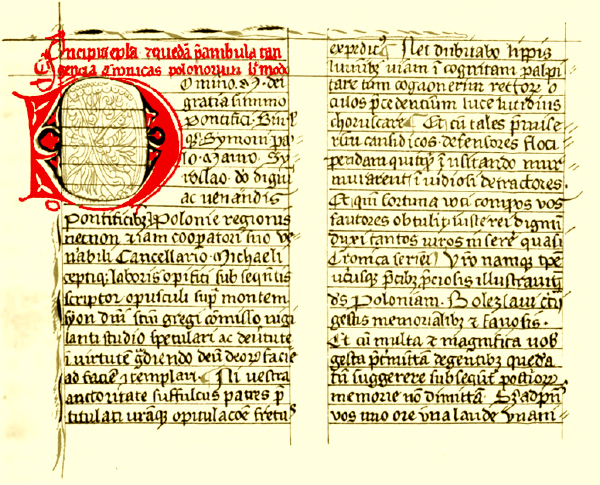
Gesta principum Polonorum

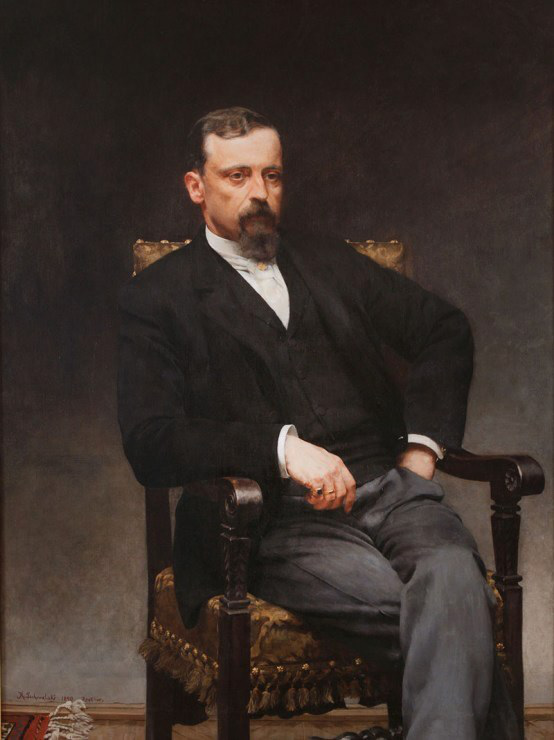
Henryk Sienkiewicz

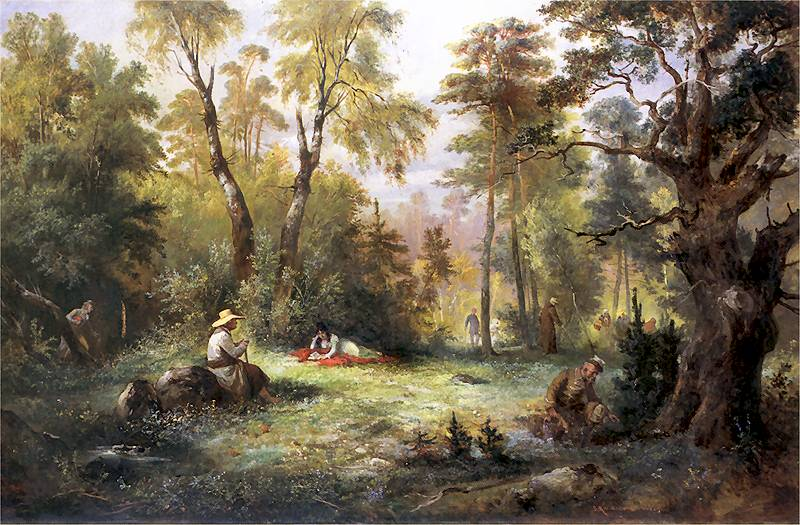
Franciszek Kostrzewski: Sběr hub. Ilustrace Mickiewiczova Pana Tadeáše, ca 1860

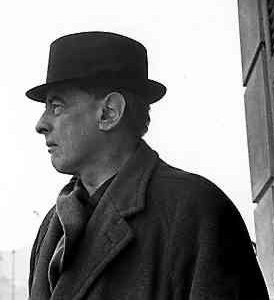
Witold Grombrowicz

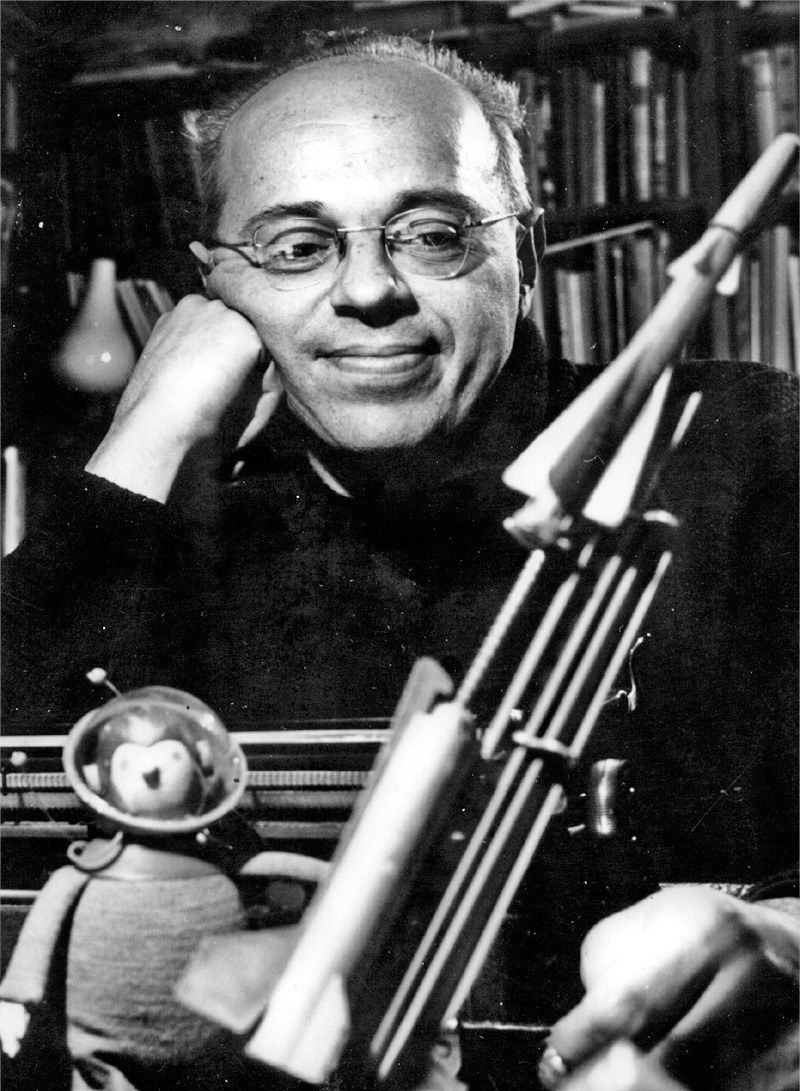
Stanisław Lem

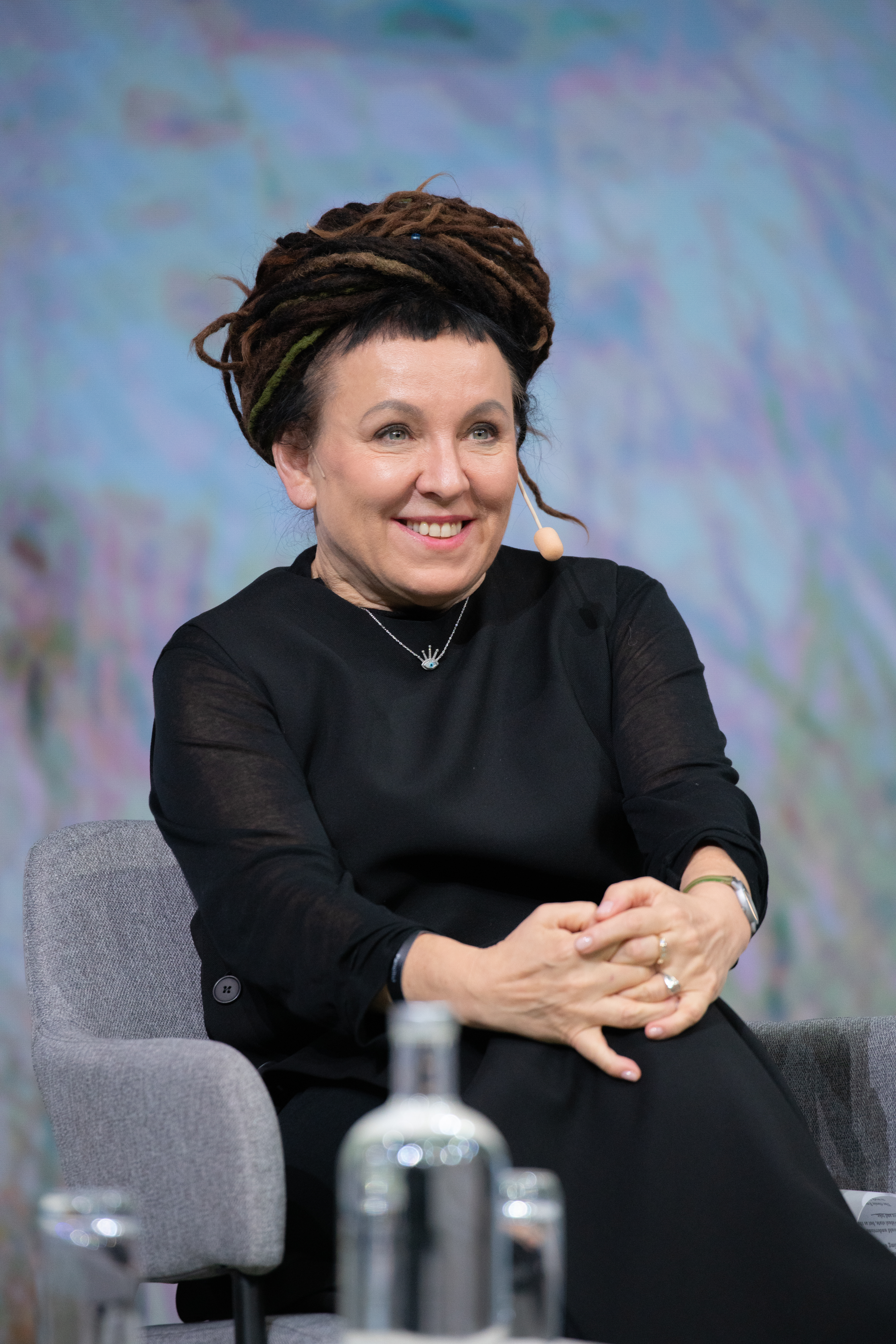
Olga Tokarczuková

### Města
| Varšava Vratislav Poznaň | Pořadí | Město       | Polský název | Vojvodství        | Počet obyvatel (2021) | Krakov Lodž Gdaňsk |
| Varšava Vratislav Poznaň | 1.     | Varšava     | Warszawa     | Mazovské          | 1 864 679             | Krakov Lodž Gdaňsk |
| Varšava Vratislav Poznaň | 2.     | Krakov      | Kraków       | Malopolské        | 790 279               | Krakov Lodž Gdaňsk |
| Varšava Vratislav Poznaň | 3.     | Vratislav   | Wrocław      | Dolnoslezské      | 669 564               | Krakov Lodž Gdaňsk |
| Varšava Vratislav Poznaň | 4.     | Lodž        | Łódź         | Lodžské           | 665 259               | Krakov Lodž Gdaňsk |
| Varšava Vratislav Poznaň | 5.     | Poznaň      | Poznań       | Velkopolské       | 541 782               | Krakov Lodž Gdaňsk |
| Varšava Vratislav Poznaň | 6.     | Gdaňsk      | Gdańsk       | Pomořské          | 477 276               | Krakov Lodž Gdaňsk |
| Varšava Vratislav Poznaň | 7.     | Štětín      | Szczecin     | Západopomořanské  | 391 404               | Krakov Lodž Gdaňsk |
| Varšava Vratislav Poznaň | 8.     | Lublin      | Lublin       | Lublinské         | 331 243               | Krakov Lodž Gdaňsk |
| Varšava Vratislav Poznaň | 9.     | Bydhošť     | Bydgoszcz    | Kujavsko-pomořské | 330 375               | Krakov Lodž Gdaňsk |
| Varšava Vratislav Poznaň | 10.    | Bělostok    | Białystok    | Podleské          | 314 500               | Krakov Lodž Gdaňsk |
| Varšava Vratislav Poznaň | 11.    | Katovice    | Katowice     | Slezské           | 280 200               | Krakov Lodž Gdaňsk |
| Varšava Vratislav Poznaň | 12.    | Gdyně       | Gdynia       | Pomořské          | 251 844               | Krakov Lodž Gdaňsk |
| Varšava Vratislav Poznaň | 13.    | Čenstochová | Częstochowa  | Slezské           | 245 030               | Krakov Lodž Gdaňsk |
| Varšava Vratislav Poznaň | 14.    | Radom       | Radom        | Mazovské          | 225 810               | Krakov Lodž Gdaňsk |
| Varšava Vratislav Poznaň | 15.    | Sosnovec    | Sosnowiec    | Slezské           | 224 244               | Krakov Lodž Gdaňsk |
| Varšava Vratislav Poznaň | 16.    | Toruň       | Toruń        | Kujavsko-pomořské | 207 190               | Krakov Lodž Gdaňsk |
| Varšava Vratislav Poznaň | 17.    | Kielce      | Kielce       | Svatokřížské      | 207 188               | Krakov Lodž Gdaňsk |
| Varšava Vratislav Poznaň | 18.    | Hlivice     | Gliwice      | Slezské           | 198 499               | Krakov Lodž Gdaňsk |
| Varšava Vratislav Poznaň | 19.    | Zabrze      | Zabrze       | Slezské           | 190 110               | Krakov Lodž Gdaňsk |
| Varšava Vratislav Poznaň | 20.    | Bytom       | Bytom        | Slezské           | 186 540               | Krakov Lodž Gdaňsk |

Nejvýznamnější aglomerace jsou katovická a varšavská, z nichž každá má přes 2,5 miliónu obyvatel. Další větší aglomerace vznikly okolo Krakova a Lodže. Přímořská města Gdyně, Sopoty a Gdaňsk tvoří tzv. Trojměstí.

## Kultura

### Film

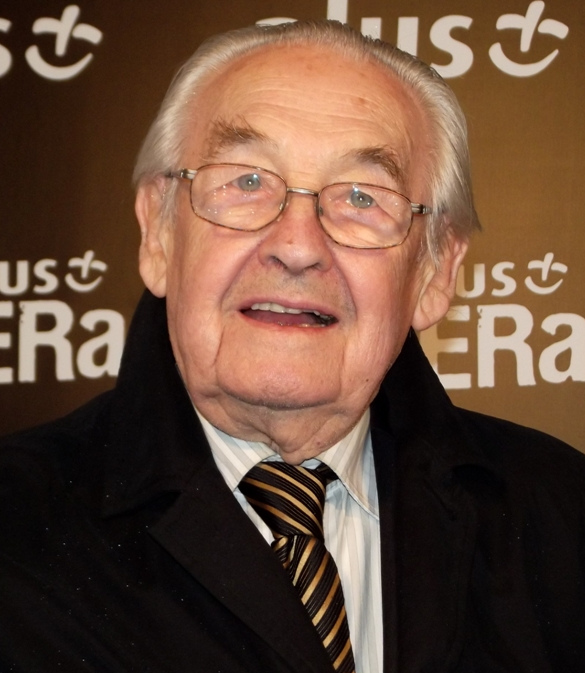
Andrzej Wajda

Velkou tradici má polská filmová škola, jejím nekorunovaným králem je režisér Andrzej Wajda (sedmkrát nominovaný na Oscara, v roce 2000 ho získal za celoživotní dílo). Vedle Wajdy se do dějin evropského filmu zapsal především Krzysztof Kieślowski. Řadu festivalových ocenění přivezl též Jerzy Skolimowski. K silné generaci patřil i Krzysztof Zanussi. Agnieszka Hollandová začínala jako asistentka Wajdy i Zanussiho. Andrzej Żuławski proslul svými filmovými experimenty. K dalším známým jménům patří Jerzy Kawalerowicz, Jerzy Hoffman či Andrzej Munk. Paweł Pawlikowski získal v roce 2015, jako první Polák, Oscara za nejlepší cizojazyčný film. Jedním z komerčně nejúspěšnějších polských filmů historie bylo výpravné historické drama Křižáci z roku 1960. V Polsku se narodil i slavný americký režisér Roman Polański, producent Samuel Goldwyn nebo průkopník animovaného filmu Max Fleischer. Dvorním kameramanem Stevena Spielberga je Janusz Kamiński.

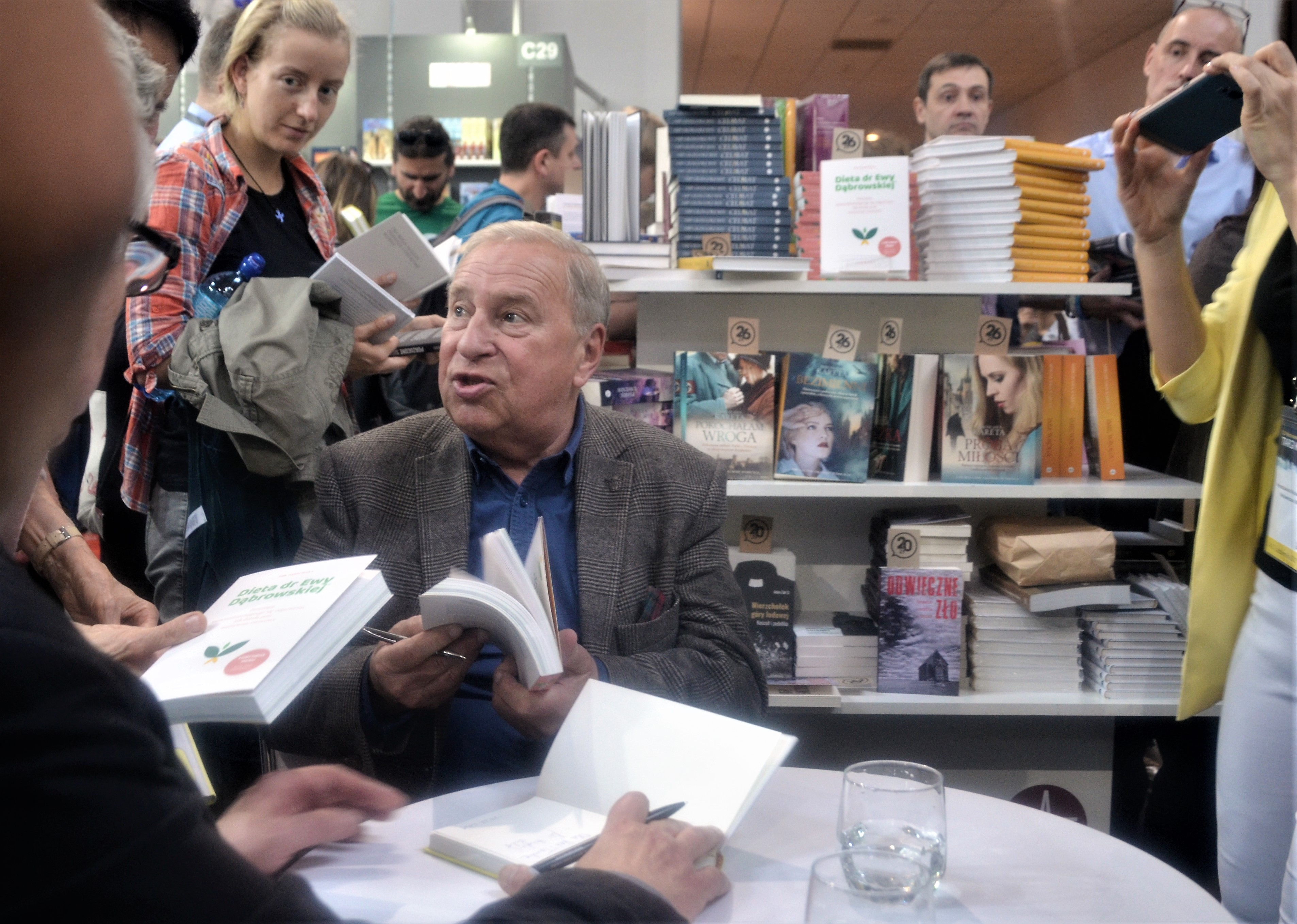
Jerzy Stuhr

Polská herečka Pola Negri byla hollywoodskou hvězdou v éře němého filmu. Izabella Scorupco, jež emigrovala v 70. letech 20. století do Švédska, se proslavila rolí v bondovce Zlaté oko. V Hollywoodu se prosadila i Beata Poźniaková. Polský populární film zajistil proslulost například Jerzy Stuhrovi, především díky nejúspěšnější polské filmové komedii všech dob – Sexmisi z roku 1984, nebo Zbigniewu Cybulskému, zvanému často „polský James Dean“. Ida Kamińska se proslavila v československém oscarovém snímku Obchod na korze, Krystyna Jandová v oscarovém filmu Istvána Szabóa Mefisto.
V Lodži, kde roku 1899 vznikl první stálý biograf, funguje dnes známá filmová škola. Časopis Hollywood Reporter ji vyhlásil v roce 2014 druhou nejlepší filmovou školou na světě. Od roku 1985 se pravidelně koná Varšavský mezinárodní filmový festival. V roce 2009 byl zařazen Mezinárodní federací filmových producentů (FIAPF) do nejprestižnější kategorie A. Koná se vždy v polovině října.

### Hudba

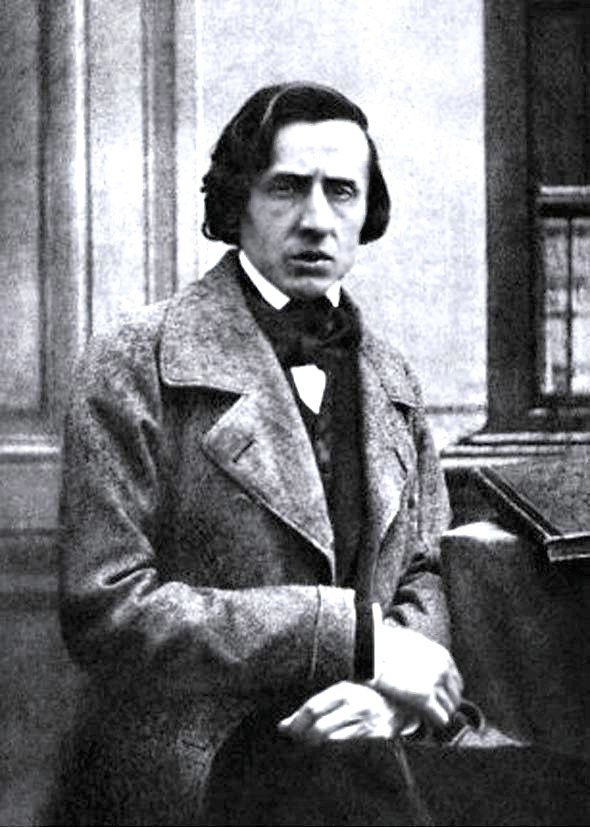
Fryderyk Chopin

Mezi nejznámější polské hudební skladatele minulosti patří: Fryderyk Chopin, Henryk Wieniawski, Stanisław Moniuszko, Ignacy Jan Paderewski, Władysław Tarnowski, Andrzej Panufnik, Maria Szymanowska či Michał Kleofas Ogiński. Britský deník Guardian za největšího žijící polského skladatele roku 2012 označil Krzysztofa Pendereckiho. Tuto štafetu převzal patrně od Henryka Góreckiho, a ten zase od Witolda Lutosławskiho. Modernistickou vážnou hudbu ovlivnil Karol Szymanowski, pod jeho silným vlivem tvořila Gražyna Bacewiczová. Osud skladatele Władysława Szpilmana vypráví slavný Polanského film Pianista. Hudbu k tomuto filmu napsal klasik polské filmové hudby Wojciech Kilar. Ke Kieślowského filmovým opusům psal slavnou hudbu Zbigniew Preisner, k Polanského filmům zase Krzysztof Komeda.
Wanda Landowska byla světově proslulou cembalistkou, Henryk Szeryng houslistou. K nejslavnějším světovým klavíristům patřil Arthur Rubinstein, mezinárodní věhlas získali i Leopold Godowsky, Moritz Moszkowski, Teodor Leszetycki, Władysław Tarnowski, v současnosti je nejžádanějším polským klavíristou Krystian Zimerman. Jako dirigent se prosadil Otto Klemperer, rodák z Vratislavi.

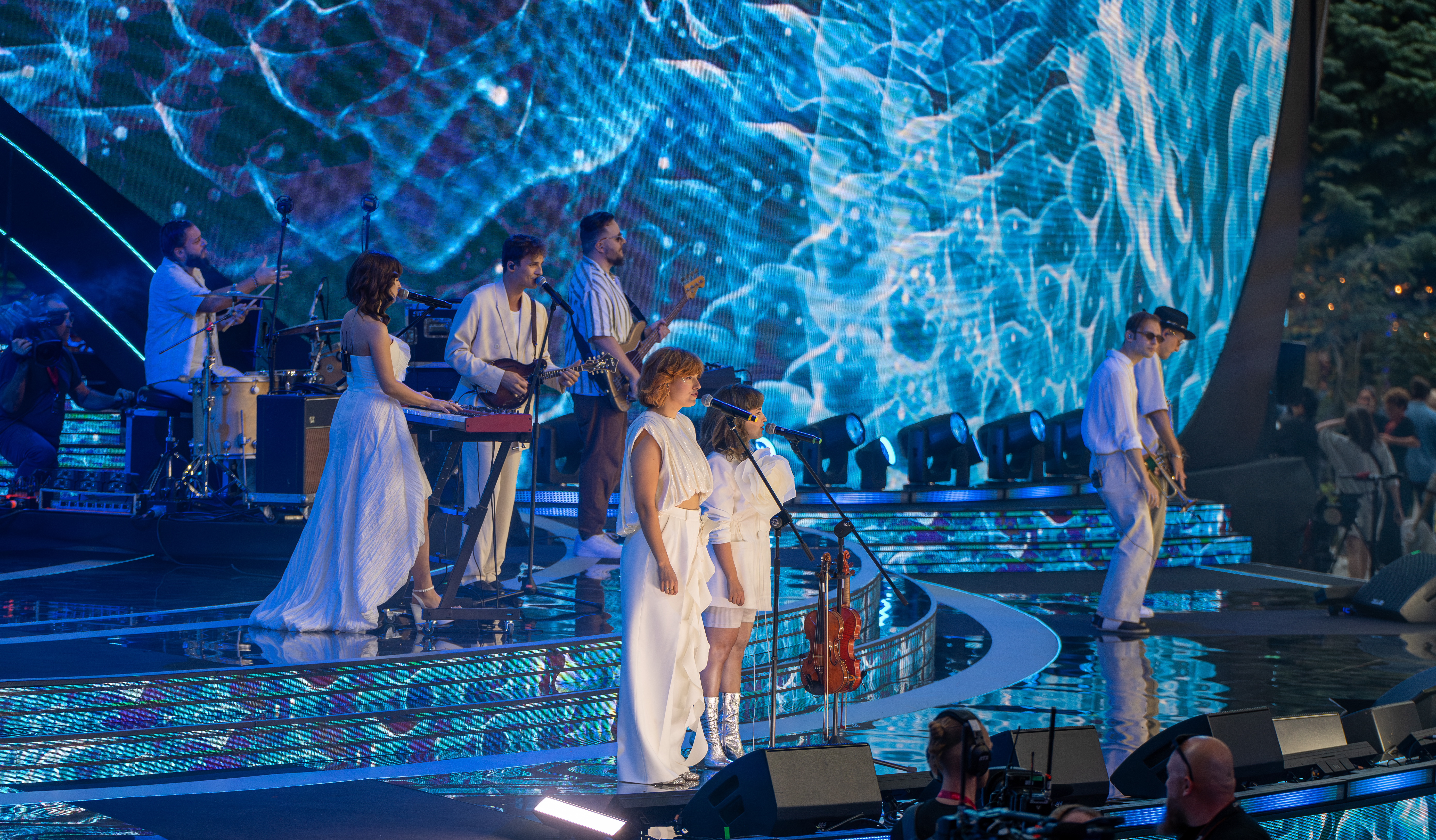
Festival v Sopotech

K význačným zpěvákům patřil Mieczysław Fogg, celým jménem Mieczysław Fogiel (1901–1990), lyrický baryton, působící před i po 2. světové válce, několikanásobný nejpopulárnější zpěvák Polska, který byl populární i v zahraničí. Po 2. světové válce vznikl Národní soubor lidových písní a tanců „Mazowsze“, který patří k význačným polským folkloristickým souborům. Svým zpěvem i tancem si v průběhu své existence získal nejen uznání odborné veřejnosti, ale i vysokou popularitu jak v Polsku tak v zahraničí. V populární hudbě se za hranicemi Polska prosadili též např. Marek Grechuta, Czesław Niemen, Maryla Rodowicz, Jacek Kaczmarski, Anna German, v současnosti například Dorota Rabczewska známá jako Doda. Prosadily se i nejrůznější hudební skupiny mnoha žánrů (např. Budka Suflera, Behemoth, Vader). Kabaretní zpěvačka Violetta Villas, narozená v Belgii polským rodičům, se stala ženou nevšedního životního příběhu.
V Polsku se každý rok pořádá nespočet hudebních festivalů. Mezi nejpopulárnější z nich patří Krajowy festiwal Piosenki Polskiej, Sopot Festival, Coke live music festival, Open'er Festival, Sopot Top trendy Festival. Důležitý je festival současné hudby Warszawska Jesień (Varšavský podzim).
Za Poláka se vždy považoval i slavný baletní tanečník Vaslav Nijinsky.

### Výtvarné umění

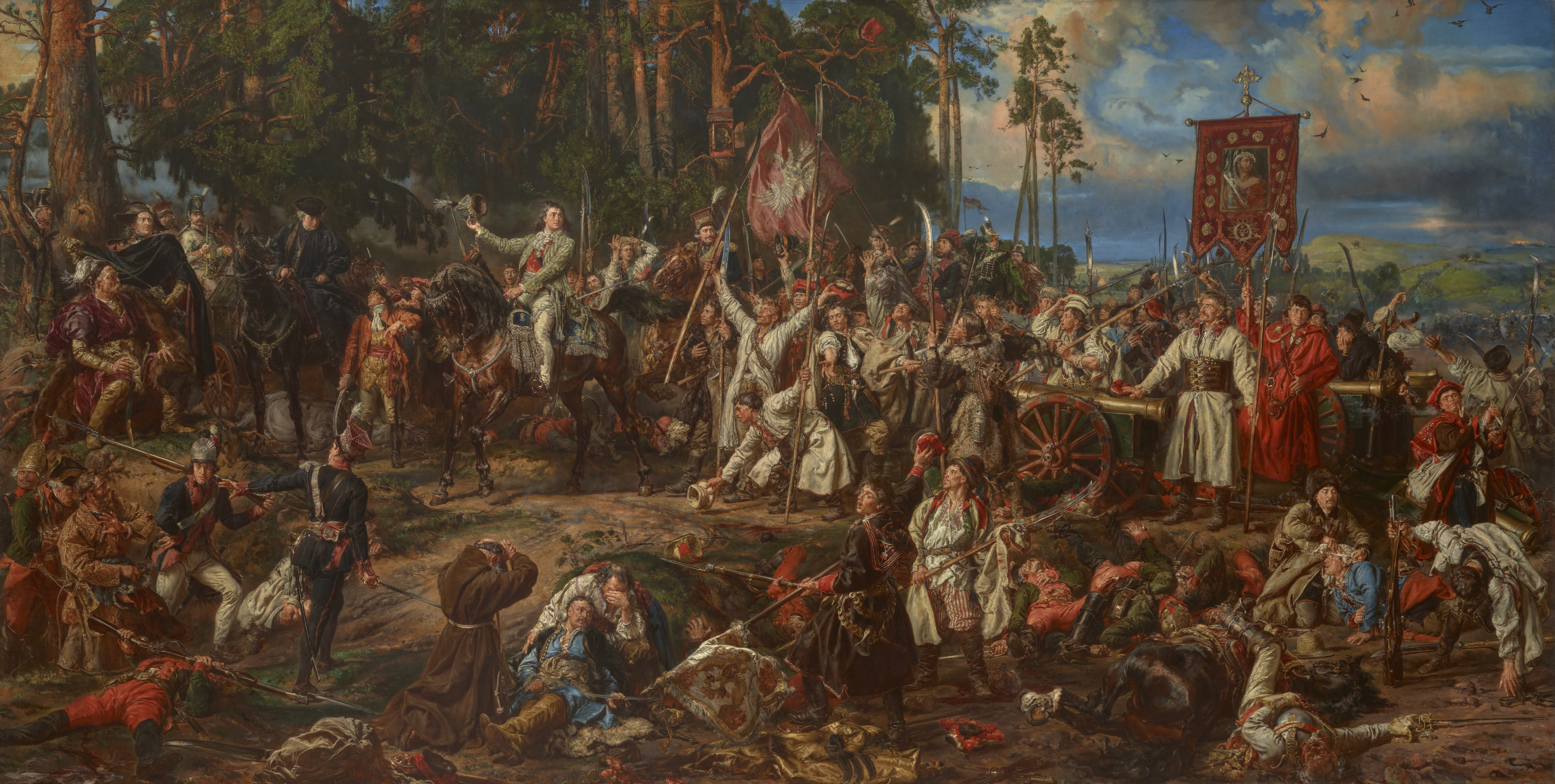
Bitva pod Raclawicami, obraz Jana Matejka

Polské malířství nabralo dech v 19. století. Dva klasické směry první poloviny tohoto století, tedy romantismus a realismus, zosobnili Tadeusz Ajdukiewicz a Cyprian Kamil Norwid, rovněž významný, byť ve své době zneuznaný, básník. Nejvýznamnějším polským malířem všech dob se stal Jan Matejko, kterého v polovině 19. století proslavily obrazy s historickou tematikou. Ve stejné době tvořil i Adolf von Menzel, rodák z Vratislavi.
Byl to Matejko, kdo objevil talent Stanisława Wyspiańského, který se stal na konci 19. století klíčovým představitelem uměleckého hnutí Mladé Polsko, jež koketovalo s modernistickými směry, v případě Wyspiańského především se symbolismem a expresionismem. Symbolismus zvolil i další významný malíř Mladého Polska Jacek Malczewski, rovněž Matejkův žák. Ve stejné době jako mladopoláci tvořila Olga Boznańska. Byť nepatřila do jejich okruhu, zvolila další z výrazných modernistických směrů – impresionismus. Moïse Kisling v Paříži zase koketoval s kubismem, podobně jako Max Weber. Tamara de Lempicka se tamtéž stala uhrančivou představitelkou art deco. Polskou identitu bychom mohli přiznat i legendě avantgardy Kazimiru Malevičovi (jeho rodiče byli etničtí Poláci, narodil se na Ukrajině, splynul s ruským kulturním prostředím).

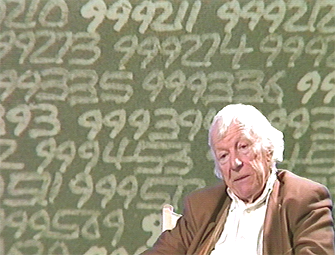
Roman Opałka se svým číselným uměním

Ve druhé polovině 20. století patří k rozhodujícím jménům polské malby Zdzisław Beksiński, který se (zvláště po roce 1960), přičlenil k surrealistickému proudu. Erotické náměty a zájem o podvědomí spojovaly se surrealismem i další výraznou osobnost, Balthuse, byť on sám se označoval za realistu. Ke konceptuálnímu umění se nakonec přiklonil Roman Opałka, proslulý svou „posedlostí číslicemi“, jež zaplnily jeho tvorbu po roce 1965. Konceptualismus, zejména vyjadřující se formou happeningu, byl rovněž rámcem díla Tadeusze Kantora.
Ve 2. polovině 20. století prožilo svou vrcholnou éru také polské sochařství, jak dokazují jména jako Józef Gosławski, Magdalena Abakanowiczová, Igor Mitoraj nebo Alina Szapocznikow. Objeveno a doceněno bylo v té době rovněž meziválečné konstruktivistické dílo Katarzyny Kobrové.
Nejvýznamnějšími výstavními prostory v Polsku jsou Národní muzeum ve Varšavě, Národní muzeum v Krakově a Národní muzeum ve Vratislavi. Krakovské muzeum spravuje i Muzeum knížat Czartoryských, v jehož sbírkách se nachází jeden z nejznámějších obrazů světa, Da Vinciho Dáma s hranostajem.
V Lodži se narodil architekt Daniel Libeskind, autor například originálního Královského ontarijského muzea v Torontu.

### Kuchyně

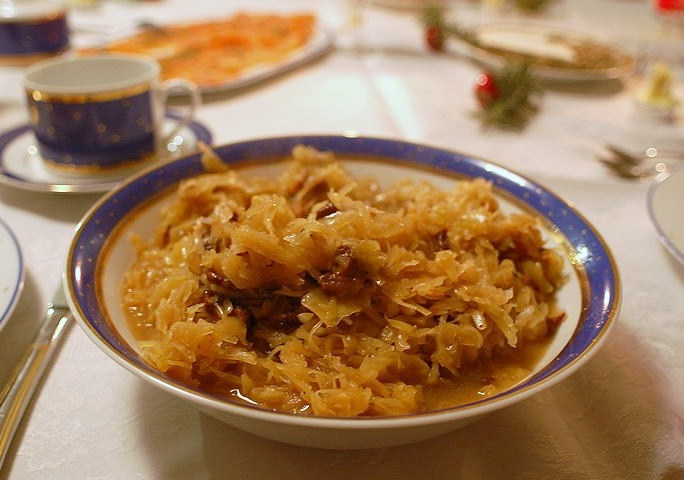
Polský bigos

Typickým polským jídlem je bigos z kysaného zelí a masa. Do Polska ho patrně přinesli Jagellonci z Litvy. Tradiční jsou také pirohy, oblíbenou specialitou je kotlet schabowy, což je vepřová kotleta připravovaná podobně jako vídeňský řízek. O Vánocích se často podává barszcz, což je polská verze boršče, který je však na rozdíl od ruského a ukrajinského boršče čirý, používá se šťáva z kvašené červené řepy a masový vývar a dávají se do něj těstoviny plněné houbami zvané uszka. Gołąbki jsou zelný list plněný mletým masem a zavinutý do tvaru spícího holoubka. Tradiční je rovněž masová roláda zvaná zrazy. V Polsku se též často užívá místní verze nudlí zvaná kluski, které se upravují na mnoho způsobů, a různé verze klobás. Do jelit přidávají Poláci místo krup často pohanku, tuto verzi jelita pak nazývají kaszanka anebo krupniok. Tradiční polskou polévkou je okurková, dále polévka zvaná flaki, jež je blízká naší dršťkové, či żurek podobný českému kyselu. Chlodnik je studená polívka ze smetany a zeleniny. Pro Čechy exotickou může být czernina, tmavá polévka z kachního vývaru a kachní krve. Ze sladkostí jsou oblíbené koblihy a bagly, které v Polsku vznikly a díky židovské emigraci do Spojených států se silně rozšířily i tam. Dalšími dezerty jsou tvarohový moučník zvaný sernik, makový závin makowiec, nebo napoleonka (zvaná též kremówka) z listového těsta. Oblíbené jsou také karamelové bonbóny zvané krówki.

### Věda a vzdělání

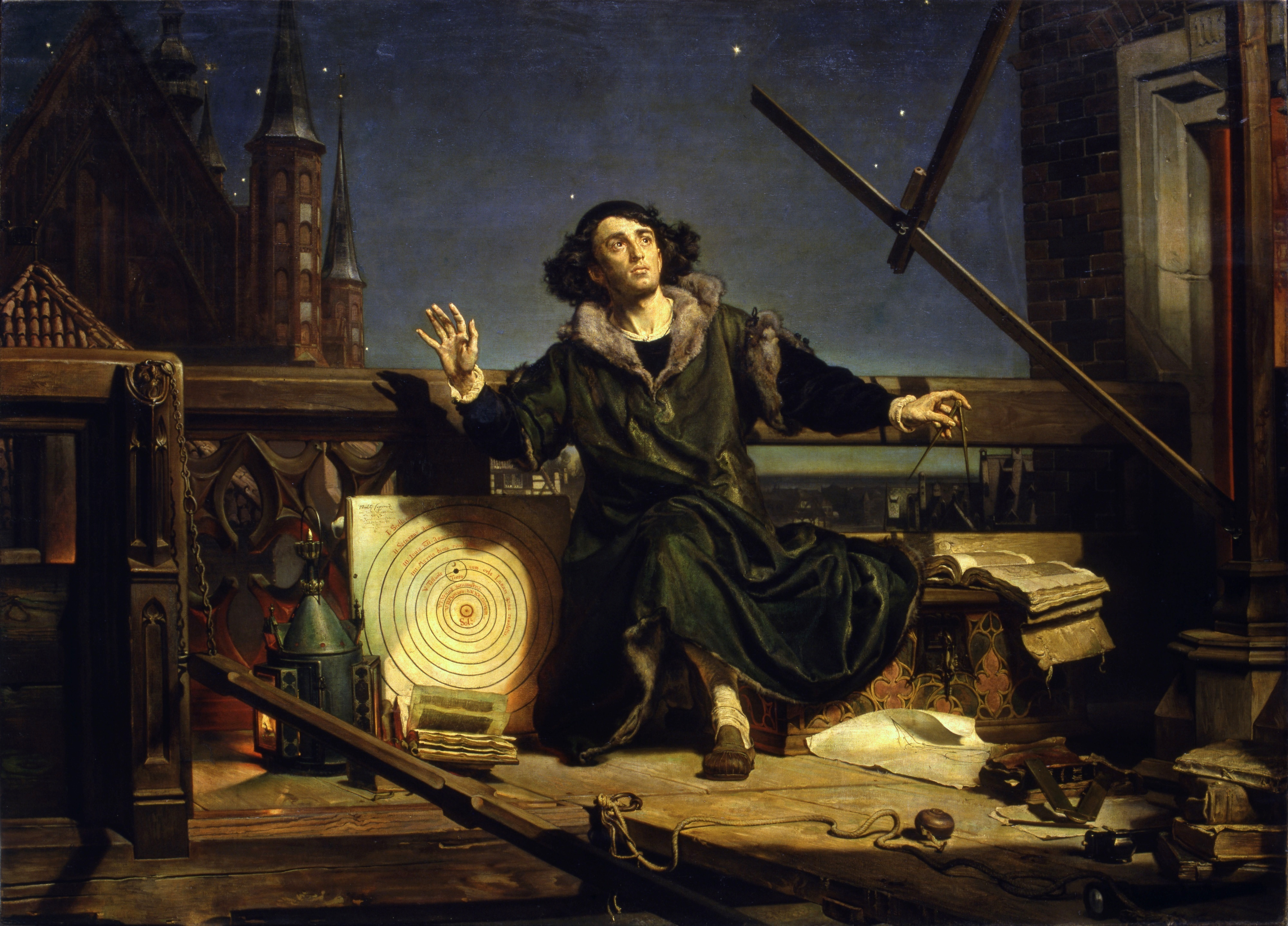
Mikuláš Koperník na obraze Jana Matejka

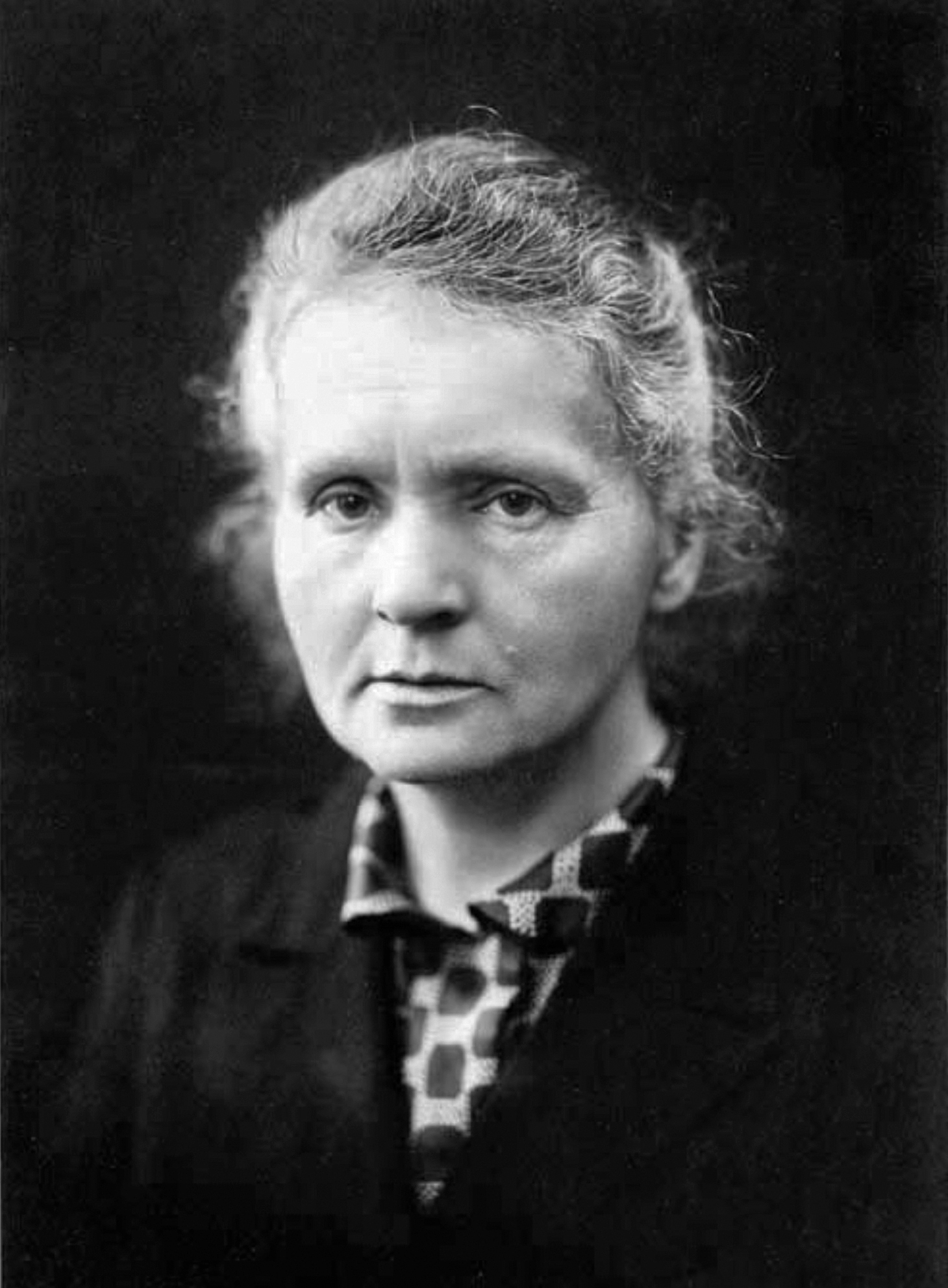
Marie Curie-Skłodowská

Mezi proslulé polské vědce patří zejména Mikuláš Koperník (astronom) a Marie Curie-Skłodowská (laureátka Nobelovy ceny za fyziku a chemii).

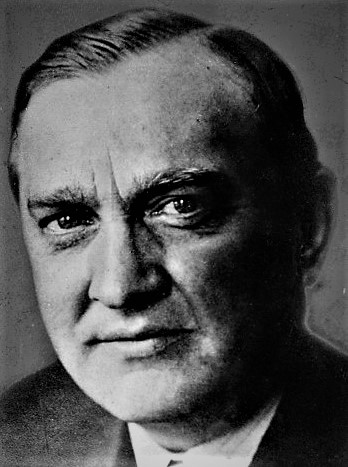
Stefan Banach

Také nositel Nobelovy ceny za fyziologii z roku 1977 Andrew Schally měl polský původ. Stejnou cenu získal Tadeus Reichstein, který se narodil ve městě Włocławek. Ve Strzelnu se zase narodil laureát Nobelovy ceny za fyziku Albert Abraham Michelson. Ve Varšavě se narodil i zakladatel fraktálové geometrie a nositel Nobelovy ceny za fyziku Benoît Mandelbrot, stejně jako matematik Alfred Tarski, odborník na radioaktivitu Kazimierz Fajans nebo jeden z tvůrců atomové bomby Józef Rotblat. Maria Göppertová-Mayerová, další nositel Nobelovy ceny za fyziku, se narodila v Katovicích, stejného ocenění se dostalo Otto Sternovi, rodáku ze Żorů, a Maxi Bornovi, rodáku z Vratislavi. Tam se narodili i Fritz Haber a Friedrich Bergius, kteří získali Nobelovu cenu za chemii, či matematik Felix Hausdorff. V Niegosławicích se narodil držitel Nobelovy ceny za fyziologii Günter Blobel, v Nise další držitel této ceny Konrad Bloch. Z Gdaňska pocházel vynálezce teploměru Gabriel Fahrenheit a také významný středověký astronom Johannes Hevelius, známý svým výzkumem Měsíce. I člen proslulé Lvovské matematické školy Stefan Banach se narodil na území dnešního Polska, v Krakově, který tehdy ovšem patřil Rakousko-Uhersku (stejně jako Lvov, kam odešel). Dalším významným členem této školy byl Hugo Steinhaus, rodák z Jasla. Banachovým žákem byl Stanisław Ulam, rodák přímo ze Lvova. V tomto proslulém „městě talentů“ se narodil i další významný matematik Jan Łukasiewicz, do tamní slavné Skotské kavárny chodívali i Kazimierz Kuratowski či Wacław Sierpiński, kteří oba později významně přispěli k topologii a teorii množin. Ze Štětína pocházel matematik Hermann Grassmann, jenž položil základy vektorového počtu, ze Żorů Ernst Kummer. Matematik Marian Rejewski prolomil roku 1932 šifrovací kód německé armády Enigma, což později zásadně ovlivnilo průběh druhé světové války. Ignacy Łukasiewicz vynalezl petrolejovou lampu. Kazimierz Funk objevil vitamín B1, což byl vůbec první objevený vitamín. Vratislavský rodák Ferdinand Cohn je považován za zakladatele bakteriologie. Astronom Aleksander Wolszczan objevil jako první ve Vesmíru planety, které nekrouží kolem hvězdy. Jako chemik, ale i jako esperantista se proslavil Antoni Grabowski.

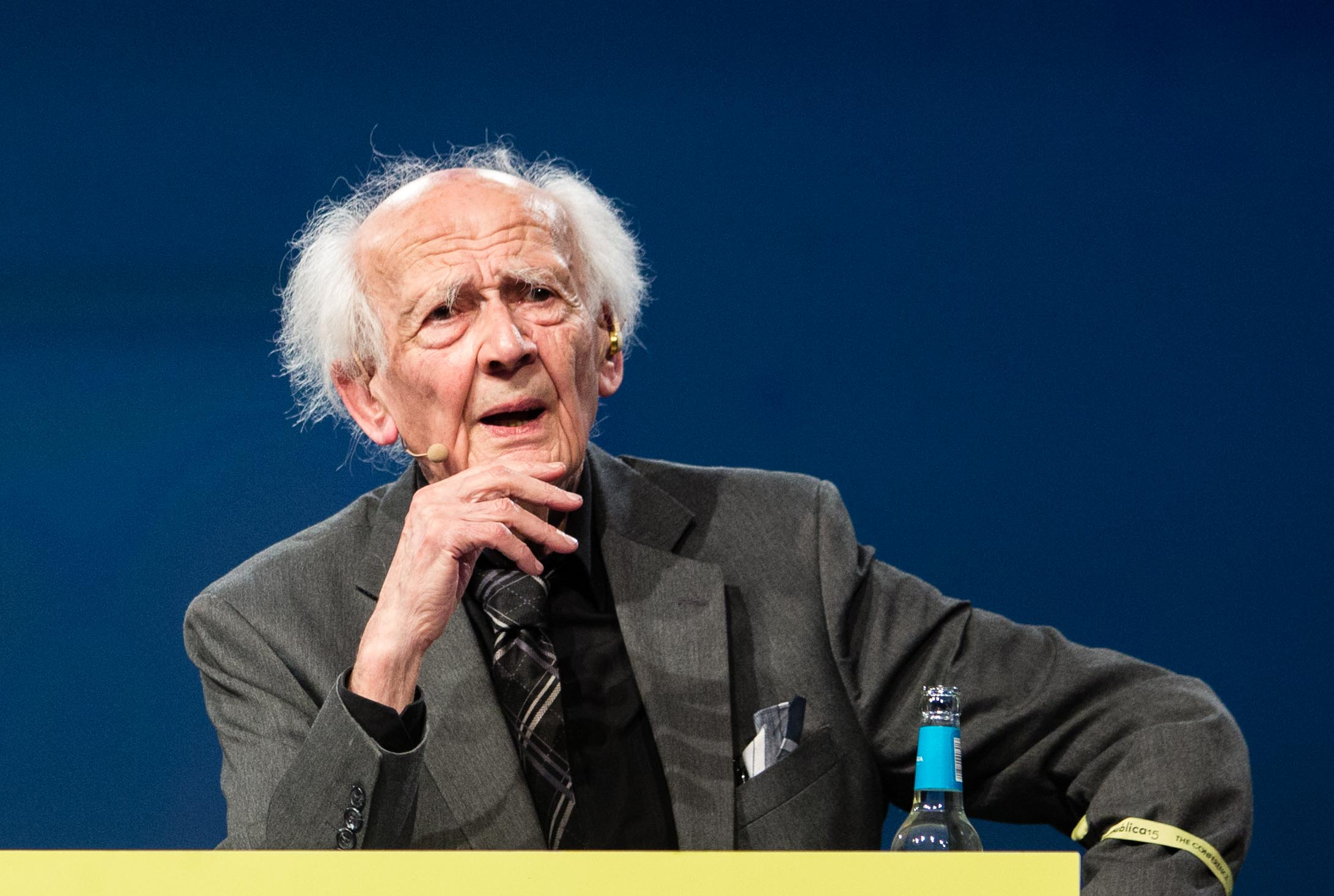
Zygmunt Bauman

V oblasti humanitních a sociálních věd vynikl sociolog Zygmunt Bauman, byť toho z Polska roku 1968 vyštvala antisemitská kampaň. Významným kulturním antropologem je Bronisław Malinowski. Předchůdcem osvícenství a moderní pedagogiky byl Stanisław Konarski. Filozof Józef Maria Hoene-Wroński zavedl známý pojem „mesianismus“. V Krakově se narodil filozof Roman Ingarden, v Gdaňsku Arthur Schopenhauer, ve Vratislavi katolická filozofka a světice Terezie Benedikta od Kříže, tamtéž filozofové Friedrich Schleiermacher, Christian Wolff a Ernst Cassirer či sociolog Norbert Elias. Významným jazykovědcem 19. století byl Jan Niecisław Baudouin de Courtenay, ve 20. století myšlení o jazyce silně ovlivnil filozof Alfred Korzybski. Filozof Leszek Kołakowski byl ctěn jako velký znalec marxistického myšlení, v Zamośći se narodila i známá marxistická teoretička Rosa Luxemburgová. Polští rodáci Leonid Hurwicz a Reinhard Selten získali Nobelovu cenu za ekonomii. Ludvík Lazar Zamenhof vytvořil nejúspěšnější umělý jazyk – esperanto. Ve Włocławku se narodil německy píšící literární teoretik Marcel Reich-Ranicki. Významným divadelním teoretikem byl Jerzy Grotowski.

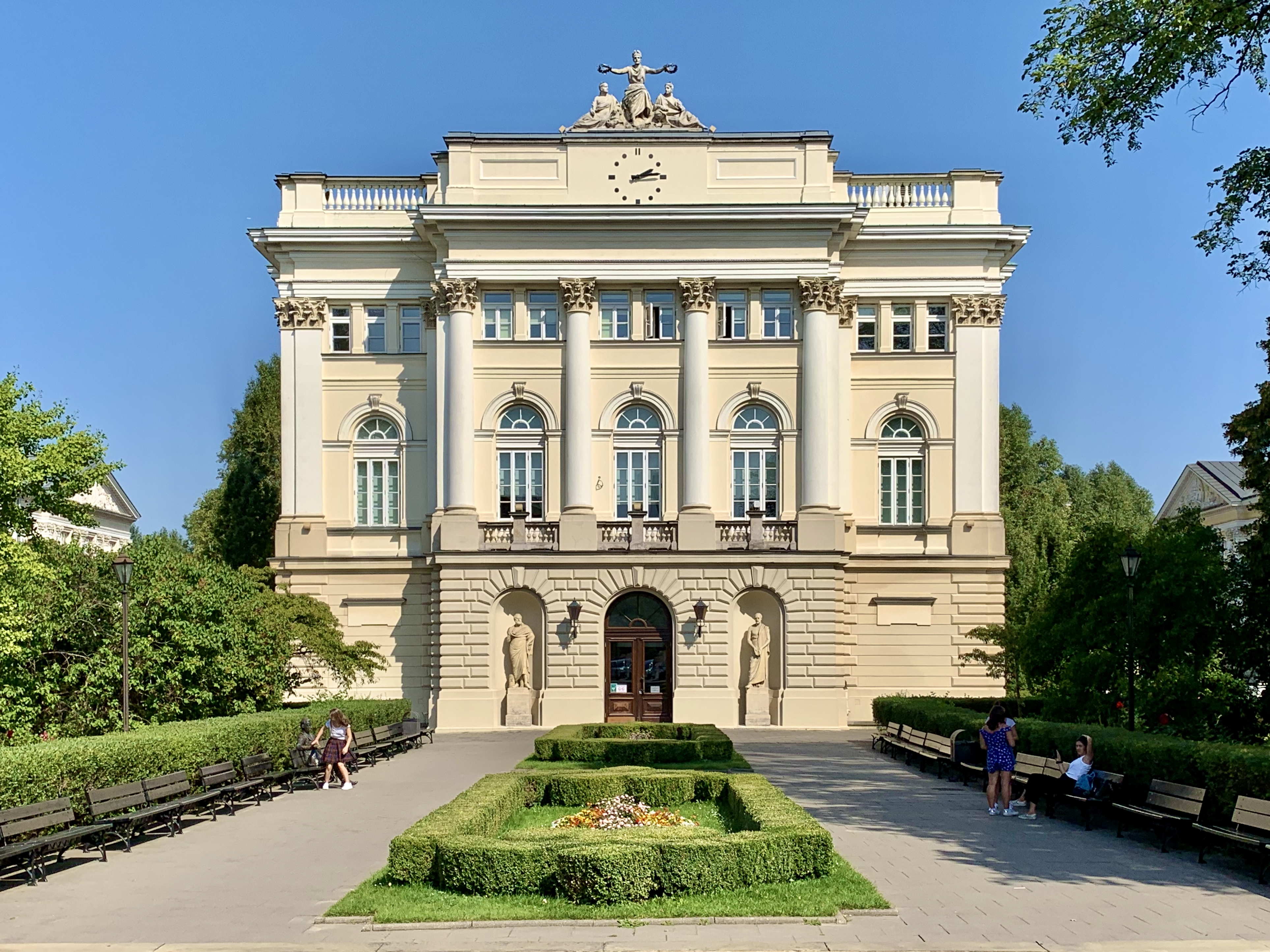
Varšavská univerzita

Roku 1951 bylo několik vědeckých institucí po francouzském vzoru sloučeno pod centralizovanou Polskou akademii věd.
Školský systém po reformě z roku 1999 stanoví povinnou školní docházku do základní školy (6 let) a gymnázia (3 roky). Poté se může žák přihlásit na lyceum, technikum nebo učiliště, z lycea se zpravidla hlásí na vysoké školy.
Největší vysokou školou je Varšavská univerzita, založená roku 1816, mnohem starší je však Jagellonská univerzita v Krakově, založená roku 1364 (po Univerzitě Karlově je tak druhou nejstarší ve střední Evropě). Studium na veřejných školách je bezplatné. Zajímavostí z dějin polské vzdělanosti je zřízení Komise národního vzdělání v roce 1773, považované za první ministerstvo osvěty v dějinách.

### Sport
K nejpopulárnějším sportům v Polsku patří fotbal, volejbal, plochá dráha, tenis nebo klasické lyžování. Největší úspěchy dosahuje tato země především ve volejbalu a ploché dráze.

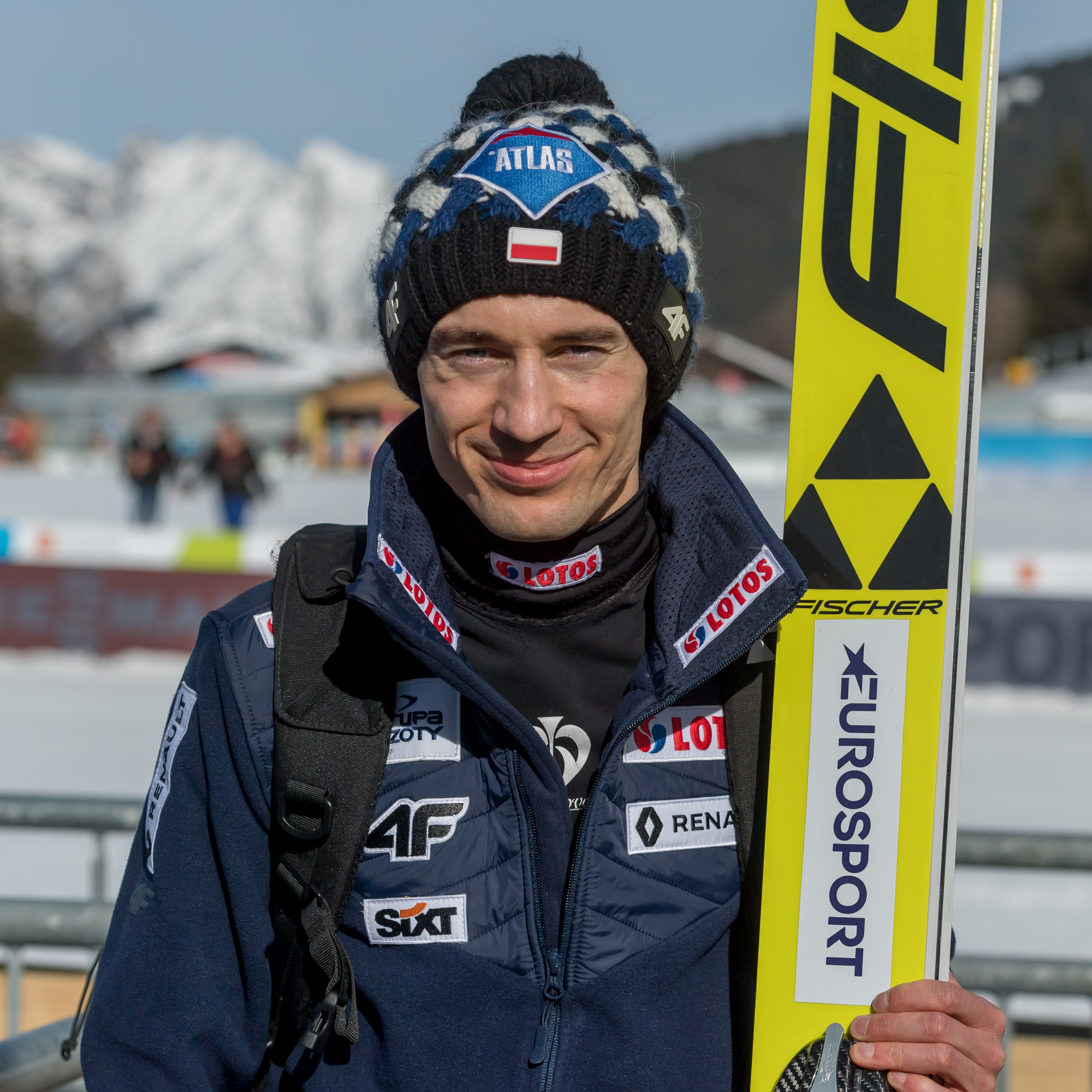
Kamil Stoch

Adam Małysz a Kamil Stoch učinili z Polska světovou velmoc ve skocích na lyžích. Druhý jmenovaný má na svém kontě již tři olympijská zlata. Čtyři zlaté olympijské medaile má chodec Robert Korzeniowski. Tři sprinterka Irena Szewińská. V Tokiu roku 2021 přidala třetí zlato i kladivářka Anita Włodarczyková. Dvě zlaté přivezli trojskokan Józef Szmidt, judista Waldemar Legień, koulař Tomasz Majewski, zápasník – klasik Andrzej Wroński nebo běžkyně na lyžích Justyna Kowalczyková.

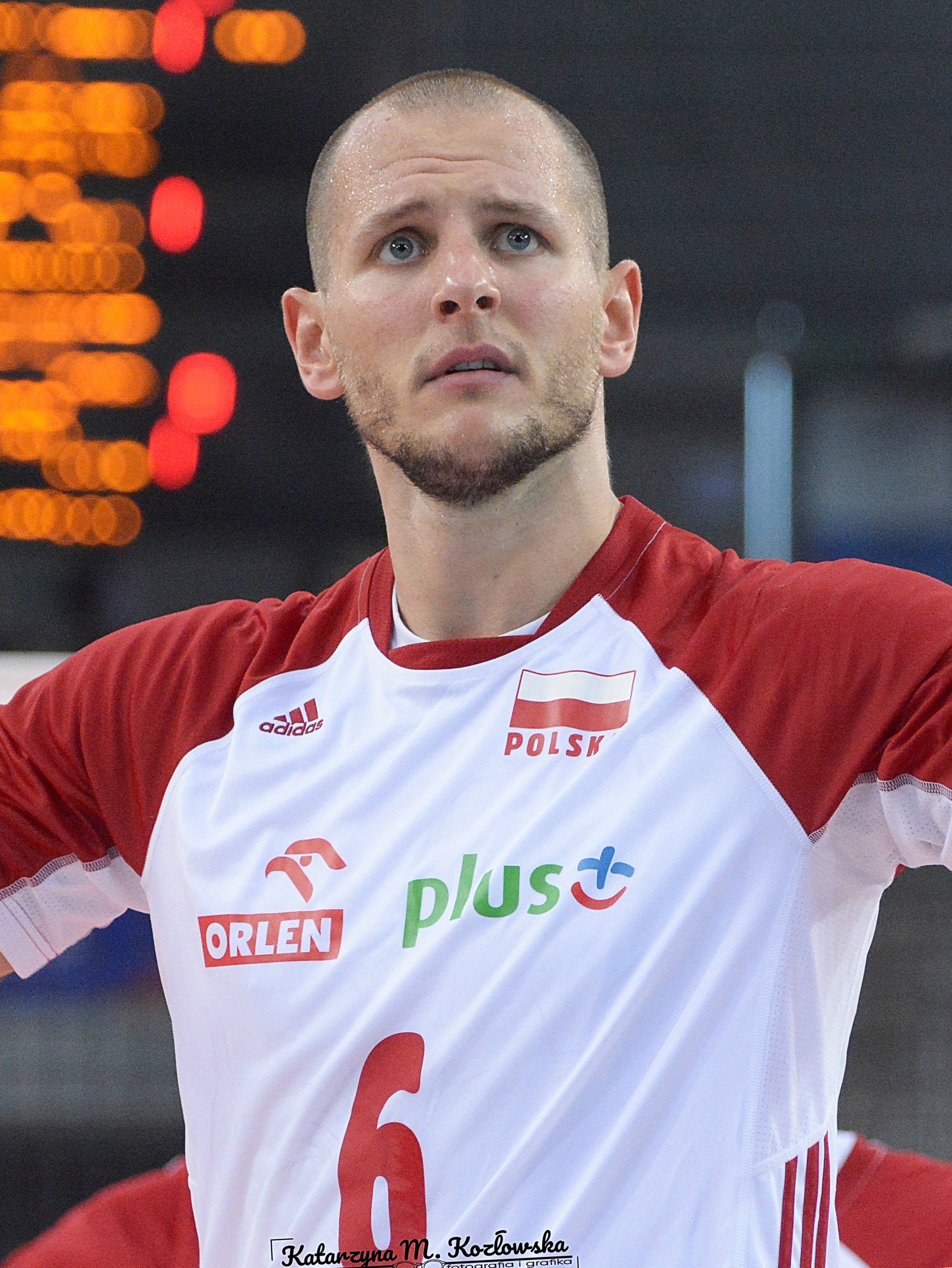
Bartosz Kurek

Mužská volejbalová reprezentace vyhrála olympijské hry (1976), třikrát získala titul mistrů světa (1974, 2014, 2018) a dvakrát mistrů Evropy (2009, 2023). Ženy se staly dvakrát evropskými šampiónkami (2003, 2005). K nejznámějším volejbalistům patří Bartosz Kurek nebo Mariusz Wlazły. Členy síně slávy Mezinárodní volejbalové federace jsou Tomasz Wójtowicz, Stanisław Gościniak a Edward Skorek.
Brankář Sławomir Szmal byl roku 2009 vyhlášen nejlepším házenkářem světa.

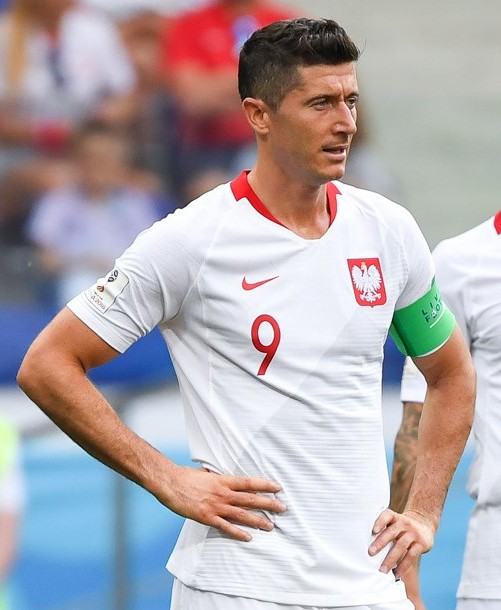
Robert Lewandowski

Hvězdou nejúspěšnější polské fotbalové generace byl Zbigniew Boniek, k pilířům slavného reprezentačního mužstva 70. a 80. let, které přivezlo dva bronzy ze světových šampionátů (1974, 1982), patřil i Grzegorz Lato. K legendám patří i Ebi Smolarek a Jerzy Dudek. Několik posledních let vyhrává anketu fotbalista roku jednoznačně Robert Lewandowski. Mezi známé fotbalové kluby patří například Legia Warszawa, Lech Poznaň nebo Wisla Krakov.

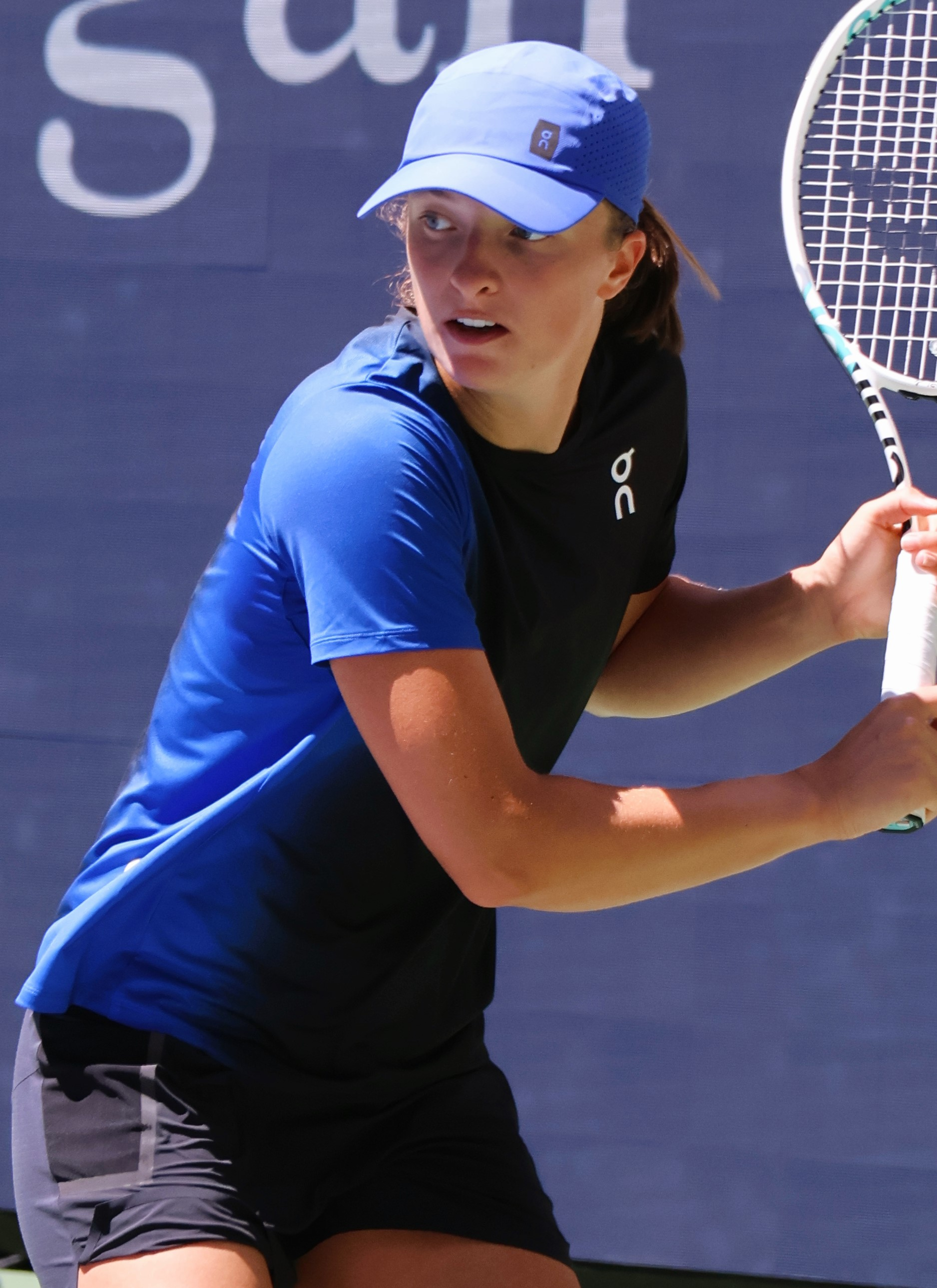
Iga Świąteková

První velmi úspěšnou polskou tenistkou byla Agnieszka Radwańská, vítězka Turnaje mistryň v roce 2015. Na ni navázala zejména Iga Šwiateková, která třikrát vyhrála Roland Garros, jednou US Open a jako první Polka stanula v čele žebříčku WTA. Prvním Polákem ve formuli 1 se stal Robert Kubica, podařilo se mu vyhrát jeden závod, dvanáctkrát stát na stupních vítězů a v roce 2008 skončit na celkovém 4. místě. Mistrem světa v ploché dráze se stal Jerzy Szczakiel (1976) a Tomasz Gollob (2010). Nejúspěšnějším polským šachistou je Miguel Najdorf, slavnými šachisty byli i Johannes Zukertort či Samuel Reshevsky.
Současnými známými sportovci jsou například Lukasz Fabianski (fotbal), Marcin Gortat (basketbal), Jerzy Janowicz (tenis) nebo Tomasz Adamek (box).
Od roku 1928 se každoročně koná cyklistický závod Tour de Pologne. V roce 1948 se poprvé jel Závod míru z Varšavy do Prahy a postupně se z něj stal největší cyklistický závod Východní Evropy. V roce 2011 byl ve Varšavě otevřen Národní stadion.

### Kulturní dědictví UNESCO

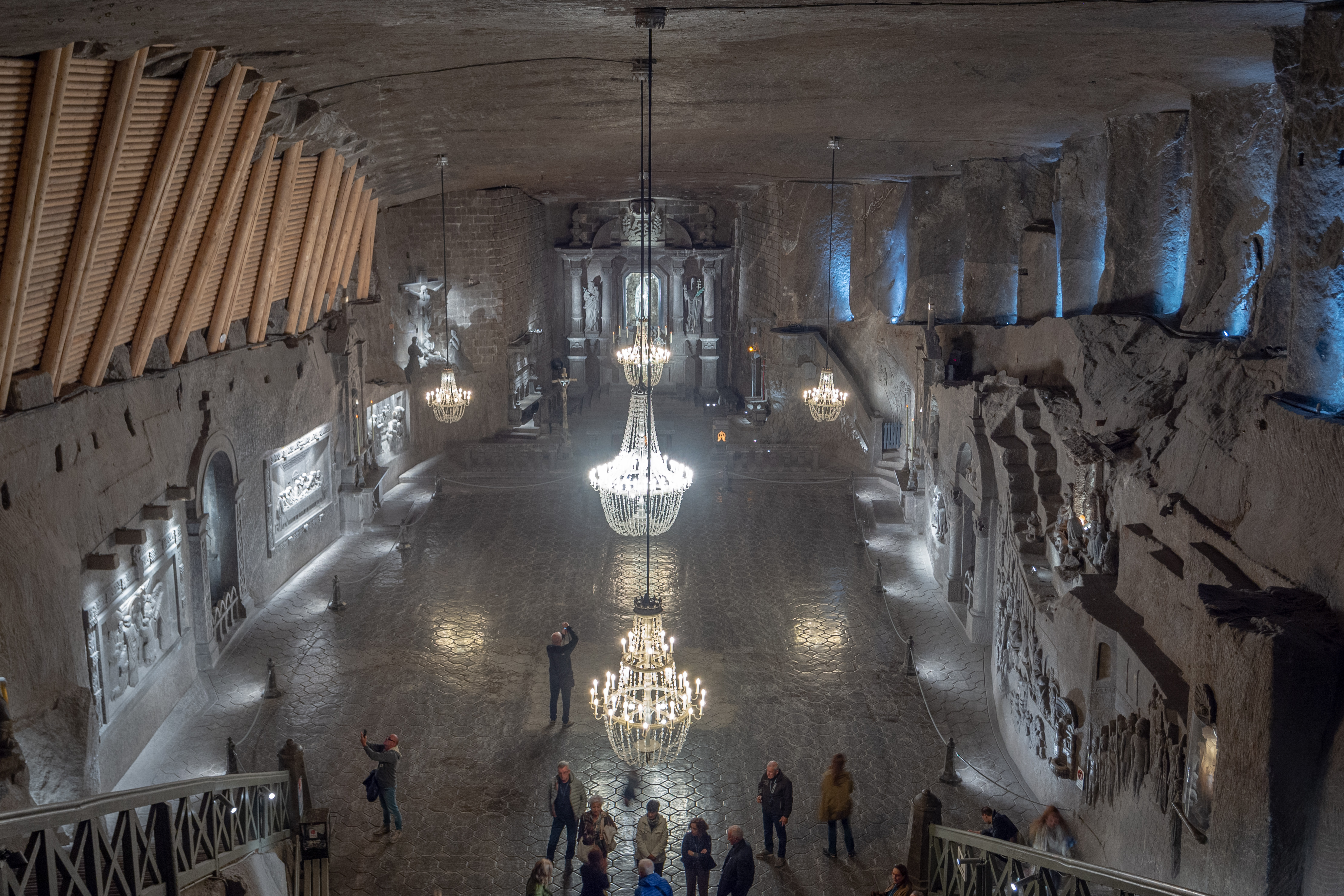
Kaple sv. Kingy, patronky polských horníků, v solném dole Wieliczka

| - Bělověžský prales - Dřevěné kostely v jižním Malopolsku - Hala století ve Vratislavi - Hrad Malbork - Kalwaria Zebrzydowska - Karpatské dřevěné chrámy - Kostely míru ve městech Jawor a Svídnice - Krakov | - Krzemionki - Osvětim-Březinka - Park Muzakowski - Původní bukové lesy Karpat - Solné doly Wieliczka a Bochnia - Toruň - Varšavské staré město - Zamość |

### Svátky
- Stálé svátky
  - 1. ledna Nový rok (Nowy Rok)

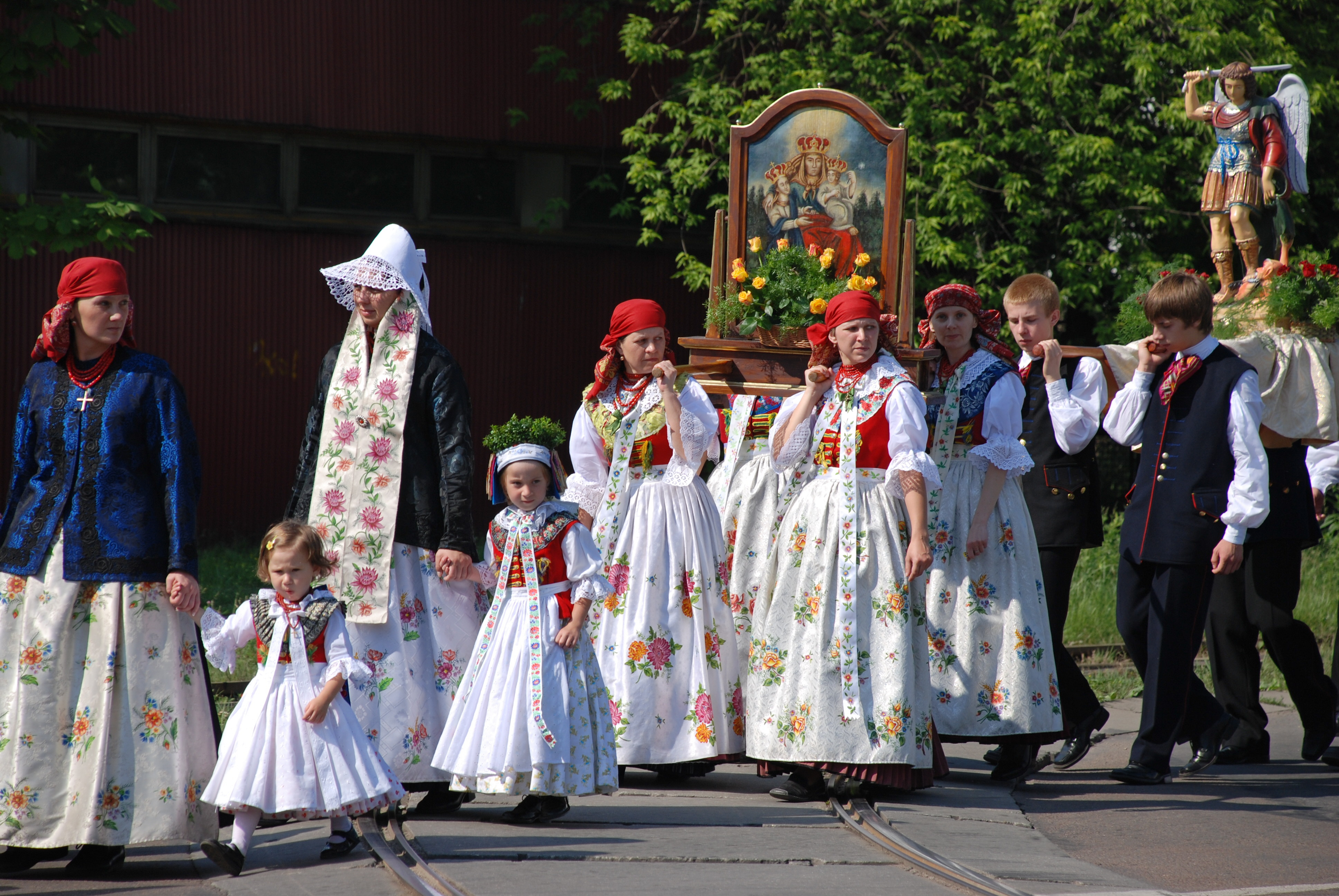
Procesí na svátek Božího Těla. Świętochłowice 2007

  - 6. ledna Tři králové (Trzech Króli)
  - 1. května Svátek práce (Święto Pracy)
  - 3. května Ústava z 3. května 1791 (Uchwalenie Konstytucji 3 Maja)
  - 15. srpna Nanebevzetí Panny Marie, Polské Armády (Wniebowzięcie Najświętszej Maryi Panny, Święto Wojska Polskiego)
  - 1. listopadu Všech svatých (Wszystkich Świętych)
  - 11. listopadu Den nezávislosti Polska (1918) (Odzyskanie Niepodległości)
  - 25. prosince – 26. prosince Vánoce (Boże Narodzenie)
- Pohyblivé svátky
  - Velikonoční neděle (Zmartwychwstanie Pańskie – Niedziela Wielkanocna)
  - Velikonoční pondělí (Poniedziałek Wielkanocny)
  - Seslání Ducha Svatého – (Zesłania Ducha Świętego – Zielone Świątki) – v neděli, 50 dnů po Velikonoční neděli
  - Těla a Krve Páně – Boží tělo (Ciała i Krwi Pańskiej – Boże Ciało) – ve čtvrtek, 60 dnů po Velikonoční neděli